# Unione Sovietica nella seconda guerra mondiale

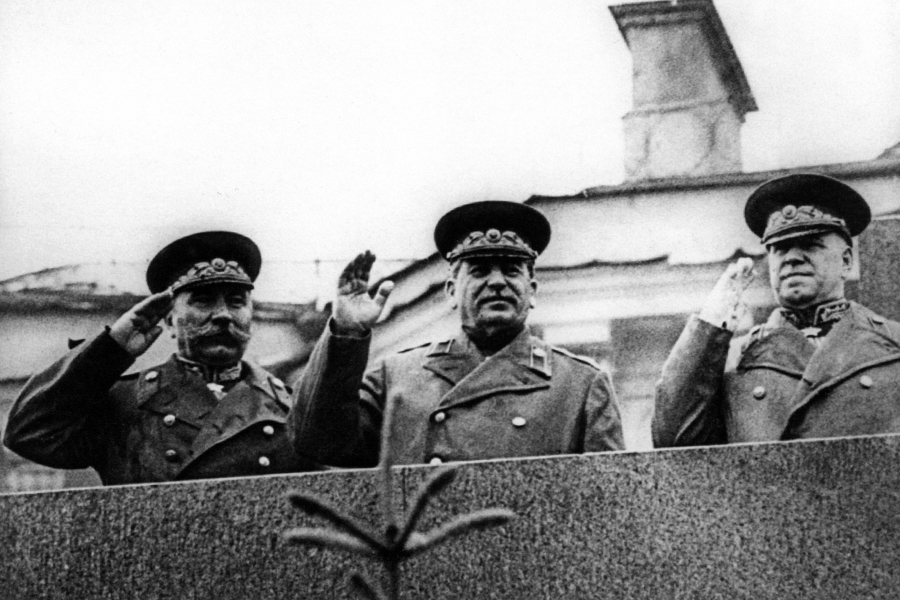
Da sinistra il maresciallo Semën Michajlovič Budënnyj, Stalin e il maresciallo Georgij Konstantinovič Žukov, durante la Parata della vittoria di Mosca del 1945

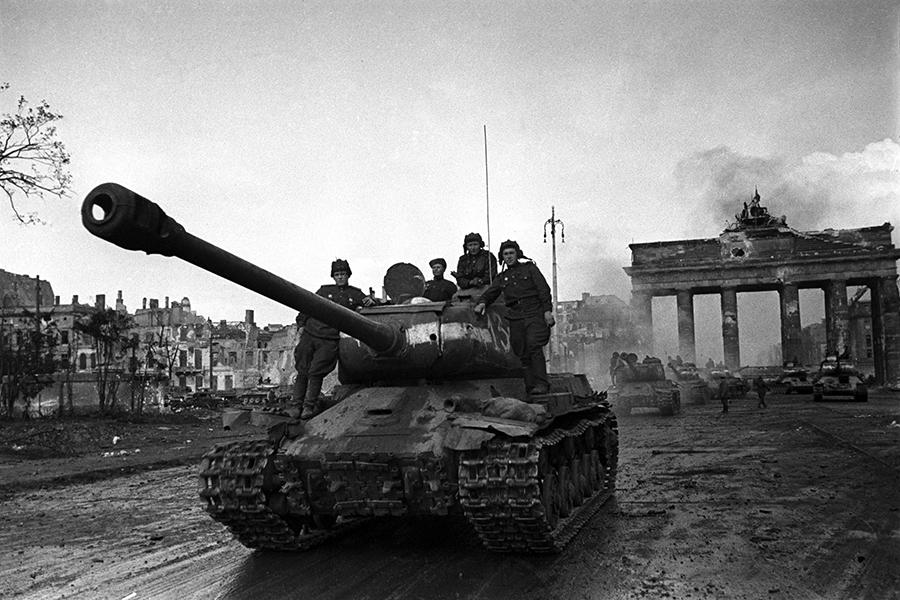
Carri IS II davanti alla Porta di Brandeburgo, al termine della battaglia di Berlino

L'Unione Sovietica nella seconda guerra mondiale ha avuto una parte decisiva nella vittoria degli Alleati sulla Germania nazista e le altre potenze dell'Asse nel teatro europeo delle operazioni.
L'Armata Rossa sovietica dovette combattere sull'immenso Fronte orientale dal 1941 al 1945 contro la grande maggioranza delle forze armate della Wehrmacht e dei suoi alleati e subì perdite elevatissime nelle grandi battaglie aero-terrestri della lunga campagna all'est. La Wehrmacht tedesca subì oltre l'80% delle sue perdite totali di uomini e mezzi combattendo contro l'Armata Rossa.
Dopo aver stipulato un accordo sulla sicurezza dei propri confini con la Germania nazista, codificato nel patto Molotov-Ribbentrop, il quale definiva anche le "sfere di influenza" dei due paesi sull'Europa Orientale, l'Unione Sovietica guidata da Stalin si trovò impreparata di fronte alla potenza della Wehrmacht tedesca che sferrò un devastante attacco a sorpresa il 22 giugno 1941. Dopo una fase iniziale caratterizzata da gravissime sconfitte e dall'invasione del territorio sovietico dell'Ucraina, Bielorussia, Crimea, paesi baltici, l'Armata Rossa riuscì finalmente a fermare l'avanzata tedesca con la battaglia di Mosca nel dicembre 1941 e a passare alla controffensiva con la decisiva vittoria di Stalingrado nell'inverno 1942-43. Le perdite umane della "Grande guerra patriottica" tra i civili, obiettivo della spietata politica di sterminio e pulizia etnica dei nazisti, e tra i soldati, uccisi o presi prigionieri soprattutto nelle grandi sconfitte iniziali, sono state calcolate in oltre 25 milioni.
Nonostante l'inizio catastrofico, Stalin, capo supremo politico e militare dell'Unione Sovietica durante la seconda guerra mondiale riuscì progressivamente a organizzare, impiegando spesso metodi di governo estremamente duri, le forze economiche, politiche e militari del paese, mantenne la coesione nelle varie nazionalità, sostenne e accrebbe il patriottismo tra i popoli sovietici. Le armate sovietiche, potentemente equipaggiate con migliaia di carri armati, cannoni e aerei, e sostenute anche dagli importanti aiuti economici e militari degli Alleati occidentali, terminarono la guerra in Europa con la conquista di Berlino e con la vittoria totale sulla Germania nazista.
L'Unione Sovietica nell'agosto 1945 partecipò anche alla guerra contro il Giappone e contribuì, con la riuscita e rapidissima invasione della Manciuria, alla resa dell'Impero del Sol Levante.
Con la vittoria, l'Unione Sovietica, che al termine della guerra occupava tutte le nazioni dell'Europa centro-orientale, parte dell'Austria e la Germania orientale, conseguì importanti obiettivi politici e accrebbe enormemente il suo prestigio e la sua influenza nel mondo, divenendo la seconda potenza mondiale in accesa rivalità con gli Stati Uniti d'America e il suo sistema di alleanze.

## L'Unione Sovietica e la guerra in Europa

### L'accordo di Monaco e il Patto Molotov-Ribbentrop

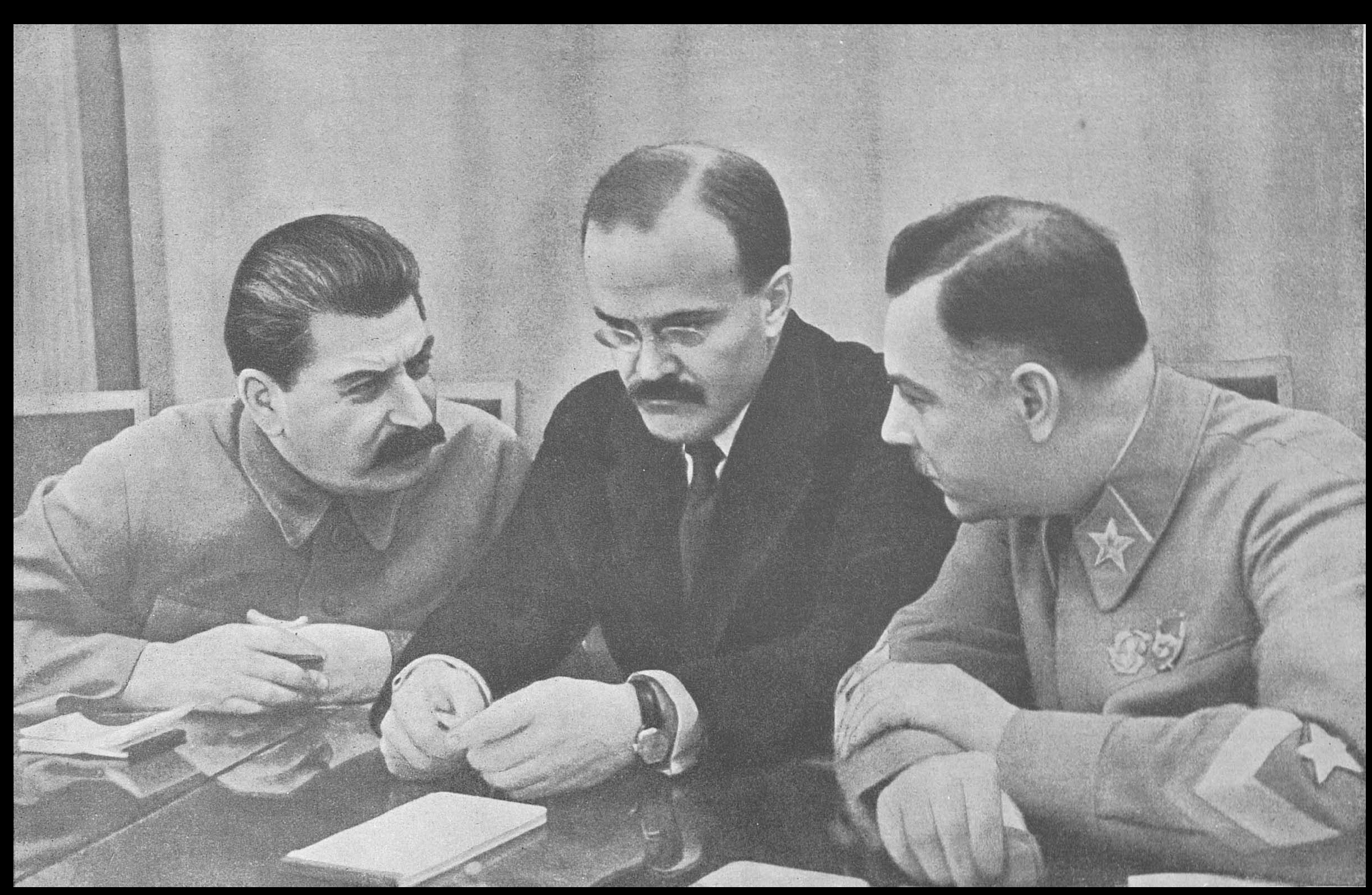
Stalin, Vjačeslav Molotov e il maresciallo Kliment Vorošilov nel 1937

La crescita costante della tensione internazionale, le aggressioni della Germania nazista e dell'Italia fascista, le minacce dirette e indirette alla sopravvivenza dell'Unione Sovietica, avevano favorito fortemente le decisioni politiche di Stalin e la sua spietata azione di terrore contro gli oppositori veri o presunti al suo potere nel partito, nell'esercito, nelle minoranze etniche, nei residui delle classi antagoniste allo stato bolscevico. Egli aveva invocato ripetutamente i presunti complotti dei nemici della rivoluzione e i tradimenti interni come cause della politica terroristica del suo regime. L'accordo di Monaco del settembre 1938 sembrò confermare le tesi staliniane di complotto internazionale contro l'Unione Sovietica e di un'imminente nuova crociata antibolscevica da parte delle potenze occidentali e segnò il tramonto della politica della sicurezza collettiva contro le potenze aggressive perseguita dall'Unione Sovietica nei primi anni trenta. Il nuovo e totale cedimento di Gran Bretagna e Francia alle pretese di Adolf Hitler e l'esclusione dell'Unione Sovietica dai negoziati di Monaco sembrarono suggellare la scelta definitiva dell'appeasement con Hitler e Benito Mussolini da parte delle potenze occidentali; tutti i paesi dell'Europa centro-orientale del vecchio "cordone sanitario" antibolscevico si allinearono alla Germania nazista in funzione anti-sovietica; si riteneva che i capi franco-britannici fossero disposti a concedere a Hitler la libertà di attaccare direttamente l'URSS.
All'inizio del 1939 la posizione internazionale dell'Unione Sovietica era particolarmente debole: il paese era sostanzialmente isolato, doveva fronteggiare l'inimicizia dei suoi vicini occidentali mentre in Estremo Oriente nell'estate 1938 l'Armata Rossa era stata impegnata in una vera battaglia sul Lago Chasan contro l'Armata del Kwantung giapponese che non nascondeva le sue mire aggressive verso il territorio sovietico. L'Unione Sovietica inoltre era debole anche in ragione della politica del terrore staliniano che aveva lacerato il gruppo dirigente, minato il morale della popolazione e sconvolto e disorganizzato tutta la struttura militare. Stalin cercò di reagire a questo pessimismo intervenendo al XVIII Congresso del partito del marzo 1939, egli parlò di probabile "seconda guerra imperialistica" per la spartizione del mondo, distinse tra "aggressori" (Germania, Italia e Giappone) e paesi "non aggressivi, democratici", che tuttavia a suo parere avevano deciso per una politica di "non intervento" che poteva ritorcersi contro di loro. Egli mise in guardia le potenze occidentali: l'Unione Sovietica sarebbe stata "prudente" e soprattutto non si sarebbe lasciata trascinare in guerra dai "provocatori abituati a lasciare togliere le castagne dal fuoco dagli altri".

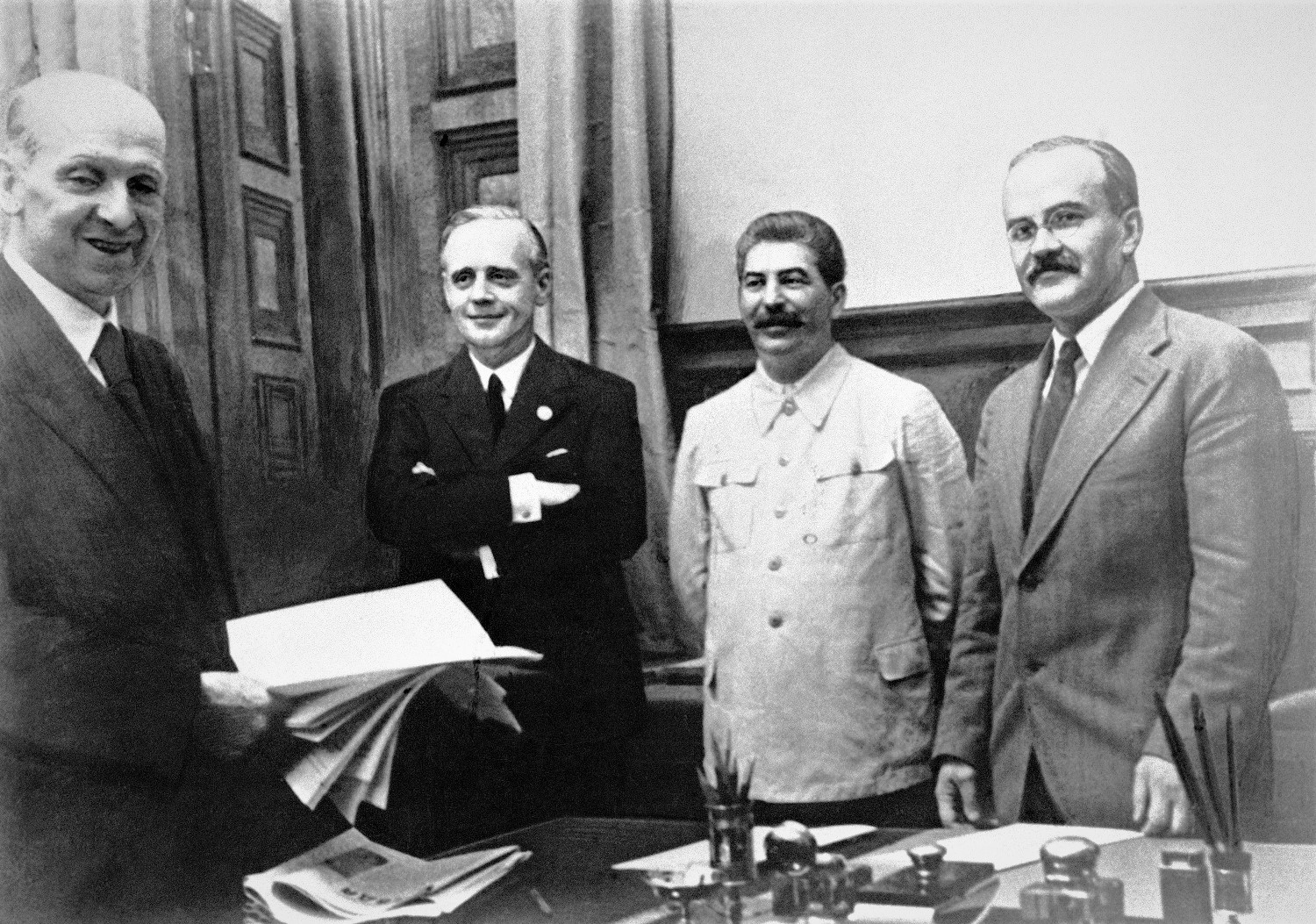
Mosca 23 agosto 1939: Joachim von Ribbentrop (secondo da sinistra), Stalin e Molotov (a destra), durante l'incontro in cui venne concluso e firmato il patto Molotov-Ribbentrop

La distruzione della Cecoslovacchia da parte di Hitler del 15 marzo 1939 sembrò modificare finalmente l'atteggiamento delle potenze occidentali; la Gran Bretagna affermò la sua decisione di opporsi a ulteriori aggressioni naziste e iniziò una politica delle garanzie unilaterali ai paesi che sembravano maggiormente minacciati dalla Germania, a partire dalla Polonia. Stalin rimase estremamente diffidente e propose a Francia e Gran Bretagna un concreto patto di alleanza politico-militare contro i paesi "aggressivi" codificato minuziosamente con clausole militari dettagliate che prendessero in considerazione ogni possibile circostanza e comprendessero tutte le nazioni del vecchio "cordone sanitario" anti-sovietico. Le potenze occidentali accettarono di aprire formali negoziati che però si trascinarono per due mesi senza arrivare ad accordi vincolanti e definitivi; soprattutto l'atteggiamento della Polonia, contraria ad accordi con l'URSS, intralciò i negoziati. Stalin e Vjačeslav Michajlovič Molotov, il nuovo ministro degli esteri al posto di Maksim Maksimovič Litvinov, si mantennero intransigenti, mentre anche i franco-britannici non sembrarono molto convinti dell'utilità di un patto con i sovietici. È possibile che il dittatore non avesse reale fiducia in queste trattative e che ipotizzasse già un accordo con la Germania nazista, con la quale erano in corso colloqui su temi economici; tuttavia gli incontri formali con i franco-britannici continuarono a Mosca fino al mese di agosto mentre in Europa la tensione cresceva di fronte alle minacce naziste alla Polonia.
All'inizio di agosto i dirigenti tedeschi fecero le prime mosse diplomatiche per favorire un accordo con i sovietici; dopo una proposta del ministro degli esteri Joachim von Ribbentrop del 3 agosto per una regolamentazione dei "problemi" dei rapporti sovietico-tedeschi, Hitler in persona scrisse a Stalin richiedendo un incontro al massimo livello in tempi rapidissimi a Mosca. Stalin accettò la proposta e Ribbentrop arrivò il 23 agosto 1939. Il patto Molotov-Ribbentrop venne concluso la sera stessa durante un incontro al Cremlino che si svolse apparentemente in un clima conviviale. Il trattato di "non-aggressione" era accompagnato da un protocollo segreto che delineava le reciproche "aree di influenza" in Europa orientale: l'Unione Sovietica otteneva libertà d'azione su una serie di territori persi durante la prima guerra mondiale: la Polonia a est della linea dei fiumi Narew, Vistola, San, gli paesi baltici (esclusa la Lituania), la Bessarabia.
È verosimile che Stalin abbia preso questa stupefacente decisione che ribaltava decenni di azioni politiche e di propaganda internazionale, soprattutto per evitare i rischi di isolamento dell'URSS di fronte alla Germania e al Giappone nell'imminenza della guerra. Mentre la tensione cresceva in Europa, contemporaneamente i sovietici erano anche impegnati in un conflitto non dichiarato contro il Giappone in Estremo Oriente: la vittoriosa battaglia del fiume Chalchin-gol venne combattuta in quegli stessi giorni. Grazie all'appoggio tedesco, l'URSS riuscì a concludere una tregua con i nipponici. Stalin ritenne quindi che le esigenze di sicurezza del suo paese fossero essenziali; nelle condizioni in cui si trovava l'Unione Sovietica alla vigilia della guerra, indebolita dagli anni del "Grande terrore", egli considerò indispensabile evitare una guerra immediata e concludere l'accordo offerto dai nazisti che gli prometteva la riconquista dei territori del vecchio Impero zarista. Il dittatore non diede importanza alle conseguenze politiche e propagandistiche che un simile accordo innaturale avrebbe provocato all'estero, tra i militanti comunisti del Comintern e tra i simpatizzanti della causa sovietica, sconcertati e demoralizzati dalla clamorosa svolta.

### Guerra in Europa e aggressioni sovietiche

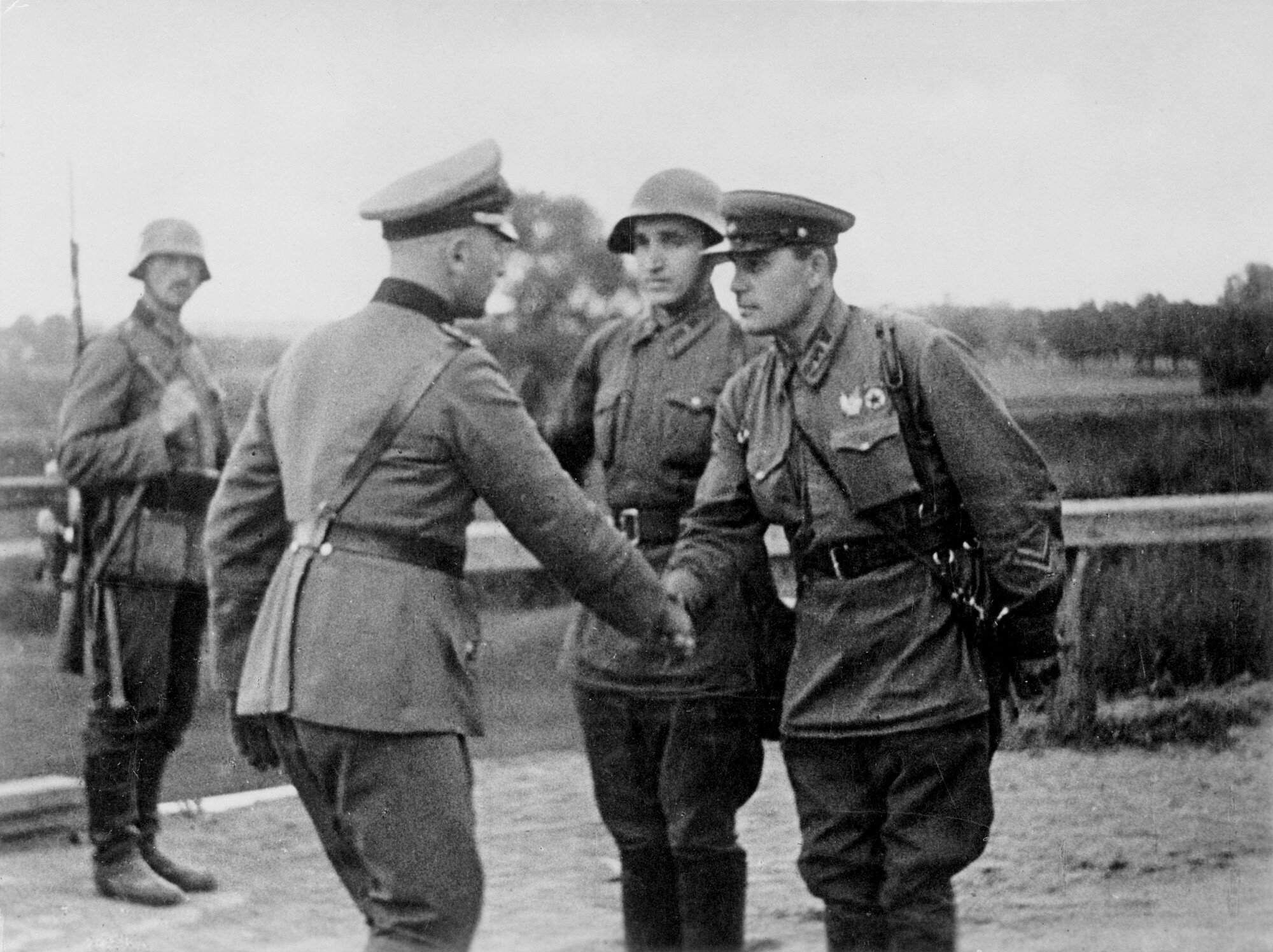
Incontro tra ufficiali tedeschi e sovietici sulla linea di demarcazione in Polonia nel settembre 1939

La guerra in Europa ebbe inizio il 1º settembre 1939 con l'invasione tedesca della Polonia a cui seguì la dichiarazione di guerra di Gran Bretagna e Francia; l'Unione Sovietica dichiarò ufficialmente la neutralità, ma in realtà i suoi rapporti politici con le potenze occidentali erano ormai interrotti, mentre le clausole del patto con la Germania erano pienamente operative. Di fronte al crollo rapidissimo e imprevisto della Polonia, Stalin si affrettò a ordinare l'occupazione dei territori polacchi orientali, abitati in maggioranza da ucraini e bielorussi, che rientravano nella sfera di influenza sovietica prevista dal patto. L'Armata Rossa quindi invase dal 17 settembre 1939 quel territorio appartenuto in precedenza all'Impero russo senza incontrare resistenza, ed entrò in contatto in un'atmosfera apparentemente amichevole con le truppe tedesche che avanzavano da ovest. Il 28 settembre 1939 venne concluso tra Germania e Unione Sovietica un nuovo formale trattato di amicizia e frontiera che assegnava anche la Lituania alla zona di influenza sovietica e limitava il territorio polacco assegnato ai sovietici alle zone abitate in netta prevalenza da ucraini e bielorussi. Stalin fece inoltre le prime mosse aggressive contro gli stati Baltici e impose trattati di assistenza che prevedevamo l'occupazione da parte sovietica di basi militari, aeree e navali.
L'Unione Sovietica quindi era riuscita ad evitare la guerra e aveva costituito uno sbarramento territoriale di sicurezza nei suoi confini occidentali, ma le conseguenze politiche e morali della sua collaborazione con la Germania nazista erano fortemente negative. I rapporti con le democrazie occidentali erano pessimi, i capi sovietici erano tornati alla propaganda contro la socialdemocrazia, ad un pacifismo contraddittorio contro la "guerra imperialista", ad attacchi contro Francia e Gran Bretagna per "avere respinto le proposte di pace della Germania". All'interno dell'Unione Sovietica e tra i partiti "fratelli" del Comintern, la nuova politica filo-germanica dopo tanti anni di lotta contro il fascismo provocò smarrimento e forte disagio nei militanti e nella popolazione. Ancora più negative furono le conseguenze dell'attacco sovietico alla Finlandia nel novembre 1939. Dopo trattative sulle richieste sovietiche di rettifiche di confine nella regione di Leningrado, l'Armata Rossa attaccò la Finlandia mentre Stalin preparava il terreno per un'annessione organizzando un governo filo-sovietico diretto da Otto Wille Kuusinen.

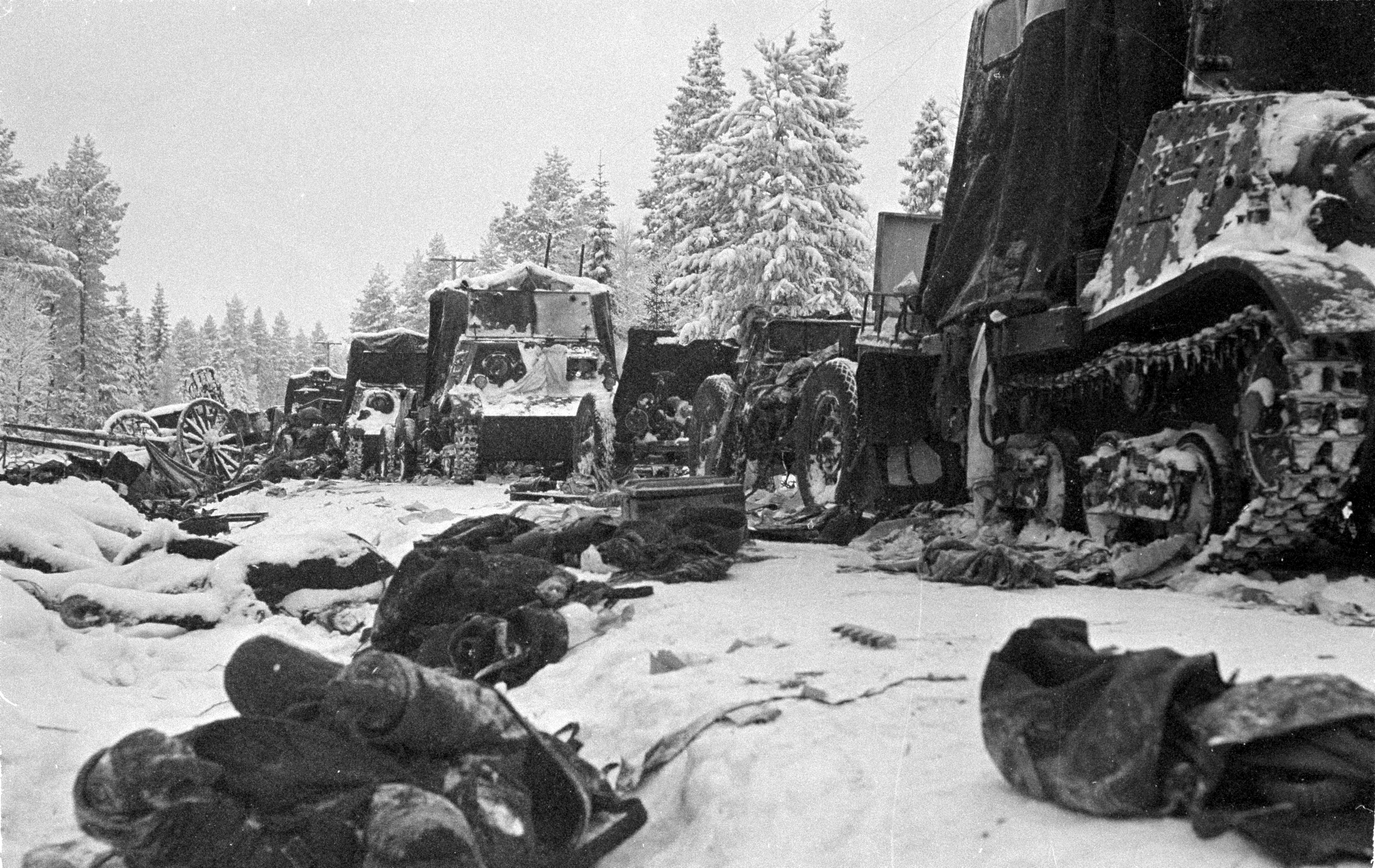
Colonna motorizzata sovietica distrutta dai finlandesi durante la guerra d'inverno

La guerra d'inverno si trasformò in una catastrofe militare e politica. I finlandesi opposero forte resistenza e inflissero pesanti sconfitte ai sovietici; l'Armata Rossa evidenziò gravi carenze organizzative, tattiche e di addestramento, i capi si dimostrarono incapaci. Solo nella seconda parte della guerra, nel febbraio 1940, le forze sovietiche, rinforzate e riorganizzate, riuscirono a sfondare le linee finlandesi nell'istmo di Carelia e l'11 marzo 1940 venne conclusa la pace; ogni proposito di annessione venne messo da parte e i sovietici si accontentarono di limitate rettifiche di confine. Nel mondo la guerra scatenò un'ondata di anticomunismo e antisovietismo, le democrazie occidentali aiutarono materialmente la Finlandia e furono anche studiati piani di intervento militare diretto.
La strategia staliniana subì un nuovo colpo nella primavera del 1940 con la travolgente vittoria della Wehrmacht sul fronte occidentale; l'equilibrio militare in Europa cambiò completamente e l'Unione Sovietica si trovò sola di fronte alla straripante potenza della Germania nazista. Stalin non aveva affatto previsto il crollo dello schieramento militare alleato in occidente e aveva fatto conto su una lunga guerra di posizione che logorasse entrambe le parti; egli quindi decise di accelerare i suoi piani di rafforzamento delle posizioni sovietiche verso la Germania: in poche settimane furono rotti gli accordi con gli stati Baltici che furono subito invasi senza resistenza dalle truppe sovietiche; furono quindi instaurati governi filo-sovietici che organizzarono rapidamente la trasformazione dei tre stati in repubbliche socialiste che richiesero l'incorporamento nell'URSS. Nello stesso tempo venne anche presentato un  ultimatum alla Romania per ottenere il territorio della Bessarabia e della Bucovina; i rumeni furono costretti ad accettare, e anche questo territorio venne trasformato in repubblica socialista e accorpato. Queste occupazioni, suscitarono viva resistenza tra la popolazione, se si esclude in parte gli operai lettoni, e profonda ostilità tra le nazioni dell'Europa orientale; permisero tuttavia di ampliare il territorio a disposizione per la difesa dell'URSS e si accompagnarono a misure rivoluzionarie a favore delle classi povere e subalterne. Furono adottate dure misure repressive contro gli oppositori e i nazionalisti locali.

### Preparativi ed errori
Nell'estate 1940 Adolf Hitler prese la decisione irrevocabile di scatenare l'attacco generale contro l'Unione Sovietica; dopo la serie di vittorie su tutti i fronti e libero da impegni bellici ad occidente, egli riteneva che fosse possibile sbaragliare l'Armata Rossa con una rapida campagna della Wehrmacht, provocare il crollo dello stato bolscevico, che appariva debole militarmente e politicamente, e conquistare lo spazio vitale all'est per la Germania. L'operazione Barbarossa richiedeva enormi preparativi e sarebbe iniziata nella primavera 1941; nel frattempo la Germania nazista rafforzava progressivamente la sua posizione strategica all'est di fronte all'Unione Sovietica. Entro la fine del 1940, il Terzo Reich concluse con Italia e Giappone il Patto tripartito, riorganizzò la situazione politica nei Balcani, associando all'Asse l'Ungheria, la Bulgaria e la Romania, iniziò a trasferire truppe in Finlandia; nel frattempo proseguiva la pianificazione della grande offensiva e i primi reparti venivano trasferiti da ovest verso est. Dopo una visita a Berlino di Molotov in cui divenne evidente l'inconciliabiltà degli obiettivi politico-strategici della Germania e dell'Unione Sovietica, il 18 dicembre 1940 Hitler si decise ad emanare ufficialmente la direttiva del piano Barbarossa. La fulminea campagna dei Balcani nel marzo del 1941 permise alla Wehrmacht di distruggere la Jugoslavia, ultimo possibile alleato sovietico in Europa, e di completare il suo schieramento per l'invasione.

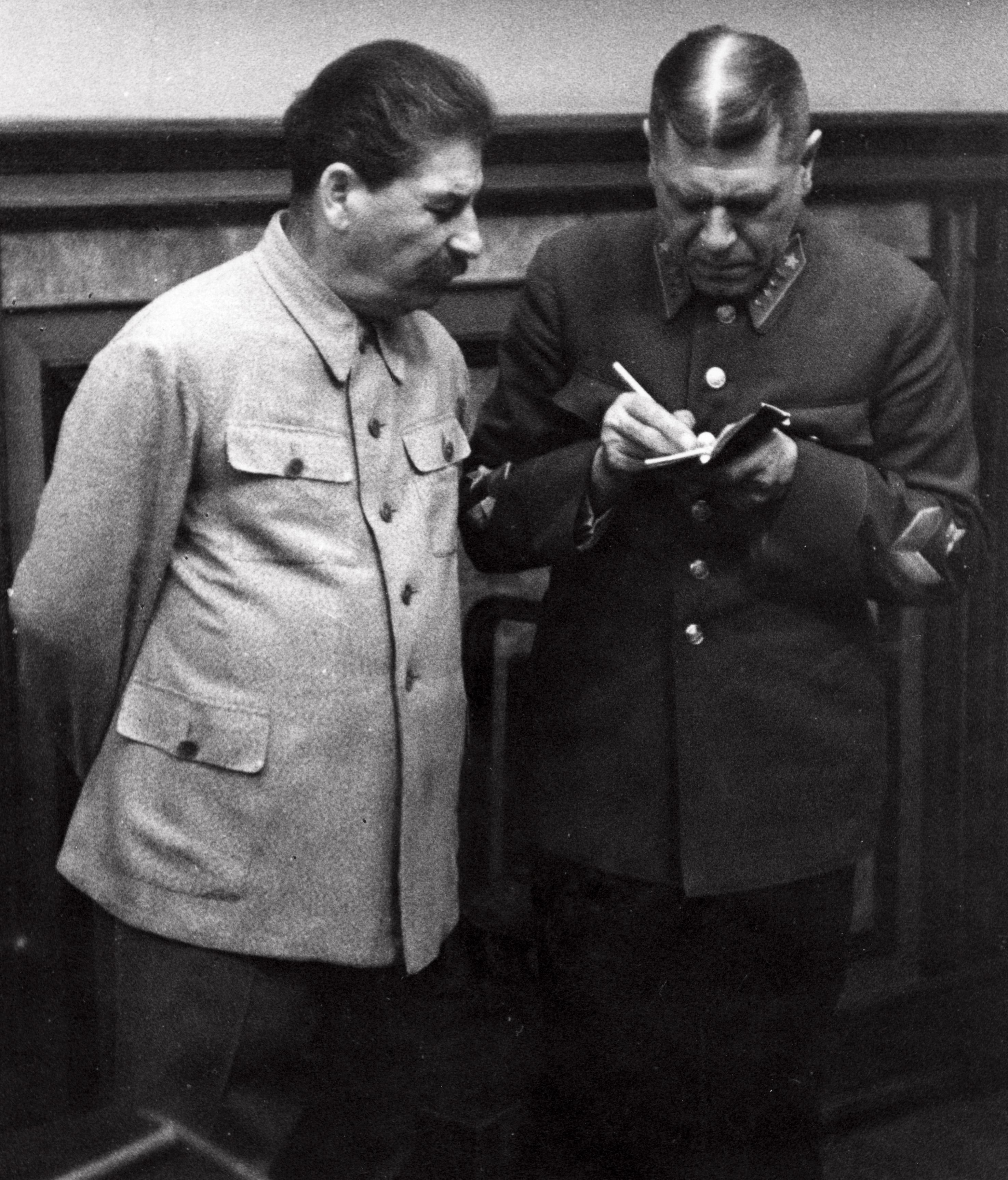
Stalin con il capo di stato maggiore dell'Armata Rossa, maresciallo Boris Michajlovič Šapošnikov

Stalin non comprese gli audaci piani del Führer; egli ritenne che il capo del nazismo non avrebbe rischiato una guerra su due fronti mentre la Gran Bretagna ancora resisteva a ovest; il dittatore sovietico quindi interpretò le mosse sempre più aggressive dei tedeschi come tentativi di ricatto per ottenere ulteriori concessioni territoriali ed economiche dall'Unione Sovietica. Stalin, pienamente consapevole della debolezza militare ed economica dell'URSS, intendeva quindi guadagnare tempo ad ogni costo, continuare a collaborare con i tedeschi e non offrire pretesti ai nazisti per scatenare una guerra che egli riteneva inevitabile nel futuro, ma che voleva assolutamente ritardare almeno fino al 1942 per avere il tempo necessario a completare il rafforzamento della macchina militare. Stalin quindi non interpretò nel modo corretto le informazioni sui propositi aggressivi dei tedeschi che arrivarono a Mosca dal servizio segreto militare a partire dal febbraio 1941, poco dopo giunsero anche avvertimenti da parte del governo degli Stati Uniti d'America all'ambasciatore sovietico. Il capo sovietico non prese maggiormente in considerazione gli allarmi provenienti dai britannici, per i quali provava grande diffidenza accresciuta dall'oscuro episodio della fuga di Rudolf Hess in Gran Bretagna. Egli riteneva che fosse interesse di Winston Churchill favorire una rottura tra Germania e URSS per allontanare dalla Gran Bretagna la pressione della Wehrmacht. Il famoso messaggio personale di Churchill a Stalin del 3 aprile 1941 in cui il primo ministro avvertiva degli spostamenti di truppe tedesche verso est, non suscitò alcuna reazione da parte del dittatore sovietico. Il solo successo politico di Stalin in questo periodo fu la conclusione il 13 aprile 1941 del patto di non aggressione con il Giappone che alleggerì in parte la pressione nipponica sull'Estremo Oriente.

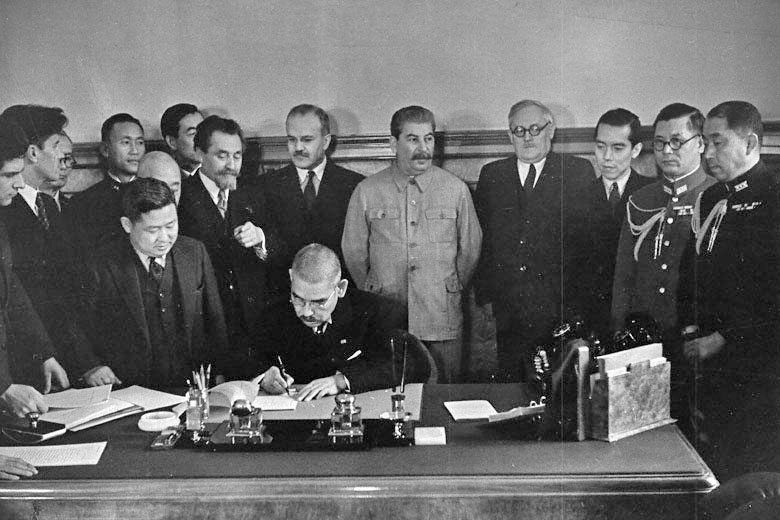
Il ministro degli esteri giapponese Yōsuke Matsuoka firma, alla presenza di Stalin e Molotov, il Patto nippo-sovietico di non aggressione

A maggio 1941 Stalin pronunciò un famoso discorso agli ufficiali neopromossi delle scuole militari in cui sembrò dare per certa una guerra contro i nazisti nel 1942 e ammise che l'Armata Rossa non era ancora pronta. La debolezza dell'apparato militare sovietico discendeva in gran parte dai ritardi accumulati nella pianificazione e nella produzione di armamenti e dalla paralisi provocata dalle spietate epurazioni degli ufficiali più capaci negli anni trenta. Stalin si impegnò a fondo nei mesi prima della guerra per potenziare la produzione degli armamenti; egli seguiva personalmente tutti gli aspetti del riarmo sovietico; furono fatti grandi sforzi per sviluppare la ricerca in campo militare che permise di progettare e iniziare a produrre le armi moderne di nuova generazione ma alla vigilia dell'attacco tedesco i programmi di produzione erano appena iniziati e i nuovi materiali erano disponibili in quantità insufficienti. Si era iniziato a ricostituire le formazioni meccanizzate e i nuovi reparti aerei, ma mancavano aeroporti adeguati mentre le truppe corazzate non erano ancora addestrate alle tecniche moderne. Le fortificazioni alla frontiera erano state abbandonate; gravi carenze erano presenti nelle armi individuali, nei mezzi motorizzati, nel sistema dei rifornimenti. Dal punto di vista strategico predominavano ottimistiche teorie offensive, si proclamava che l'Armata Rossa avrebbe schiacciato un eventuale invasore sulla linea di frontiera, che la vittoria sarebbe stata ottenuta con "poco sangue", che l'esercito sarebbe passato subito all'offensiva. I piani operativi inoltre prevedeva erroneamente che l'obiettivo principale di un attacco tedesco sarebbe stata l'Ucraina dove quindi vennero concentrate le forze più moderne dell'Armata Rossa.
Gli ultimi giorni prima dell'attacco tedesco furono drammatici. Gli allarmi e le segnalazioni dei reparti sovietici di frontiera si moltiplicavano, costanti erano gli sconfinamenti dei reparti tedeschi e le incursioni di aerei non identificati; i comandanti sul posto chiedevano direttive precise e chiarimenti ma da Mosca arrivarono fino all'ultimo avvertimenti a non rispondere alle provocazioni ed evitare incidenti. Stalin cercò ancora di aprire trattative diplomatiche con i tedeschi ma i suoi goffi tentativi di iniziare un dialogo non portarono a nulla: la macchina della Wehrmacht era ormai in movimento e le truppe si avvicinavano ai confini. Nella notte del 22 giugno 1941 iniziarono ad arrivare a Mosca i primi rapporti di attacchi aerei tedeschi e di sconfinamenti e scontri a fuoco; tra i dirigenti sovietici si diffuse l'incredulità e la confusione; il generale Georgij Konstantinovič Žukov, capo di stato maggiore dell'Armata Rossa, parlò al telefono con Stalin, appena risvegliato, per avvertirlo della situazione. Il capo sovietico apparve sconvolto dalle notizie; venne convocata una riunione immediata al Cremlino in cui Molotov annunciò che l'ambasciatore tedesco aveva appena consegnato la dichiarazione di guerra della Germania. Tutti i piani di Stalin erano crollati e l'Unione Sovietica si trovava esposta da sola all'urto della macchina militare della Germania nazista.

## Operazione Barbarossa

### Sorpresa e prime disfatte
La guerra iniziò in modo catastrofico per l'Unione Sovietica; la popolazione, colta di sorpresa e ignara delle vicende internazionali, apprese stupefatta e smarrita la funesta notizia dal comunicato radio pronunciato da Molotov che annunciò ottimisticamente, dopo aver accusato i nazisti di attacco a tradimento non provocato, che la causa sovietica era "giusta" e che il nemico sarebbe stato "sconfitto". Sulle linee di confine nelle prime ore ci fu la massima confusione; il primo allarme della notte del 21-22 giugno richiedeva di attivare le misure difensive preventive ma anche di evitare provocazioni, l'ordine successivo delle ore 07:15 ordinò di attaccare e distruggere i nemici ma non attraversare la frontiera; infine l'ordine N. 3 delle sera del 22 giugno stabiliva di contrattaccare, annientare i nemici e penetrare in Polonia. I comandi in prima linea, attaccati a terra e bombardati dall'aria, persero presto i collegamenti e, totalmente disorganizzati, non furono assolutamente in grado di eseguire questi ordini completamente irrealistici. I primi giorni di guerra furono tragici per le truppe sovietiche; in prima linea i combattimenti iniziali furono sostenuti dalle guardie di frontiera del NKVD che si batterono accanitamente, come accadde nella fortezza di Brest-Litovsk che resistette isolata per settimane, ma che non avevano i mezzi per fermare i tedeschi; tutti i ponti sui grandi fiumi inoltre furono catturati intatti dal nemico che poté lanciare in avanti le sue eccellenti Panzer-Division.

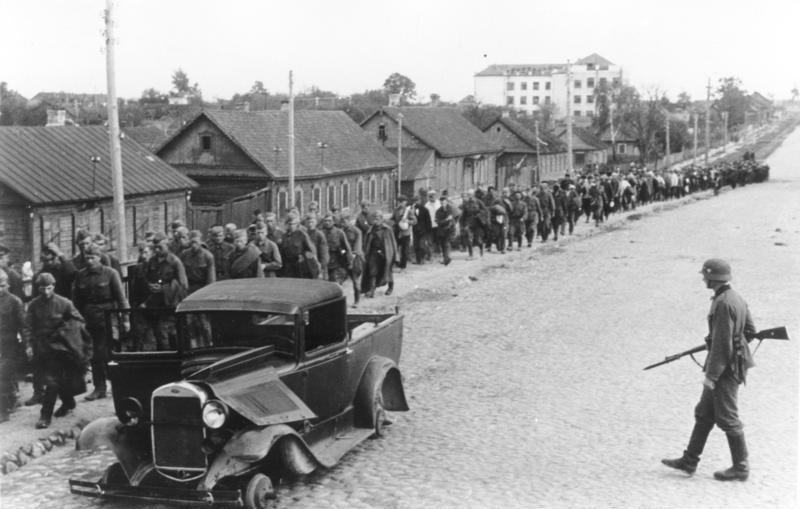
Colonne di soldati sovietici catturati nella sacca di Minsk

La Wehrmacht schierava per l'operazione Barbarossa oltre tre milioni di soldati con 3 500 mezzi corazzati e circa 2 000 aerei, rinforzati dai contingenti degli alleati dell'Asse italiani, rumeni, finlandesi, slovacchi, oltre a contingenti di volontari stranieri anti-sovietici; l'Armata Rossa in teoria disponeva di un numero superiore di uomini, 4,7 milioni, mezzi corazzati, circa 20 000 e anche aerei, ma le truppe erano sparpagliate su tutto il territorio e solo una minoranza delle divisioni era schierata in linea, inoltre i mezzi erano in gran parte inferiori tecnicamente e impreparati a entrare subito in battaglia. Le forze aeree sovietiche inoltre furono colte completamente di sorpresa dal micidiale attacco della Luftwaffe che in poche ore distrusse un gran numero di aerei nelle basi a terra e ottenne subito una schiacciante superiorità aerea.
In queste condizioni di vantaggio le armate della Wehrmacht non solo sfondarono le linee in quasi tutti i settori ma soprattutto i quattro raggruppamenti corazzati (Panzergruppen) dei generali Hoepner, Hoth, Guderian e Kleist avanzarono a gran velocità disorganizzando completamente lo schieramento sovietico. Le riserve meccanizzate sovietiche, molto numerose ma disorganizzate, inesperte e disperse sul territorio, cercarono di eseguire gli ordini di contrattacco e si mossero verso il fronte nella confusione, senza collegamenti, attraverso villaggi in fiamme e spesso sotto gli attacchi aerei della Luftwaffe.

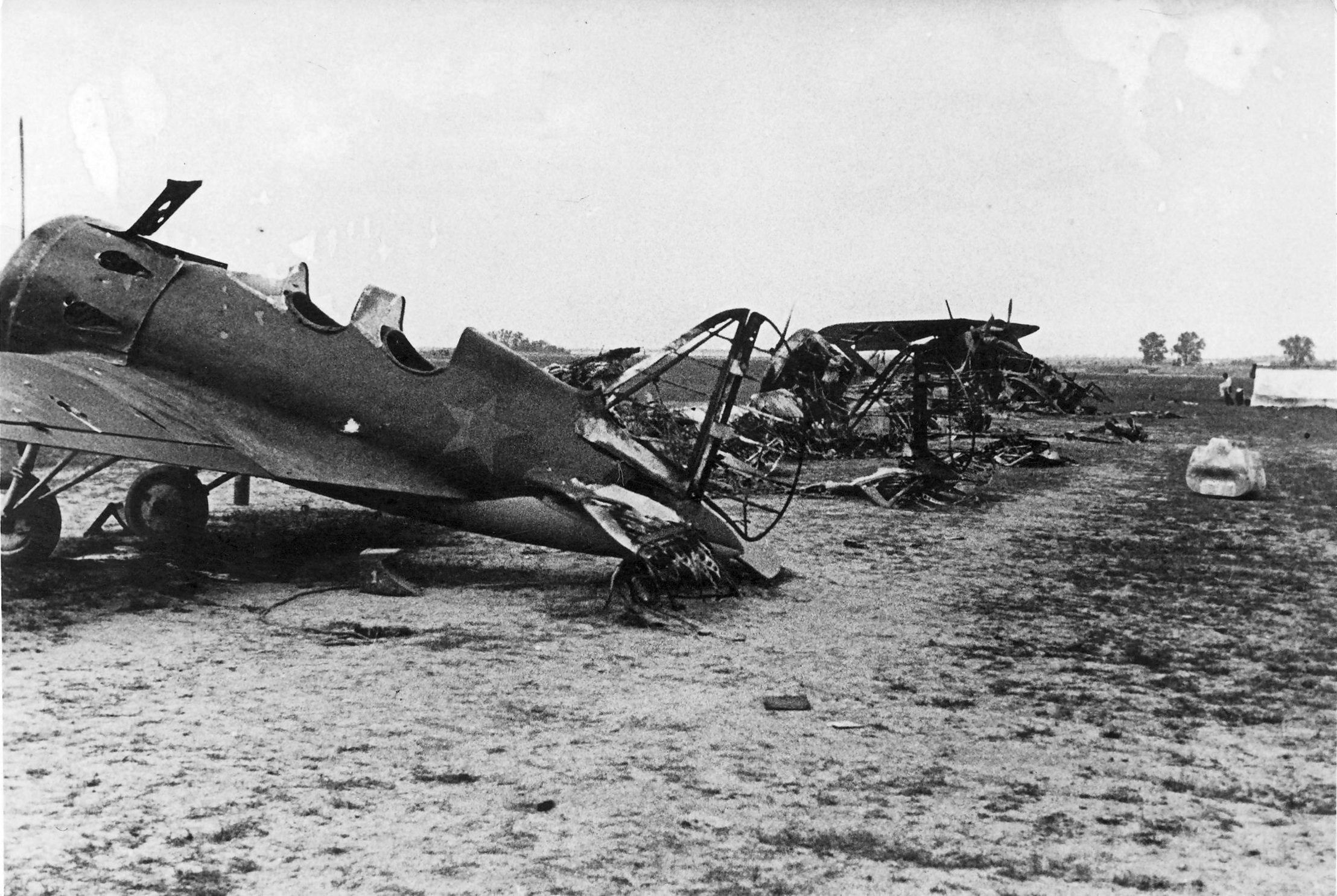
Caccia sovietici Polikarpov I-16 distrutti al suolo

Le armate sovietiche quindi non furono in grado di fronteggiare l'avanzata rapidissima delle Panzer-Division di punta; a nord il Gruppo d'armate Nord del feldmaresciallo Wilhelm Ritter von Leeb con il Panzergruppe del generale Erich Hoepner avanzò subito verso la linea della Dvina occidentale che venne raggiunta a Daugavpils dopo pochi giorni, i contrattacchi sovietici con il supporto di carri pesanti sorpresero in un primo momento i tedeschi ma furono poi completamente respinti e i carri armati tedeschi arrivarono entro la seconda settimana di guerra fino a Pskov e sembrarono minacciare anche Leningrado; nel frattempo la fanteria tedesca aveva facilmente occupato la Lituania e le sue città principali (Kaunas e Vilnius), giungendo in seguito a Riga, capitale della Lettonia. Entro pochi giorni venne occupata anche l'Estonia. Nel settore meridionale, dove le forze sovietiche del generale Michail Petrovič Kirponos erano particolarmente numerose e relativamente ben equipaggiate, il Gruppo d'armate Sud del feldmaresciallo Gerd von Rundstedt ebbe inizialmente maggiori difficoltà: il generale Žukov era accorso sul posto e cercò di organizzare un contrattacco con l'intervento di oltre 1 000 carri armati. Difetti di coordinamento, errori tattici e l'inferiorità nell'aria, fecero fallire questo disperato contrattacco e nella grande battaglia di Brody-Dubno le riserve corazzate sovietiche furono praticamente distrutte; il Panzergruppe del generale Paul Ludwig Ewald von Kleist quindi poté dilagare in avanti e raggiunse Žitomir mettendo in pericolo anche Kiev; nel frattempo erano entrate in azione più a sud altre forze tedesche che insieme all'esercito rumeno occuparono la Bessarabia e marciarono verso Odessa. All'inizio di luglio anche la Finlandia attaccò l'Unione Sovietica e rioccupò i territori persi nella guerra del 1940.
Nel settore centrale del fronte, gli sviluppi della situazione furono particolarmente catastrofici per i sovietici: i due Panzergruppe del Gruppo d'armate Centro del feldmaresciallo Fedor von Bock, al comando dei generali Hermann Hoth e Heinz Guderian, avanzarono subito in profondità e operarono a tenaglia per accerchiare tutto il raggruppamento del generale Dmitrij Grigor'evič Pavlov; le riserve corazzate sovietiche, impiegate in modo totalmente errato, vennero rapidamente sconfitte e le divisioni corazzate tedesche chiusero il 28 giugno la grande sacca di Minsk, dove vennero catturate oltre 300 000 prigionieri; l'intera Bielorussia venne occupata in pochi giorni dai tedeschi. I gruppi corazzati dei generali Hoth e Guderian continuarono a spingersi in avanti e raggiunsero la prima settimana di luglio il territorio compreso tra l'alto corso della Dvina e del Dnepr che costituiva la via d'accesso più diretta per Mosca.

### Confusione e ripresa

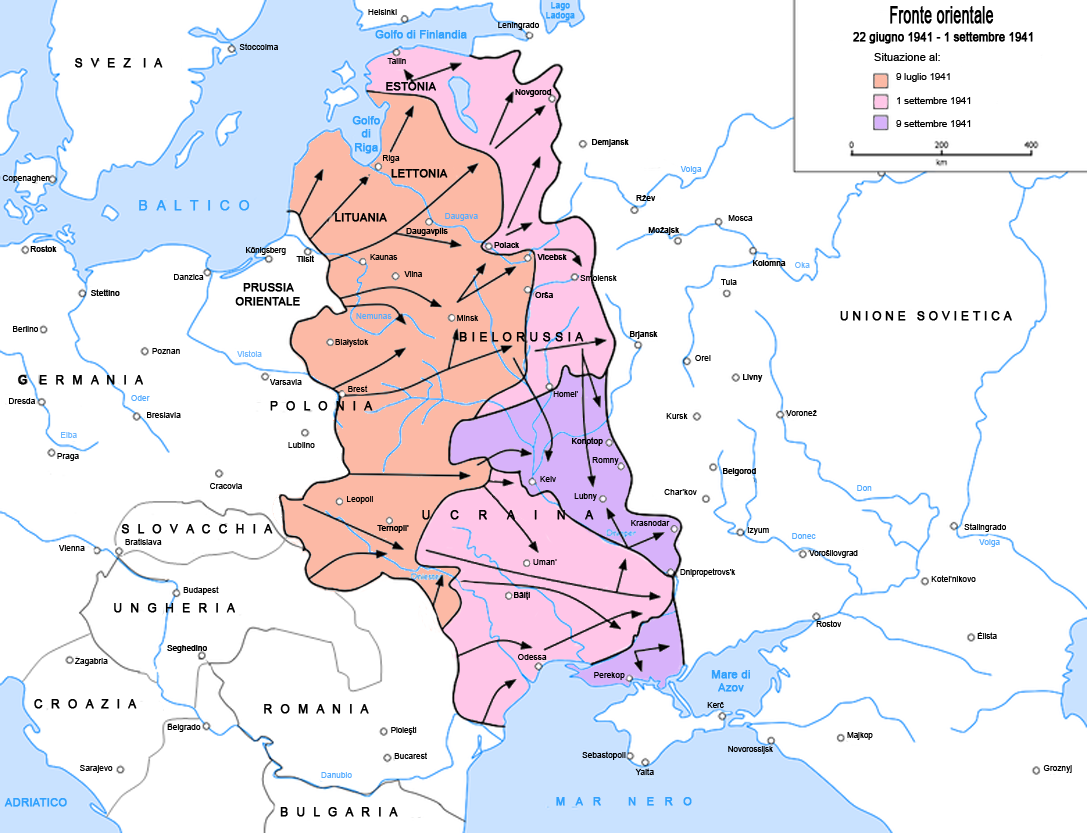
La prima fase dell'operazione Barbarossa fino alla caduta di Kiev

Le prime disastrose giornate di guerra provocarono una gravissima crisi di autorità nella dirigenza sovietica; Stalin, dopo aver appreso le notizie catastrofiche delle prime battaglie, ebbe un crollo nervoso e solo dopo alcuni giorni riprese il controllo e ritornò alla guida dello stato. In sua assenza, nel regime staliniano, nessun dirigente aveva autorità sufficiente per guidare il paese in guerra; il primo comando supremo (Stavka) venne diretto dal maresciallo Semën Konstantinovič Timošenko solo per pochi giorni; ritornato al lavoro, Stalin assunse ben presto tutti i poteri: divenne il capo dello Stavka, a cui affiancò il titolo di "Supremo comandante in capo" e l'incarico di Commissario alla Difesa. Egli divenne anche il presidente del Comitato di difesa dello Stato (GKO, Gosudarstvennyj Komitet Oborony), la nuova struttura emergenziale che avrebbe diretto tutti gli aspetti dello sforzo bellico dell'Unione Sovietica. Stalin, dopo la crisi iniziale, dimostrò la massima determinazione: il 3 luglio 1941 parlò via radio ai popoli sovietici con accenti di sincerità e umanità efficaci ma per lui del tutto inconsueti; descrisse la critica situazione del paese di fronte al "barbaro nemico" che intendeva sterminare e asservire i popoli dell'Unione; incitò alla resistenza patriottica e alla lotta contro i deboli, i disertori, i disfattisti. Bisognava distruggere tutto davanti all'invasore, organizzare nelle retrovie del nemico la guerra partigiana, rafforzare la disciplina, concentrare tutte le risorse per la salvezza della patria. Sarebbe stata una "guerra di tutto il popolo sovietico" insieme con i "popoli di Europa e di America"; la guerra poteva essere vinta, "non esistono eserciti invincibili".

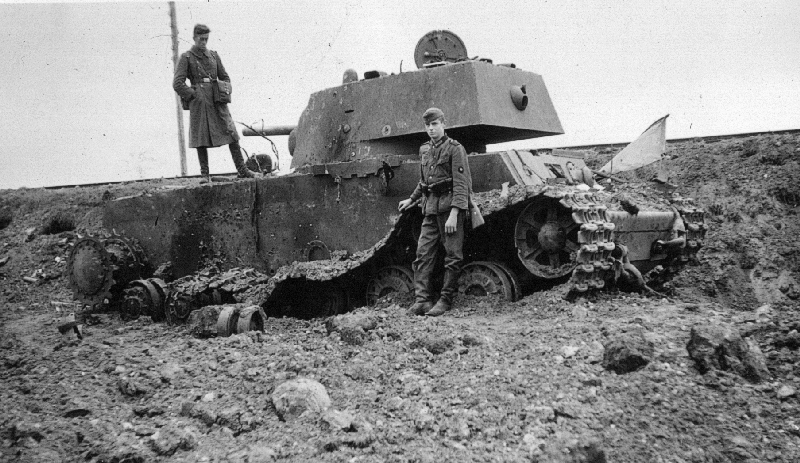
Soldati tedeschi accanto a un carro armato KV-1 sovietico distrutto

Una delle prime misure prese dal GKO, oltre a decretare la mobilitazione generale, fu la costituzione di una milizia (narodnoe opolcenie, "arruolamento del popolo") reclutata tra la popolazione, compresi donne e persone anziane, per collaborare alla costruzione di fortificazione e trincee, e svolgere attività di soccorso nelle città bombardate; vennero anche formate numerose unità combattenti con queste milizie, in particolare a Leningrado e Mosca, che tuttavia in gran parte vennero facilmente distrutte dai tedeschi. Molto più importante per l'esito della guerra fu invece la drammatica decisione, decretata dopo pochi giorni dall'inizio della guerra, di evacuare verso gli Urali tutte le fabbriche, officine e impianti importantissimi per la produzione di armamenti, presenti nelle regioni invase che rischiavano di cadere in mano tedesca. Secondo il maresciallo Žukov si trattò di una "battaglia di importanza non inferiore ai grandi scontri della seconda guerra mondiale"; nonostante la disorganizzazione, la fretta e l'insufficienza di mezzi, si riuscì, sotto la direzione di Aleksej Nikolaevič Kosygin e Dmitrij Fëdorovič Ustinov, a sottrarre all'invasore gran parte degli impianti più importanti che furono smontati, caricati sui treni e inviati all'est per essere rimontati e riattivati con la massima urgenza. Senza queste fabbriche preziose sarebbe stato impossibile per l'Unione Sovietica sviluppare la produzione bellica necessaria per combattere.
In quei giorni tuttavia la situazione strategica dell'Armata Rossa era difficilissima, i capi dei Fronti in combattimento apparivano del tutto incapaci di fermare i tedeschi, ben presto vennero tutti rimossi e il generale Pavlov e i suoi collaboratori furono addirittura processati e fucilati. Stalin inviò sul posto i marescialli Vorošilov e Timošenko e il generale Žukov ma neppure loro furono in grado di fermare il nemico sulla linea della Dvina e del Dnepr dove si era sperato inizialmente di poter bloccare l'invasione. I soldati in generale si battevano accanitamente e infliggevano sensibili perdite al nemico, cercavano di sfuggire dalle sacche di accerchiamento e si rifugiavano nei boschi per evitare la cattura, gli aviatori si battevano disperatamente con i loro mezzi inferiori contro la Luftwaffe. Furono presenti però tra le truppe fenomeni di sbandamento e panico collettivo di fronte alla comparsa del nemico nelle retrovie; alcuni reparti si disgregarono; ci furono anche defezioni tra unità reclutate nelle minoranze etniche. Sul campo di battaglia, dal punto di vista strategico la Wehrmacht manteneva l'iniziativa e guadagnava rapidamente terreno.

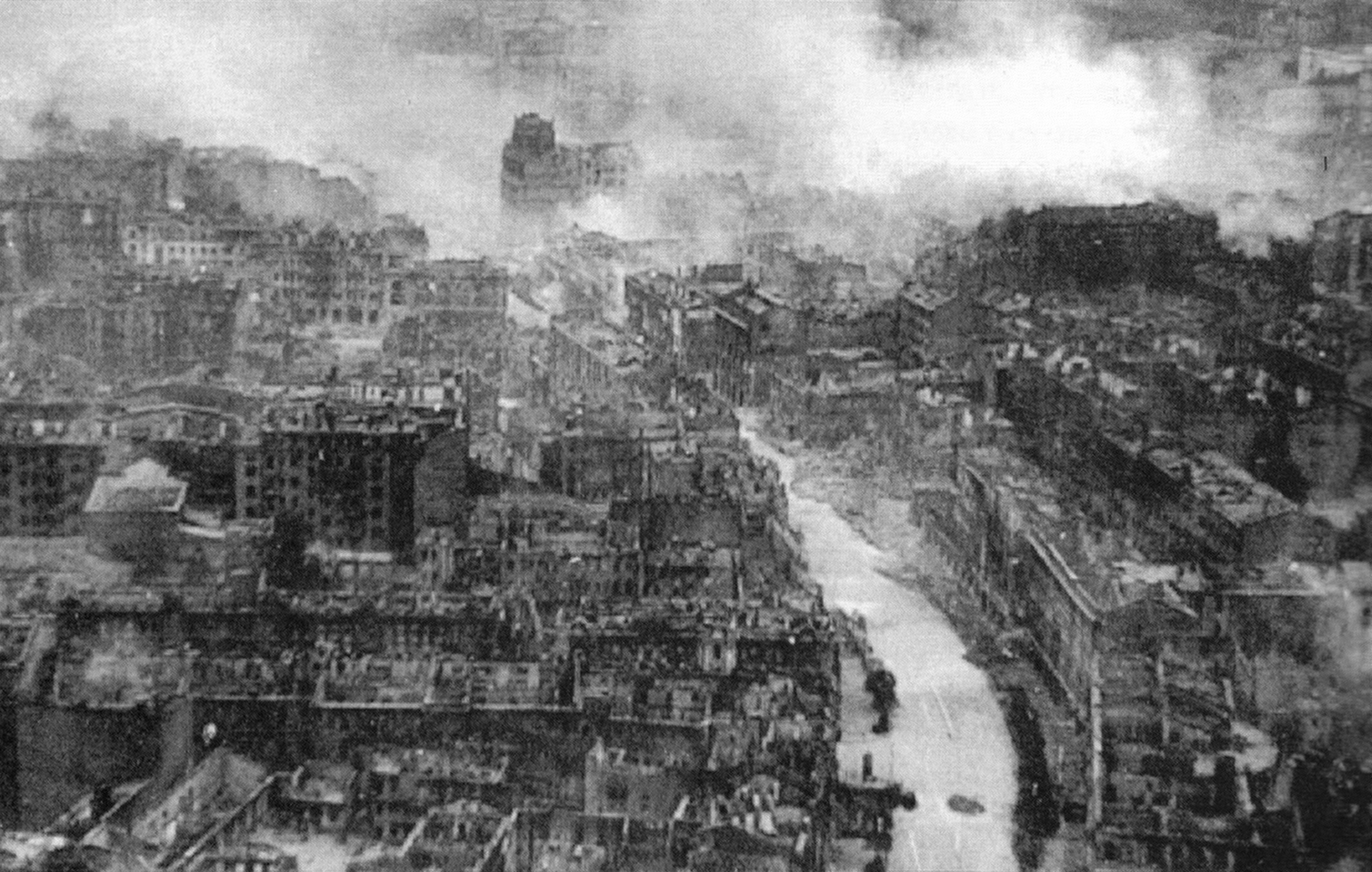
Le rovine di Kiev

Nel settore settentrionale, le truppe del feldmaresciallo von Leeb raggiunsero a metà luglio la linea del fiume Luga da dove si prepararono ad attaccare Leningrado in collaborazione con i finlandesi; a sud all'inizio di agosto le armate del feldmaresciallo von Rundestedt, fermate sulla direttrice di Kiev, girarono verso sud e accerchiarono e distrussero a Uman' due armate sovietiche, al centro i gruppi corazzati del generale Hoth e del generale Guderian superarono sia la Dvina che il Dnepr e accerchiarono altre armate sovietiche a Smolensk, che cadde il 18 luglio. I sovietici, al comando del maresciallo Timošenko, subirono enormi perdite ma contrattaccarono a est di Smolensk e riuscirono a bloccare temporaneamente l'avanzata dei carri armati tedeschi; per la prima volta a Smolensk l'Armata Rossa riuscì a costituire un fronte stabile che sembrò in grado di arrestare la marcia su Mosca. L'alto comando tedesco dovette riorganizzare il suo schieramento e modificare la sua strategia; ad agosto Hitler prese la decisione, dopo accesi contrasti con alcuni suoi generali, di deviare le forze corazzate del generale Guderian, bloccate a est di Smolensk, verso sud per collaborare alla conquista dell'Ucraina.
Le numerose truppe sovietiche schierate a difesa di Kiev si trovarono quindi in pericolo di accerchiamento quando i carri armati del generale Guderian riuscirono a scendere verso sud nonostante alcuni contrattacchi sovietici; Stalin venne avvertito del pericolo ma egli rifiutò di abbandonare la capitale ucraina; già in precedenza aveva bruscamente destituito dall'incarico di capo di stato maggiore il generale Žukov che aveva consigliato una ritirata. Le armate sovietiche, passate al comando del maresciallo Semën Michajlovič Budënnyj, quindi rimasero sul posto e a settembre 1941 vennero completamente accerchiate nella grande sacca di Kiev dai mezzi corazzati dei generali Guderian e von Kleist. Fu la più grave sconfitta sovietica della guerra: vennero catturati oltre 600 000 prigionieri, le truppe si disgregarono nel tentativo di uscire dalla sacca, i generali furono uccisi o catturati, tutta l'Ucraina, compresa Kiev, cadde in mano dei tedeschi che poterono proseguire verso Char'kov, il Donbass, Rostov sul Don e la Crimea, dove fece irruzione l'armata del generale Erich von Manstein.

### La resistenza a Mosca e Leningrado
Alla fine di settembre 1941, dopo la schiacciante vittoria di Kiev, Hitler e l'alto comando tedesco furono in grado di concentrare nuovamente la massa principale delle loro forze e i tre gruppi corazzati dei generali Hoepner, Guderian e Hoth nel settore centrale del Fronte orientale per sferrare l'attacco decisivo a Mosca che si riteneva avrebbe coronato il trionfo della Germania nazista. Nonostante un certo ritardo nei tempi e l'avvicinarsi della stagione autunnale e invernale, la situazione generale tedesca all'est appariva ottima. A nord fin dall'8 settembre 1941 Leningrado era stata completamente isolata dopo la veloce avanzata dei mezzi corazzati tedeschi fino a Mga e Šlissel'burg; tre armate sovietiche e la flotta del Baltico, che in precedenza era riuscita a evacuare dal porto di Tallinn le truppe sovietiche accerchiate con una fortunosa operazione di salvataggio nota come la "Dunkerque sovietica", rimasero tagliate fuori in uno spazio ristretto, chiuso a nord dai finlandesi e a sud dai tedeschi. A sud, i tedeschi avanzavano facilmente verso Char'kov e Rostov, mentre dietro di loro resistevano solo Odessa, che sarebbe caduta il 15 ottobre 1941, e Sebastopoli, dove il generale von Manstein era stato momentaneamente bloccato.

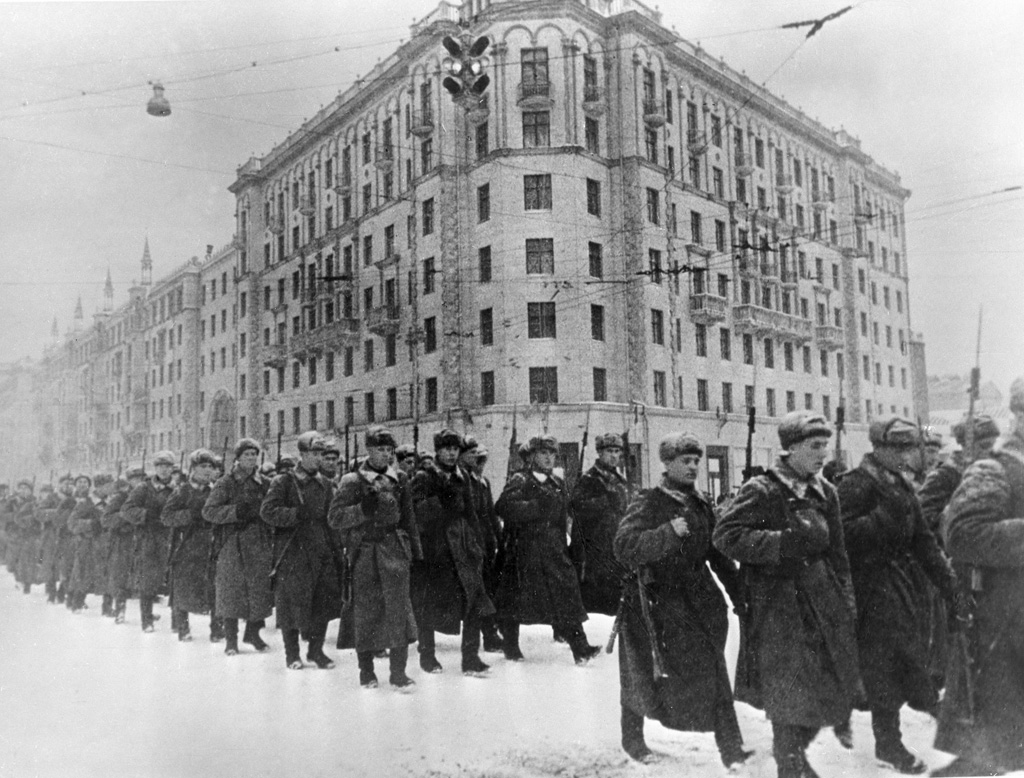
Le truppe sovietiche marciano verso il fronte di Mosca

La battaglia di Mosca (per i tedeschi "operazione Tifone") ebbe inizio il 30 settembre 1941 con una nuova brillante avanzata delle Panzer-Division; i cunei di sfondamento penetrarono in profondità dopo aver infranto facilmente le linee sovietiche e aggirarono gran parte delle forze poste a difesa della capitale che vennero quasi completamente accerchiate a Brjansk e a Vjaz'ma, i carri armati del generale Guderian arrivarono a Brjansk completamente di sorpresa. Gran parte delle armate sovietiche accerchiate vennero distrutte; i soldati in trappola opposero forte resistenza ma in pochi giorni furono catturati di nuovo centinaia di migliaia di prigionieri e solo piccoli reparti riuscirono a sfuggire verso est. L'alto comando sovietico non si aspettava un crollo così rovinoso; il 7 ottobre 1941 Stalin, febbricitante e privo di informazioni aggiornate, richiamò da Leningrado il generale Žukov e lo invio d'urgenza sul posto. La situazione sovietica era disastrosa; solo truppe disperse presidiavano ancora la cosiddetta "linea di Možajsk" che costituiva l'ultima posizione difensiva prima di Mosca. Il 10 ottobre il generale Žukov assunse il comando delle scarse forze schierate su questa linea che vennero raggruppate in un nuovo Fronte occidentale. Nei giorni seguenti i tedeschi continuarono ad avanzare e occuparono Kaluga e Kalinin, mentre a Mosca si scatenava il panico tra la popolazione; il 16 ottobre la situazione a Mosca sembrò precipitare, si diffusero voci di una prossima evacuazione del governo sovietico, le ambasciate, i ministeri, il Comintern e altri uffici erano già partiti per gli Urali. Stalin tuttavia non intendeva abbandonare Mosca, egli il 17 fece diffondere alla radio un comunicato in cui si affermava che egli era ancora in città e che la capitale sarebbe stata difesa «fino all'ultima goccia di sangue». Per far cessare i tumulti e scongiurare un panico generalizzato, il 19 ottobre venne decretato lo stato d'assedio e le truppe dell'NKVD presero il controllo della situazione con brutale efficienza, schiacciando ogni manifestazione di ribellione, debolezza o disfattismo.

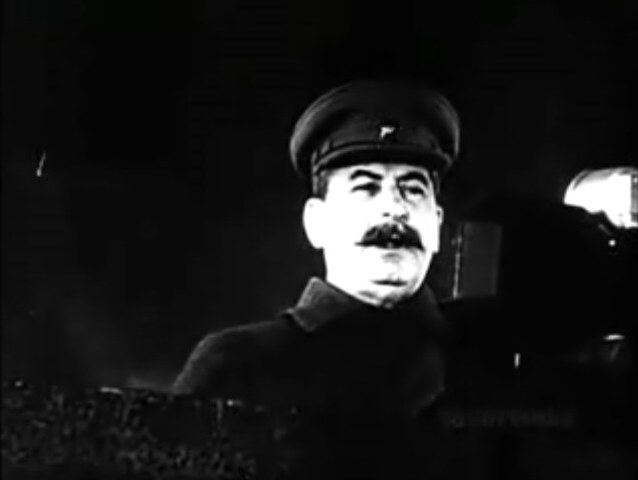
Il 7 novembre 1941 Stalin parla alla popolazione in occasione dell'anniversario della Rivoluzione

Sul campo di battaglia la lotta continuava: il generale Žukov diede prova di grande determinazione, raggruppò i superstiti delle precedenti sconfitte e schierò in campo numerose divisioni siberiane ben addestrate provenienti dall'Estremo Oriente che erano state trasferite dopo che attraverso lo spionaggio di Richard Sorge si era appreso che il Giappone non sarebbe entrato in guerra contro l'URSS. Queste divisioni ebbero un ruolo decisivo per frenare l'avanzata tedesca nelle cittadine alle porte di Mosca che vennero difese accanitamente e con successo dai sovietici; i tedeschi furono inoltre intralciati anche dalle difficoltà del terreno inondato dal fango autunnale e dalla mancanza di equipaggiamenti e vestiario adeguati al rigido clima russo. Il 6 e 7 novembre 1941, mentre continuavano i combattimenti, Stalin prese la coraggiosa decisione di far svolgere la parata sulla Piazza Rossa per l'anniversario della Rivoluzione; in questa occasione parlò alla popolazione usando accenti di forte patriottismo, principalmente russo, evocando gli eroi della tradizione militare e i massimi personaggi della cultura e della scienza. Disse che sarebbe stata condotta una guerra di sterminio contro gli invasori dalla «morale belluina» che volevano distruggere la «grande nazione russa»; rivolto alle truppe, parlò di «guerra liberatrice e giusta».
Nonostante gli accenti ottimistici di Stalin, la situazione strategica era ancora difficile; il 16 novembre 1941, dopo alcuni inutili contrattacchi di disturbo sovietici, i tedeschi sferrarono una nuova offensiva per aggirare a nord e a sud Mosca prima di accerchiarla; le truppe della Wehrmacht, guidate dal feldmaresciallo von Bock, ottennero qualche successo e alcune pattuglie arrivarono alla periferia settentrionale della capitale. Le truppe tedesche però ormai erano fortemente logorate e indebolite dai primi rigori dell'inverno; sul terreno innevato, furono di nuovo costrette a fermarsi. Il 5 e 6 dicembre ebbe inizio l'inattesa controffensiva dell'Armata Rossa. Il generale Žukov fece entrare in azione tre armate di riserva ben equipaggiate e ricacciò indietro le punte avanzate nemiche a sud e a nord di Mosca; i tedeschi sorpresi e demoralizzati, ripiegarono in rotta abbandonando molto equipaggiamento e subendo forti perdite. I sovietici in pochi giorni respinsero lontano dalla capitale il nemico e liberarono entro il 1 gennaio 1942 Kaluga, Kalinin e Klin. Fu la prima vittoria dell'Armata Rossa e segnò il fallimento della Guerra lampo nazista e del piano "Barbarossa", nella battaglia di Mosca la Wehrmacht perse oltre 500 000 soldati.

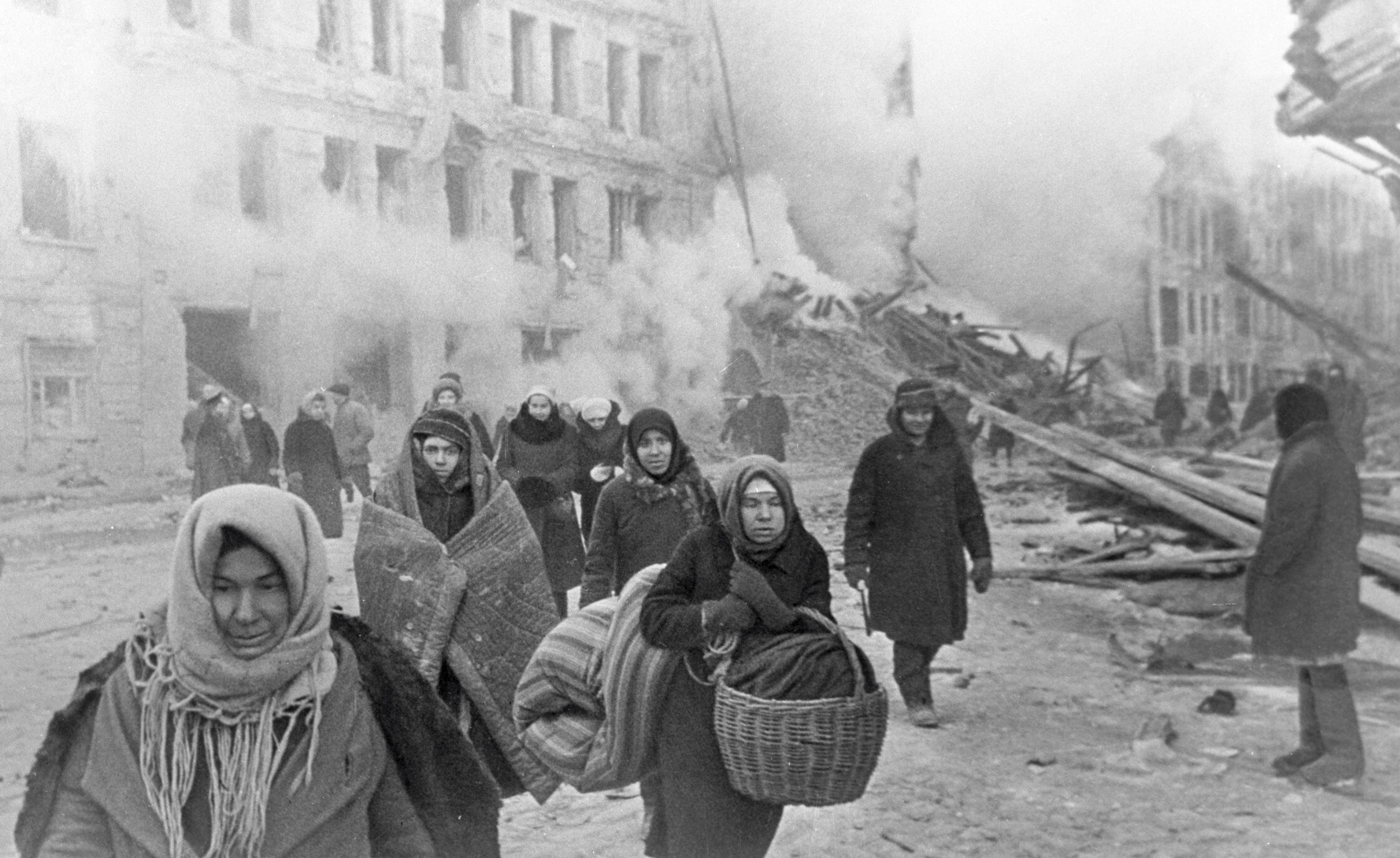
Civili dopo un bombardamento durante l'assedio di Leningrado

Negli stessi giorni della battaglia di Mosca, era in corso la grande tragedia di Leningrado; nel mese di settembre il generale Žukov, prima di essere richiamato a Mosca, aveva assunto il comando delle difese della città che era completamente isolata dal 8 settembre 1941. Il generale sovietico diede prova di spietata energia, fece partecipare alla difesa i marinai della flotta, sferrò numerosi contrattacchi e alla fine riuscì a fermare i tedeschi che alla fine del mese interruppero gli attacchi diretti e rinunciarono ad occupare la capitale del nord. Leningrado quindi non era caduta ma, alla partenza di Žukov per Mosca, rimaneva sotto assedio. Nelle settimane seguenti la sua situazione peggiorò ancora: i tentativi a settembre e a ottobre di una fantomatica "armata salvatrice" di rompere il blocco fallirono completamente e a novembre i tedeschi ripresero ad avanzare e con un'audace manovra raggiunsero l'8 novembre Tichvin interrompendo il solo collegamento ferroviario rimasto tra il lago Ladoga e Mosca.

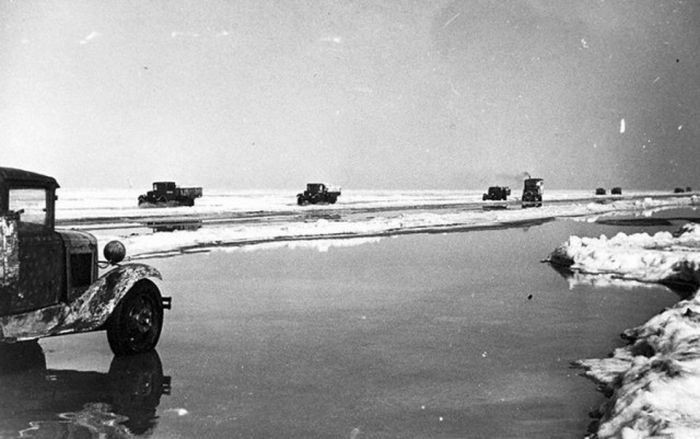
La strada della Vita: gli autocarri sovietici percorrono le acque parzialmente ghiacciate del lago Ladoga

A questo punto ebbe inizio la fase più tragica dell'assedio: dentro Leningrado era rimasta, a causa di impreparazione e imprevidenza dei dirigenti locali, la maggior parte della popolazione, compresi donne e bambini, inoltre all'interno dell'area circostante erano schierate tre armate sovietiche e i marinai della flotta; gli sfollati furono solo 400 000; altri 2 544 000 persone, compresi 400 000 bambini rimasero nell'area cittadina, senza contare le 345 000 persone delle aree periferiche. Le scorte di cibo erano minime mentre dopo l'interruzione dei collegamenti attraverso il lago Ladoga, praticamente si interruppero tutte le forniture di viveri e combustibile. Il primo inverno dell'assedio fu dunque terribile: sotto i bombardamenti, con razioni di viveri continuamente ridotte, senza elettricità per il riscaldamento, la popolazione visse esperienze drammatiche di sopravvivenza e morte. Le vittime furono elevatissime: secondo le cifre ufficiali morirono nell'assedio 671 000 persone, di cui 641 000 di fame; altri calcoli fanno salire il bilancio dei morti per inedia e malattie a circa 1 milione.
La dirigenza politica, guidata in città da Andrej Aleksandrovič Ždanov, decise tuttavia di non arrendersi e cercò di galvanizzare la resistenza delle truppe e della popolazione con appelli al patriottismo e all'orgoglio cittadino; inoltre si fecero enormi sforzi per assicurare una ripresa dei collegamenti. Con una fortunata controffensiva il 9 dicembre 1941 venne liberata Tichvin, permettendo in questo modo una riapertura del collegamento ferroviario con Mosca. Da Tichvin partiva la "strada della Vita", il percorso sul lago Ladoga ghiacciato utilizzato giorno e notte senza interruzione dagli autocarri sovietici per portare i rifornimenti a Leningrado. Durante il primo inverno fu questa precaria e pericolosa via di rifornimento esposta al bombardamento tedesco che permise il minimo di sopravvivenza della città. Furono trasportati 361 000 tonnellate di carichi, tra cui 260 000 tonnellate di viveri; nel viaggio di ritorno gli autocarri portavano fuori gli evacuati civili. Le vittime della fame e delle malattie furono molto elevate fino a marzo 1942; dopo il disgelo, a maggio 1942, i rifornimenti furono assicurati dalla riapertura alla navigazione del lago Ladoga. I nuovi tentativi di sbloccare la città, effettuati nella primavera 1942, tuttavia fallirono ancora una volta, l'assedio quindi continuava: i "900 giorni" sarebbero finiti solo nel gennaio 1944.

### Prima offensiva d'inverno sovietica
Dopo la vittoria di Mosca, Stalin prese la decisione di continuare e ampliare l'offensiva; egli verosimilmente credeva che fosse possibile durante l'inclemente inverno russo trasformare la ritirata tedesca in una rotta napoleonica irreversibile; il dittatore riteneva essenziale non dare tregua al nemico in difficoltà, incalzarlo, costringerlo a combattere d'inverno per evitare che potesse consolidare le sue posizioni per riprendere l'offensiva in primavera. I piani di Stalin erano troppo ambiziosi: egli voleva trasformare la controffensiva di Mosca in un'offensiva generale in tutti i settori del fronte orientale. In questa fase iniziale della guerra, l'Armata Rossa dopo la serie di disfatte non aveva le risorse e l'equipaggiamento necessari per grandi operazioni strategiche; anche le truppe e gli ufficiali non erano ancora adeguatamente preparati per la guerra moderna, i reparti combattenti inoltre soffrivano di una grave carenza di armi a causa del trasferimento in corso verso est delle fabbriche evacuate dai territori occupati; la produzione sarebbe ripresa solo in primavera.

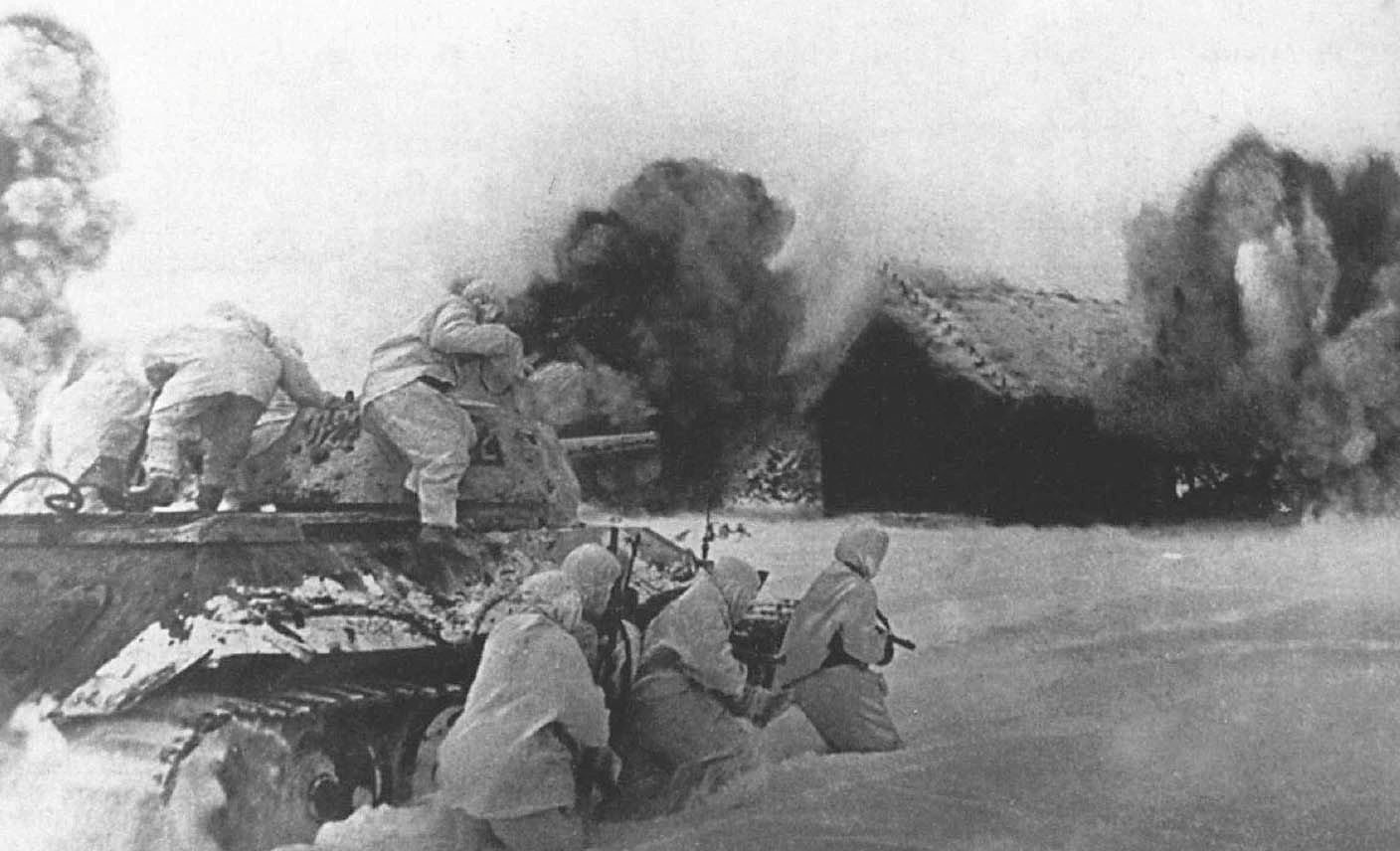
Truppe sovietiche durante la battaglia dell'inverno 1941-1942

Stalin impose le sue decisioni, nonostante le riserve di molti collaboratori e del generale Žukov che aveva proposto di limitare l'offensiva al solo settore di Mosca dove le forze tedesche erano già indebolite. In realtà la Wehrmacht, mancando di adeguato equipaggiamento per la guerra in inverno, era realmente in difficoltà, ma le truppe erano esperte e addestrate, sotto gli ordini di resistenza sul posto di Hitler riuscirono progressivamente a rallentare e bloccare le offensive sovietiche isolando spesso i reparti che si erano infiltrati in profondità. La prima offensiva invernale sovietica quindi si concluse con pesanti perdite per entrambe le parti, grandi sofferenze dei soldati in combattimento in condizioni proibitive ma nessun risultato decisivo dal punto di vista strategico.
Nel settore meridionale del fronte i sovietici erano passati alla controffensiva ancor prima dell'inizio del contrattacco a Mosca; il 29 novembre 1941 avevano riconquistato Rostov, caduta in mano tedesche il 21 novembre, e sbarrato le vie di accesso al Caucaso. Ulteriori attacchi nel settore di Char'kov e sul fiume Mius furono però respinti dai tedeschi dopo qualche successo iniziale. In Crimea, il generale von Manstein fu messo in difficoltà da uno sbarco sovietico nella penisola di Kerč' ma riuscì a mantenere il blocco di Sebastopoli. Nel settore centrale il generale Žukov e il generale Ivan Stepanovič Konev ottennero i migliori risultati e misero in crisi il Gruppo d'armate Centro, guadagnando altro terreno nella regione di Mosca, ma alla fine i tedeschi riuscirono a stabilizzare la situazione, contrattaccarono con abilità e mantennero il possesso del saliente di Ržev da cui potevano minacciare un nuovo attacco alla capitale. I tedeschi inoltre difesero con grande tenacia la sacca di Cholm e la sacca di Demjansk dove cospicui reparti della Wehrmacht rimasti isolati si asserragliarono per tutto l'inverno. Nel settore settentrionale infine sul fronte del Volchov si chiuse con una sanguinosa sconfitta il nuovo tentativo sovietico di sbloccare Leningrado; l'armata del generale Andrej Andreevič Vlasov, valente ufficiale distintosi a Kiev e a Mosca, dopo un'avanzata iniziale venne tagliata fuori dai tedeschi e distrutta in drammatici combattimenti tra le foreste e le paludi. Il generale Vlasov, catturato dopo molte settimane, avrebbe defezionato e sarebbe diventato il più importante collaboratore dei tedeschi.

## Stalingrado

### I disastri dell'estate 1942
Nella primavera del 1942 Stalin e i suoi generali si trovarono impegnati in una serie di riunioni per prendere le decisioni strategiche fondamentali per la nuova campagna; mentre procedeva a tappe forzate il programma di produzione accelerata di armamenti per riequipaggiare l'Armata Rossa dopo le fortissime perdite del 1941, Stalin era tuttavia consapevole che i tedeschi, sfuggiti alla catastrofe in inverno, sarebbero stati in grado di sferrare una nuova offensiva generale anche nel 1942. Il dittatore era dubbioso sulla capacità del suo esercito di resistere a una nuova offensiva e riteneva essenziale predisporre una serie di attacchi preventivi locali per disorganizzare i piani del nemico. I suoi generali erano divisi sulle migliori strategie da adottare; il maresciallo Boris Michajlovič Šapošnikov, che sarebbe stato presto sostituito per motivi di salute nell'incarico di capo di stato maggiore dal giovane e capace Aleksandr Michajlovič Vasilevskij, proponeva di passare alla difensiva su tutto il fronte mentre il generale Žukov e il maresciallo Timošenko erano a favore di ambiziose operazioni offensive nel settore di Mosca e nel settore meridionale. Stalin non seppe prendere una decisione definitiva e autorizzò una serie di attacchi locali che dispersero le limitate risorse disponibili. In realtà l'Armata Rossa era ancora inferiore per equipaggiamento e addestramento alla Wehrmacht e stava per subire una nuova serie di pesanti sconfitte.

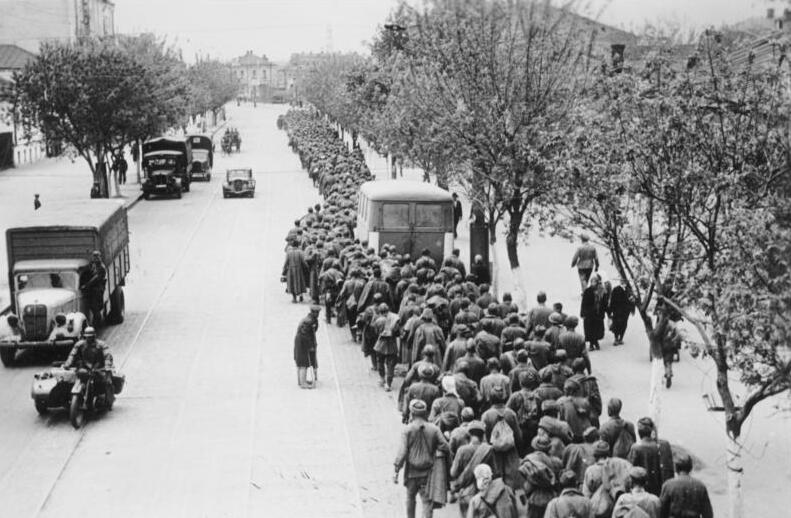
Prigionieri sovietici catturati nella seconda battaglia di Char'kov

L'alto comando tedesco era deciso a riprendere l'offensiva per distruggere definitivamente l'esercito nemico con una grande offensiva nel settore meridionale del fronte in direzione del centro strategico di Stalingrado e del Caucaso con i suoi ricchi bacini petroliferi di Baku. A maggio si iniziarono le offensive tedesche: il generale von Manstein sconfisse duramente i sovietici nella penisola di Kerč' in Crimea prima di iniziare l'assedio sistematico della fortezza di Sebastopoli che nonostante un'eroica difesa della sua guarnigione venne alla fine conquistata all'inizio di luglio. Il 12 maggio ebbe inizio la seconda battaglia di Char'kov con un irrealistico attacco del raggruppamento sovietico del maresciallo Timošenko; dopo qualche successo iniziale i sovietici vennero contrattaccati da sud, dai carri armati del feldmaresciallo von Kleist, e da nord dalle truppe della potente 6. Armee del generale Friedrich Paulus; vennero accerchiate e distrutte intere armate sovietiche. Stalin prese decisioni errate ma anche i generali sovietici si dimostrarono inesperti e non in grado di controllare la situazione; dopo la nuova serie di sconfitte la situazione dell'Armata Rossa era di nuovo difficile, nonostante le trionfalistiche affermazioni di Stalin che il 1º maggio aveva parlato di "definitiva sconfitta" del nemico entro il 1942.
L'operazione Blu, l'offensiva generale tedesca nel settore meridionale del fronte, iniziò il 28 giugno 1942 con un attacco in direzione di Voronež e nei giorni seguenti si estese a sud in direzione dell'ansa del Don e di Rostov; le Panzer-Division sfondarono rapidamente in tutti i settori e avanzarono in profondità nonostante alcuni errori tattici dei generali tedeschi. Le notevoli riserve corazzate sovietiche erano state concentrate nel settore centrale a copertura di Mosca in caso di un nuovo attacco nemico contro la capitale e dovettero essere trasferite in fretta verso sud per contrattaccare nella regione di Voronež; i carri armati sovietici rallentarono l'avanzata tedesca a Voronež ma non poterono intervenire contro le forze principali del feldmaresciallo von Bock che marciavano verso il Don e verso il Caucaso. Per impedire un nuovo accerchiamento a questo punto vennero diramati gli ordini di ripiegamento generale e tutte le armate sovietiche del settore meridionale iniziarono la ritirata verso est e verso sud-est.

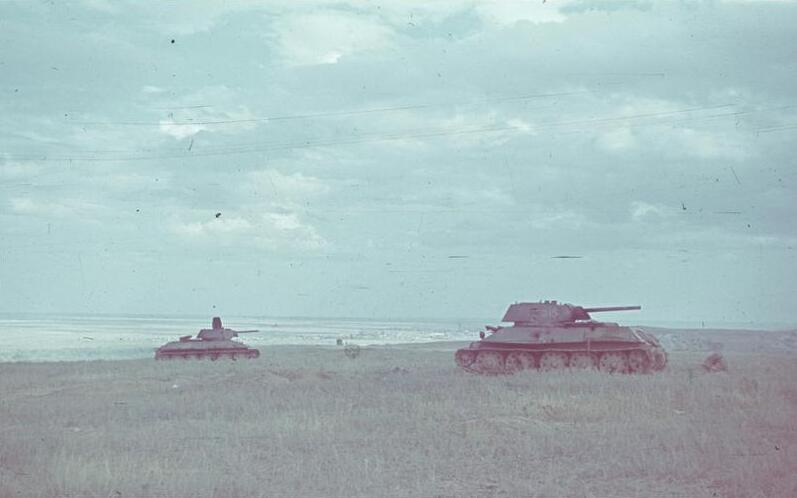
Due carri sovietici T-34 distrutti e abbandonati nella steppa

Alla metà del mese di luglio 1942 la situazione dell'Armata Rossa nel settore meridionale del Fronte orientale divenne veramente critica; le armate demoralizzate del maresciallo Timošenko e del generale Rodion Jakovlevič Malinovskij battevano in ritirata nella steppa in un'atmosfera di disfatta, mentre le Panzer-Division tedesche dei feldmarescialli von Bock e Wilhelm List avanzavano inesorabili verso il Don e verso il Caucaso. Il 24 luglio cadde Rostov dopo una manovra d'aggiramento tedesca e aspri combattimenti; i sovietici riuscirono a evitare l'accerchiamento e continuarono la ritirata in profondità; l'alto comando tedesco rimase deluso per la mancanza di prigionieri ma i tedeschi erano ora in grado di marciare quasi liberamente verso Batumi e Baku. Stalin dovette fare entrare in azione tre delle nuove armate di riserva appena costituite.
Il 17 luglio aveva avuto inizio la battaglia di Stalingrado; le formazioni corazzate della 6ª Armata del generale Paulus in avanzata verso il Don e il Volga entrarono in contatto con le nuove armate che Stalin aveva tratto dalle sue riserve strategiche. Le nuove armate sovietiche, trasferite in prima linea in gran fretta, si trovarono alle prese, dopo estenuanti marce per centinaia di chilometri, con le truppe motorizzate tedesche che puntavano decisamente verso oriente con il potente supporto della Luftwaffe. Stalin aveva inviato sul posto anche il generale Vasilevskij per cercare di prendere il controllo; furono sferrati contrattacchi con formazioni corazzate appena costituite, ma le Panzer-Division tedesche erano molto pù esperte e dopo violenti scontri i sovietici furono in parte accerchiati e in parte ripassarono il Don ripiegando sempre più vicino a Stalingrado. Stalin tuttavia era deciso a non cedere la città che portava il suo nome; fin dal 19 luglio aveva ordinato ai dirigenti locali di sospendere ogni programma di evacuazione, rafforzare con ogni mezzo le difese di Stalingrado e schiacciare i "seminatori di panico". La situazione sovietica nel settore di Stalingrado stava diventando però sempre più difficile: mentre i reparti mobili del generale Paulus annientavano metodicamente le difese sovietiche nell'ansa del Don, da sud stava risalendo rapidamente l'armata corazzata del generale Hoth; alla metà di agosto i tedeschi erano pronti a sferrare l'attacco a tenaglia alla città sul Volga, la cui difesa era stata affidata al generale Andrej Ivanovič Erëmenko.
Nonostante i tentativi di organizzare la resistenza, nella drammatica giornata del 23 agosto 1942 la situazione strategica a Stalingrado sembrò precipitare irreversibilmente a sfavore dei sovietici; preceduti da un distruttivo attacco aereo sulla città, i carri armati del generale Paulus avanzarono quasi senza opposizione a partire dalle teste di ponte sul Don, arrivarono alla periferia settentrionale di Stalingrado e raggiunsero il Volga.

### Resistenza e controffensiva
Stalin tuttavia non era ancora rassegnato alla sconfitta a Stalingrado; egli fin dal 28 luglio aveva diramato il suo famoso ordine esecutivo (prikaz) n. 227 che sarebbe passato alla storia per la frase "non un passo indietro" che costituiva in pratica l'espressione sintetica di tutto quel documento. Il dittatore utilizzava toni minacciosi e quasi terroristici per incitare alla resistenza per difendere con il massimo accanimento la patria in pericolo. I disfattisti e i deboli dovevano essere inesorabilmente eliminati, non erano più possibili ulteriori ritirate.

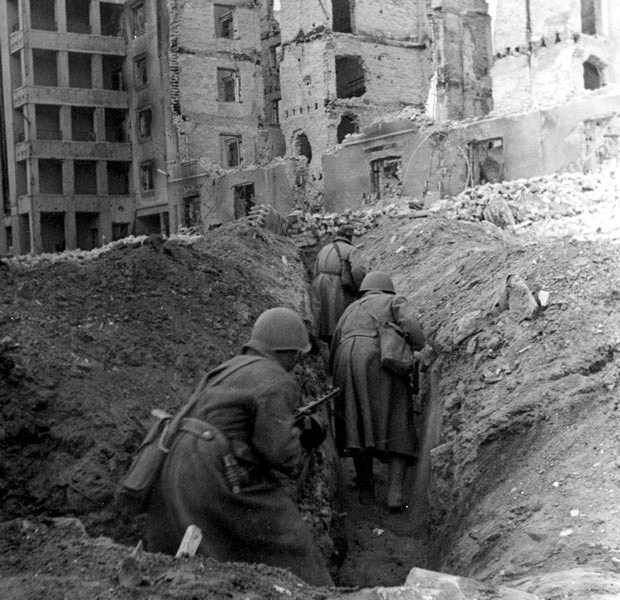
Soldati della 62ª Armata in movimento nelle rovine di Stalingrado

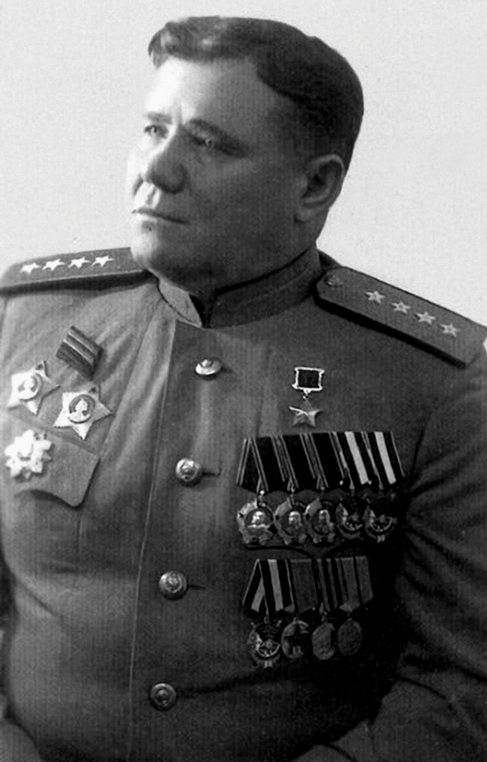
Il generale Andrej Ivanovič Erëmenko, il comandante del Fronte di Stalingrado

Stalin utilizzò gli stessi toni intimidatori la notte del 23-24 agosto parlando al telefono con i generali sovietici a Stalingrado; egli affermò che, nonostante l'arrivo dei carri tedeschi sul Volga, la situazione non era ancora compromessa, che era necessario contrattaccare, che non bisognava farsi prendere dal panico. Stalin in realtà temeva che Stalingrado stesse per cadere, negli stessi giorni inviò sul posto il generale Žukov, da poco nominato vice-comandante supremo, per prendere il controllo della situazione e organizzare contrattacchi sul fianco delle truppe del generale Paulus. Il generale Žukov, sollecitato ripetutamente da Stalin, contrattaccò con forze incomplete a partire dal 5 settembre mentre a sud il generale Erëmenko rafforzava le difese nella città. I contrattacchi non raggiunsero risultati strategici significativi e costarono forti perdite, ma il generale Paulus non poté estendere la sua testa di ponte sul Volga. Nella prima metà di settembre arrivarono a sud di Stalingrado anche i carri armati del generale Hoth, mentre le truppe della 6ª Armata del generale Paulus consolidavano la loro testa di ponte a nord e avanzavano frontalmente da ovest verso la periferia di Stalingrado. Il 12 settembre 1942 la città era ormai isolata a nord e a sud e attaccata da ovest, mentre l'ampio corso del Volga chiudeva il passo a est, dentro il perimetro difensivo era rimasta la 62ª Armata sovietica passata proprio quel giorno al comando del generale Vasilij Ivanovič Čujkov.
Dal 13 settembre ebbe inizio la battaglia urbana dentro la città ormai in rovina; il generale Čujkov riuscì, con la sua determinazione e il suo ottimismo, a galvanizzare le truppe che costantemente rinforzate attraverso il Volga da divisioni fresche, combatterono con straordinario accanimento, difendendo gli edifici, i sotterranei, le stazioni e soprattutto le grandi fabbriche di Stalingrado. I combattimenti a distanza ravvicinata furono estremamente violenti e sanguinosi; nonostante la loro superiore potenza di fuoco le truppe tedesche subirono un costante logoramento materiale e morale e non riuscirono a avere ragione della resistenza delle truppe d'assalto sovietiche. Il generale Paulus concentrò progressivamente quasi tutte le sue truppe nell'area di Stalingrado e sferrò tre grandi assalti per conquistare la città, il 13 settembre, il 14 ottobre e l'11 novembre, ottenne alcuni successi, respinse sempre più vicino al Volga i resti della 62ª Armata, ma non riuscì a concludere la battaglia; alla metà di novembre 1942 le sue forze, esauste e indebolite, erano ancora agganciate in combattimento nelle rovine della città. I soldati del generale Čujkov, decimati e sfiniti, erano in situazione apparentemente ancora peggiore, ma la loro resistenza, esaltata dalla propaganda, stava sostenendo il morale dei popoli sovietici e aveva permesso allo Stavka di guadagnare tempo prezioso.

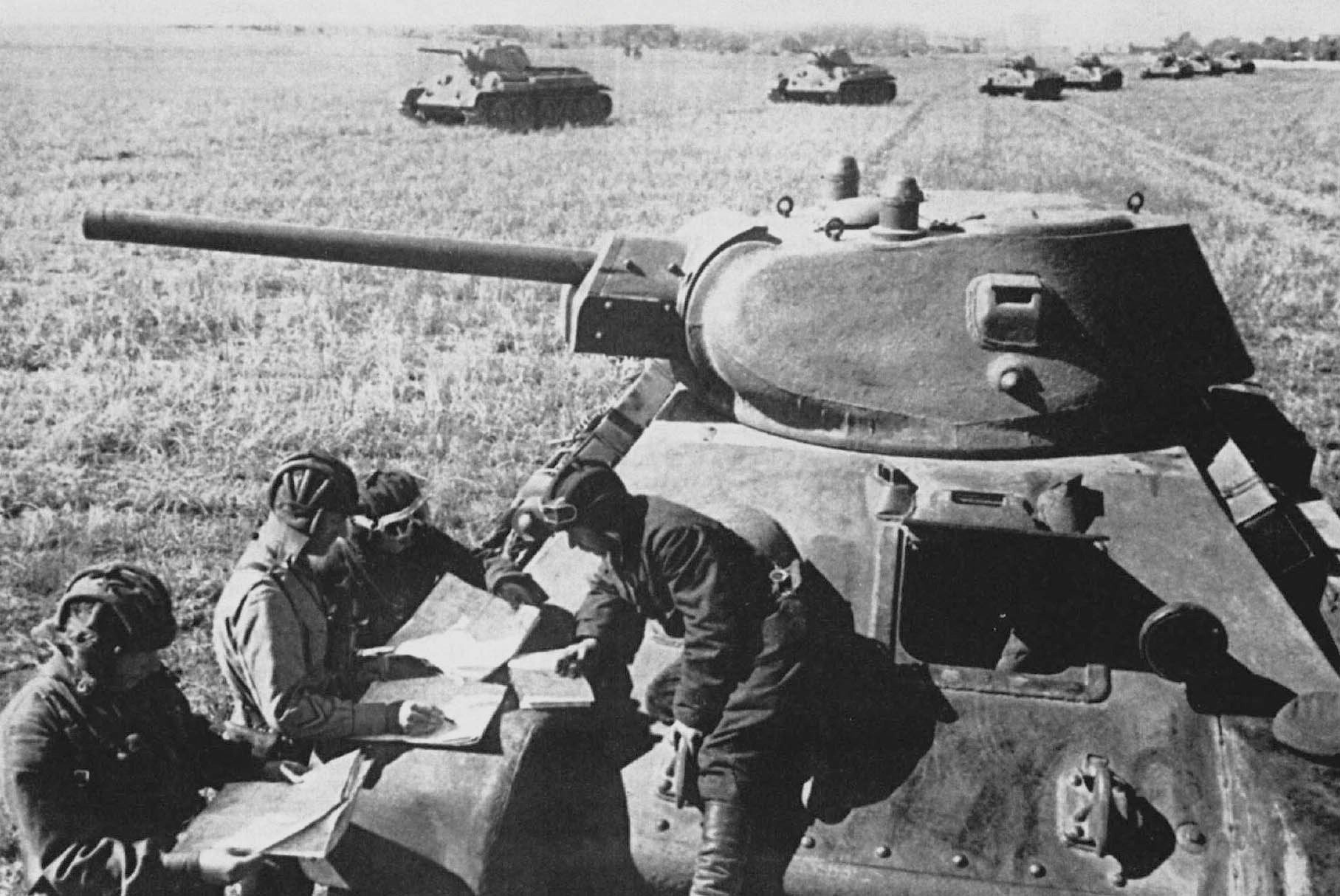
Gli equipaggi dei carri armati sovietici T-34 si preparano per la controffensiva

Nel frattempo infatti fin dalla metà di settembre l'alto comando sovietico aveva iniziato a progettare e organizzare una grande offensiva invernale nel settore di Stalingrado per capovolgere la situazione strategica. La pianificazione ebbe inizio in una riunione del 12 settembre 1942 nel corso della quale i generali Žukov e Vasilevskij presentarono a Stalin un'«altra soluzione» per vincere la battaglia a Stalingrado. Il loro ambizioso progetto di offensiva a tenaglia per accerchiare tutte le forze tedesche nel settore del Don e del Volga sfruttando la debolezza dei fianchi dello schieramento del generale Paulus, venne approvato con una certa riluttanza da Stalin, che dubitava, dopo tante sconfitte, della capacità del suo esercito di completare una manovra così complessa. Il dittatore sovietico alla fine diede la sua approvazione e incaricò i due generali di controllare tutta la fase preparatoria che si prolungò per circa due mesi. Per la prima volta l'alto comando sovietico organizzò accuratamente una grande offensiva; vennero mobilitate le riserve corazzate disponibili, furono potenziati i trasporti di munizioni ed equipaggiamenti, le manovre di concentramento e schieramento furono abilmente mascherate per cogliere di sorpresa il nemico. Alla vigilia dell'offensiva l'Armata Rossa schierava oltre 1 milione di uomini con circa 1 500 mezzi corazzati e 1 000 aerei.
Mentre si effettuavano tutte le complicate operazioni di raggruppamento delle forze per l'offensiva a Stalingrado, Stalin e l'alto comando sovietico stavano organizzando altre offensive nel settore di Mosca contro il saliente di Ržev e nel settore di Leningrado per rompere il blocco tedesco sulla città; inoltre dovevano anche controllare la battaglia difensiva nel Caucaso dove il raggruppamento del feldmaresciallo von Kleist aveva inizialmente fatto notevoli progressi raggiungendo Novorossijsk e Majkop. Anche in questo settore all'inizio di novembre l'avanzata della Wehrmacht venne fermata dai sovietici alle porte di Groznyj e Tuapse e i tedeschi dovettero passare sulla difensiva.

### Le vittorie dell'inverno 1942-43

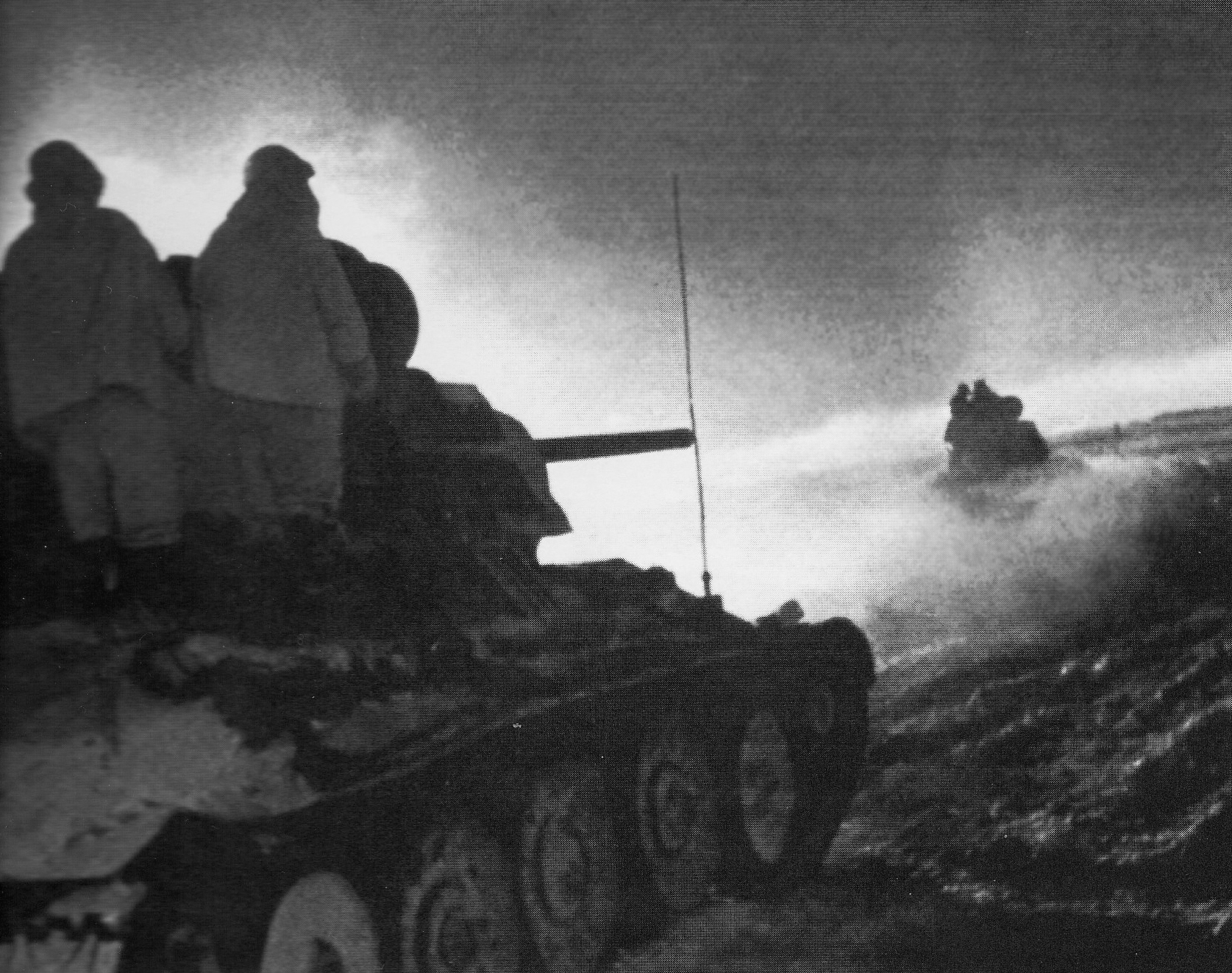
I carri armati sovietici avanzano nella notte invernale durante l'operazione Piccolo Saturno

L'operazione Urano, la grande offensiva a tenaglia a nord-ovest e a sud-est di Stalingrado, ebbe finalmente inizio il 19 novembre 1942; fino agli ultimi giorni perdurarono incertezze e tensione tra i dirigenti politici e militari sovietici; Stalin convocò un'ultima riunione il 13 novembre ma ancora alla vigilia dell'attacco sembrò avere dei dubbi e il generale Vasilevskij dovette faticare per convincerlo che l'operazione poteva avere successo. I due raggruppamenti dei generali Vatutin e Rokossovskij quindi partirono all'attacco secondo i piani il 19 novembre, mentre il generale Erëmenko iniziò la sua offensiva a sud-est di Stalingrado il 20 novembre; il generale Vasilevskij era sul posto come "rappresentante della Stavka" e tenne informato costantemente Stalin degli sviluppi dell'operazione.

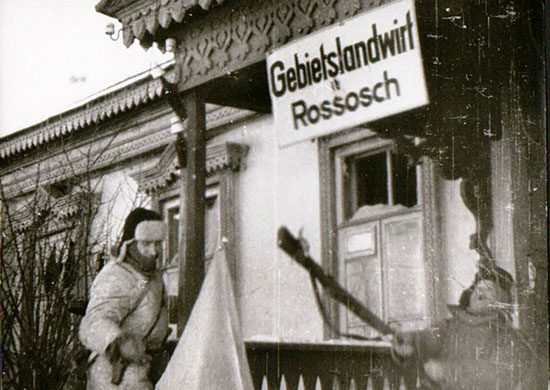
I sovietici entrano a Rossoš' il 16 gennaio 1943 durante l'Offensiva Ostrogožsk-Rossoš'.

L'offensiva ebbe successo e ottenne risultati rapidissimi e decisivi quasi inaspettati anche per comando sovietico; a nord mentre il generale Rokossovskij agganciava l'ala sinistra della 6ª Armata del generale Paulus, le unità corazzate e di cavalleria del generale Vatutin travolsero i difensori rumeni e proseguirono senza soste verso sud-est, le deboli riserve corazzate tedesco-rumene colte di sorpresa si dispersero mentre anche il confuso intervento delle forze mobili del generale Paulus a ovest del Don non riuscì a frenare i carri armati sovietici che il 22 novembre conquistarono di sorpresa Kalač-na-Donu e l'importantissimo ponte sul fiume. Si concretizzò quindi la possibilità di accerchiare in una gigantesca sacca l'intero raggruppamento tedesco del generale Paulus; anche le armate del generale Erëmenko infatti avevano sfondato facilmente il 20 novembre le difese rumene e le formazioni meccanizzate erano avanzate in profondità verso ovest. Il pomeriggio del 23 novembre i carri armati del fronte del generale Vatutin e quelli del fronte del generale Erëmenko entrarono in contatto a sud di Kalač e chiusero la manovra di accerchiamento; il generale Paulus, secondo gli ordini tassativi di Hitler, era rimasto fermo con le sue cospicue truppe (oltre 250 000 soldati esperti e disciplinati) nel settore di Stalingrado e si trovava ora completamente isolato dal resto dell'esercito tedesco.

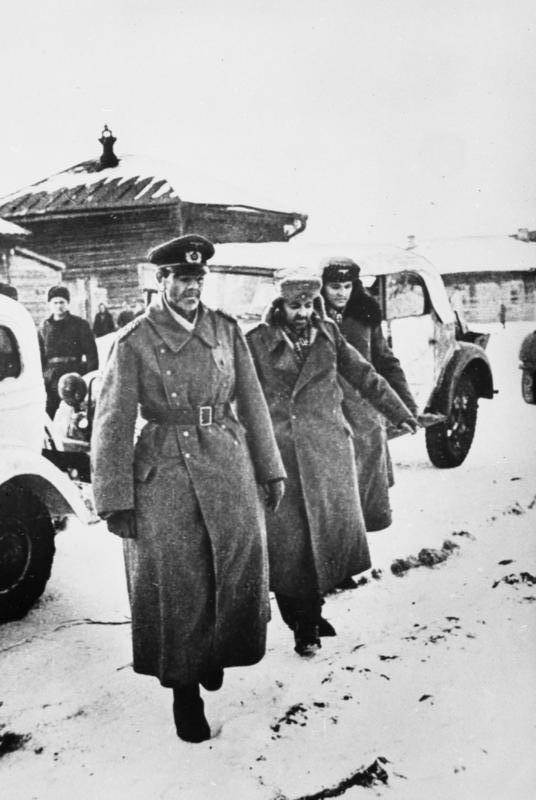
Il feldmaresciallo Friedrich Paulus si arrende; alla sua sinistra sono il generale Arthur Schmidt e il colonnello Wilhelm Adam

Nella notte il generale Vasilevskij informò Stalin della chiusura della sacca; il capo sovietico apparve finalmente rassicurato e ottimista, egli diede ordine di procedere contemporaneamente a estendere l'offensiva secondo i piani d'attacco già previsti e distruggere nel più breve tempo possibile le forze accerchiate del generale Paulus. In realtà la battaglia nel settore del Don e di Stalingrado sarebbe continuata ancora per molte settimane; i tedeschi, al comando dell'abile feldmaresciallo von Manstein, organizzarono con riserve fresche fatte affluire da altri fronti un tentativo di prestare soccorso alla truppe del generale Paulus che nel frattempo avevano organizzato una solida linea di difesa nella sacca. Stalin e l'alto comando sovietico furono costretti a rivedere più volte i loro piani: le riserve meccanizzate furono impiegate in parte per respingere questo pericoloso tentativo di soccorso, mentre il 16 dicembre 1942 iniziava l'operazione Piccolo Saturno delle armate dei generali Golikov e Vatutin contro le linee sul Don presidiate dagli italiani. In pochi giorni le linee dell'Asse furono travolte e gli italiani ripiegarono in rotta nella neve, mentre i carri armati sovietici avanzano in profondità e mettevano in pericolo tutto il raggruppamento tedesco del feldmaresciallo von Manstein. I tedeschi quindi dovettero rinunciare a salvare la 6ª Armata a Stalingrado e batterono in ritirata. Il 10 gennaio 1943 le truppe sovietiche, concentrate al comando del generale Rokossovskij, iniziarono finalmente, dopo ripetute, brusche sollecitazioni di Stalin, l'attacco finale contro la sacca tedesca; nonostante la disperata resistenza delle truppe accerchiate, i sovietici annientarono progressivamente il nemico e conclusero vittoriosamente la lunga battaglia di Stalingrado il 2 febbraio 1943; il generale Paulus venne fatto prigioniero e tutte le truppe tedesche accerchiate vennero distrutte o catturate.
Nel frattempo Stalin e i suoi generali avevano ulteriormente ampliato la loro offensiva generale, pianificando strategie sempre più ambiziose con cui speravano di provocare un crollo generale del fronte tedesco. Alla fine di dicembre le armate del generale Erëmenko erano passate all'offensiva a sud e puntavano verso Rostov per tagliare fuori tutto il raggruppamento tedesco del feldmaresciallo von Kleist avventuratosi nel Caucaso; il 10 gennaio 1943 le truppe del generale Golikov, sotto il controllo diretto del maresciallo Žukov, avevano iniziato con grande successo l'offensiva contro il settore del Don presidiato dagli ungheresi e dagli alpini italiani. I carri armati sovietici avanzarono a valanga e la battaglia si trasformò in una nuova rotta sulla neve per le truppe dell'Asse.
Nelle ultime settimane di gennaio e all'inizio di febbraio 1943 la situazione della Wehrmacht sembrava veramente critica; i tedeschi riuscirono a evacuare il Caucaso, ma i sovietici al comando del generale Malinovskij il 14 febbraio 1943 liberarono per la seconda volta Rostov. L'Armata Rossa estese ancora la sua offensiva: più a nord, in direzione di Brjansk e Smolensk, entrarono in azione le armate del generale Rokossovskij frettolosamente trasferite dopo la vittoria di Stalingrado; a sud il generale Golikov marciò da Voronež verso Charkov che venne liberata il 16 febbraio 1943, mentre il generale Vatutin, rafforzato con un gran numero di unità corazzate, avanzava rapidamente oltre il Donec in direzione del Dnepr mettendo in pericolo addirittura il quartier generale tedesco di Zaporož'e.

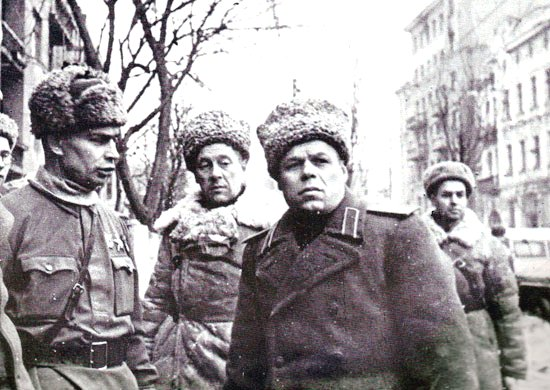
Il generale Pavel Semënovič Rybalko (al centro) insieme ai suoi ufficiali a Char'kov dopo la prima liberazione della città il 15 febbraio 1943

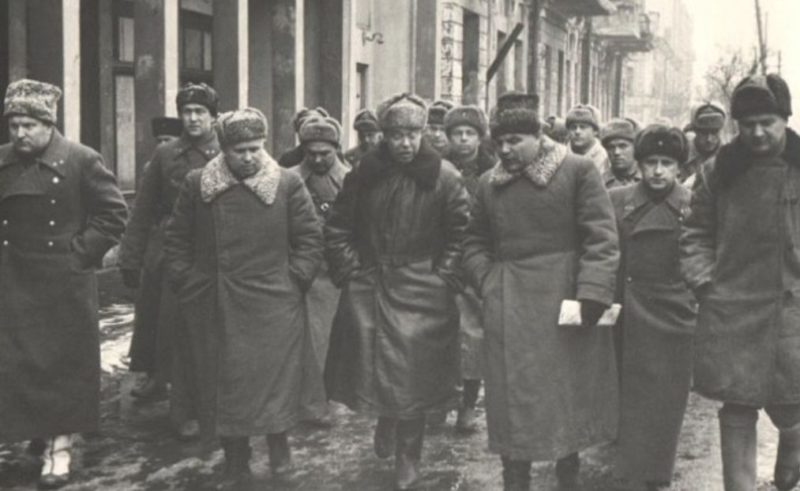
I comandanti sovietici entrano a Rostov liberata: secondo da sinistra, Nikita Sergeevič Chruščëv, responsabile politico del Fronte Meridionale; quarto da sinistra: il generale Rodion Malinovskij, comandante in capo del Fronte Meridionale.

I piani di Stalin e dello Stavka erano troppo ambiziosi e non tenevano conto delle distanze, delle crescenti difficoltà climatiche e soprattutto dell'ancora intatta capacità di combattimento delle truppe tedesche. Il servizio informazioni segnalò vasti movimenti di mezzi corazzati nelle retrovie tedesche, ma queste notizie sembravano confermare la ritirata generale del nemico e non allarmarono l'alto comando sovietico. In realtà il feldmaresciallo von Manstein stava riorganizzando il suo schieramento e, con l'aiuto di potenti riserve meccanizzate trasferite dalla Francia, diede inizio il 21 febbraio a una pericolosa e inattesa controffensiva. Dopo aver efficacemente protetto la ritirata del feldmaresciallo von Kleist dal Caucaso, le truppe corazzate del feldmaresciallo von Manstein contrattaccarono a tenaglia le unità di punta sovietiche del generale Vatutin che, spintesi troppo avanti, vennero intercettate e in parte distrutte, quindi proseguirono verso nord e attaccarono anche le truppe del generale Golikov che avevano appena liberato Charkov. Dopo una micidiale serie di battaglie, i reparti della Wehrmacht e delle Waffen-SS riconquistarono la grande città ucraina il 15 marzo, respinsero oltre il Donec i sovietici e sembrarono mettere in pericolo anche il raggruppamento del generale Rokossvoskij.
L'alto comando sovietico era estremamente allarmato, Stalin temeva un tentativo tedesco di «prendersi la rivincita di Stalingrado», si decise rapidamente di interrompere tutte le offensive, di passare sulla difensiva e di far intervenire in aiuto dei generali Golikov e Vatutin le riserve corazzate destinate a nuove operazioni al centro e al nord. I marescialli Žukov e Vasilevskij si recarono sul posto. In realtà anche i tedeschi erano esausti; inoltre il disgelo primaverile rendeva ormai impossibile continuare grandi operazioni manovrate; alla fine di marzo ebbe finalmente termine la lunga e drammatica campagna dell'inverno 1942-43 e il fronte si stabilizzò a sud di Kursk e sulla linea dei fiumi Donec e Mius.

## Guerra profonda[94]

### Intervallo di primavera

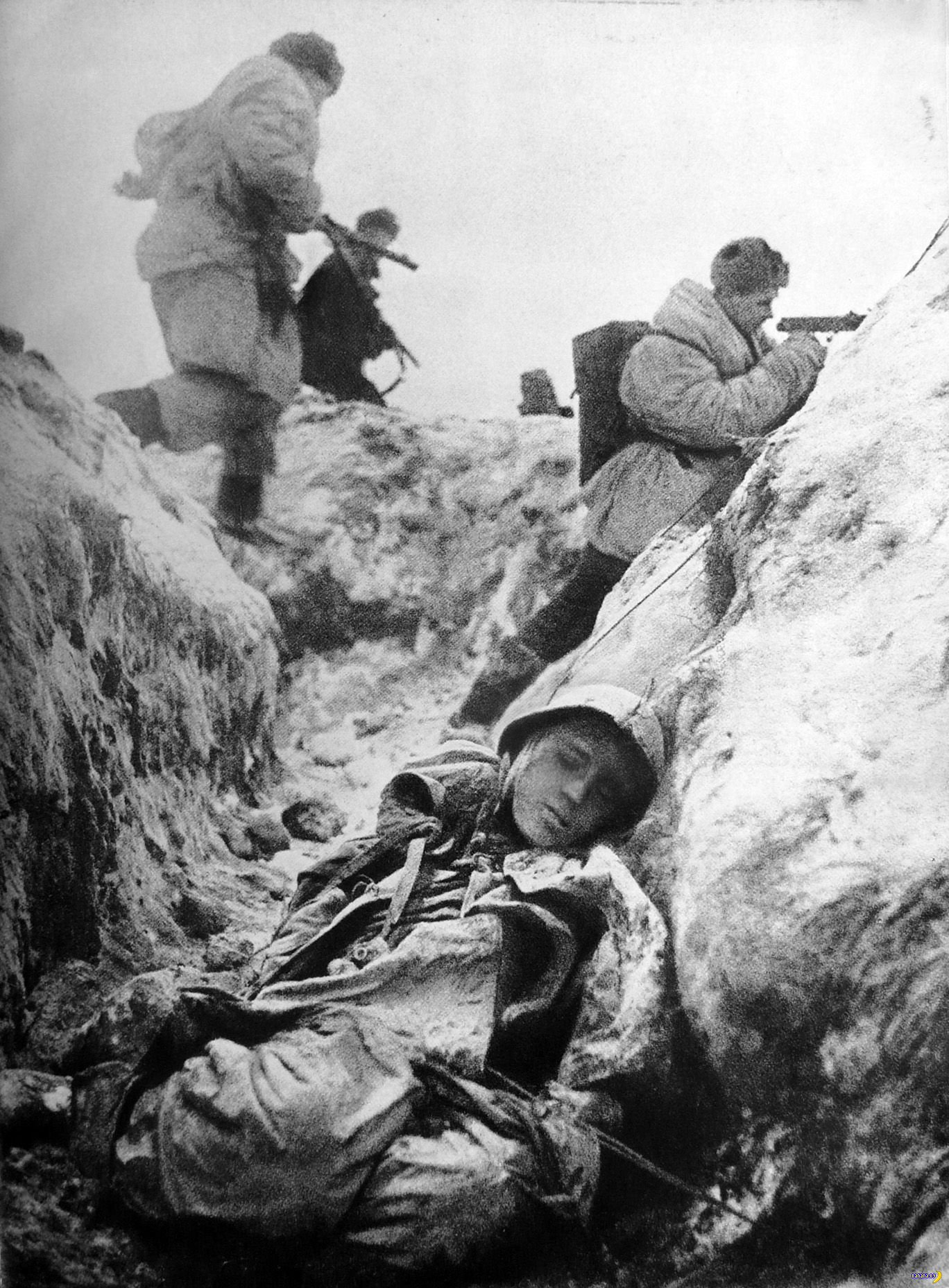
Soldati sovietici all'attacco durante l'operazione Iskra

Nonostante la deludente conclusione della campagna d'inverno, la vittoria sovietica di Stalingrado, giunta al termine di una gigantesca battaglia iniziata a luglio 1942 e finita a febbraio 1943, segnò una svolta decisiva della guerra sul Fronte orientale a favore dell'Unione Sovietica e una sconfitta militare, politica e morale che la Wehrmacht tedesca non riuscì più a superare. A dispetto di tutte le previsioni di Hitler e dei suoi generali, i sovietici avevano superato anche la seconda grande offensiva estiva tedesca ed erano passate alla controffensiva distruggendo un gran numero di armate dell'Asse, tra cui la famosa 6ª Armata tedesca; l'Armata Rossa perse oltre 500 000 uomini in questa serie di operazioni, ma le perdite totali delle potenze dell'Asse nel periodo novembre 1942-marzo 1943 furono di oltre un milione di soldati, tra cui circa 400 000 prigionieri. Nei circoli politici e militari della Germania e delle potenze dell'Asse si iniziò a ipotizzare una possibile sconfitta e un'invasione sovietica dell'Europa.
Stalin in questa occasione, ammaestrato dalle precedenti esperienze, rimase prudente: a febbraio, mentre le sue armate sembravano avanzare inarrestabili verso ovest, aveva affermato pubblicamente che "la guerra è appena cominciata" e con i due capi anglo-americani aveva sottolineato la difficoltà delle battaglie in corso e la necessità di una partecipazione più attiva alla guerra degli Alleati occidentali. Le operazioni negli altri settori del fronte orientale, mentre si combatteva la battaglia di Stalingrado, non erano sempre state fortunate per i sovietici. Nel saliente di Ržev, l'operazione Mars nel novembre-dicembre 1942, coordinata personalmente dal generale Žukov, non aveva avuto successo ed era costata molte perdite; i tedeschi erano riusciti a evacuare a febbraio 1943 sia il saliente di Ržev che la sacca di Demjansk. Il tentativo di rompere il tragico assedio di Leningrado, iniziato il 12 gennaio 1943, aveva raggiunto solo un parziale successo: dopo combattimenti lunghi e sanguinosi, i sovietici, attaccando dall'interno e dall'esterno, erano riusciti a riconquistare Šlissel'burg e quindi riaprire un precario collegamento via terra lungo la riva meridionale del lago Ladoga. Si trattava tuttavia di un corridoio angusto e costantemente sottoposto al tiro dell'artiglieria tedesca; le sofferenze della popolazione di Leningrado non erano ancora finite.
Nonostante la catastrofe invernale, Adolf Hitler e i suoi generali non avevano rinunciato a effettuare un terzo tentativo di vincere la guerra sul fronte orientale; l'alto comando tedesco quindi pianificò con il massimo impegno la "operazione Cittadella", una grande offensiva sui due lati del cosiddetto saliente di Kursk, con l'impiego di un gran numero di mezzi corazzati, tra cui i più recenti carri pesanti, per distruggere tutte le forze sovietiche concentrate in quel settore e riguadagnare la supremazia all'est. L'alto comando sovietico, sfruttando le sue fonti di informazione segrete, venne a conoscenza molto presto dei nuovi piani tedeschi e seguì costantemente i preparativi del nemico. Stalin dovette prendere le decisioni strategiche fondamentali; in questa occasione egli seguì i consigli dei suoi migliori generali.
L'8 aprile 1943 il maresciallo Žukov presentò un suo rapporto sulla situazione in cui proponeva di rimanere sulla difensiva ed attendere l'offensiva tedesca a Kursk, organizzando accuratamente un sistema di linee difensive e anticarro su cui logorare il nemico prima di sferrare a sua volta una grande controffensiva con forze di riserva già predisposte; il maresciallo Vasilevskij convenne con la valutazione del vice-comandante supremo, mentre i generali Rokossovskij e Vatutin erano più inclini a sferrare attacchi preventivi soprattutto nel settore del saliente di Orël. Dopo qualche incertezza, Stalin approvò il piano di attacco al saliente di Orël ma nel complesso adottò lo schema operativo proposto dal maresciallo Žukov; quindi per quasi tre mesi l'Armata Rossa organizzò un grande sistema difensivo con cinture fortificate successive e postazioni anticarro, concentrando contemporaneamente grandi riserve corazzate dietro il fronte in attesa dell'attacco tedesco. L'operazione Cittadella tuttavia venne ripetutamente rinviata da Hitler e questi ritardi accrebbero il nervosismo degli alti comandi sovietici, il generale Vatutin propose di nuovo di passare all'attacco. I marescialli Vasilevskij e Žukov mantennero il controllo della situazione e convinsero Stalin ad attendere l'offensiva nemica senza sprecare le forze in attacchi intempestivi.

### La battaglia di Kursk
La battaglia di Kursk iniziò il 5 luglio 1943; le armate del generale Model sul lato nord del saliente e del feldmaresciallo von Manstein nel lato sud, disponevano di circa 650 000 soldati con 2 600 mezzi corazzati, tra cui i nuovi carri pesanti Panther e Tiger, e 1 800 aerei, ma dovevano affrontare forze sovietiche solidamente trincerate, ben fornite di cannoni anticarro e superiori numericamente. A nord il generale Rokossovskij schierava 700 000 soldati con 1 800 mezzi corazzati mentre a sud il generale Vatutin disponeva di 625 000 uomini e 1 700 carri armati; inoltre in riserva poteva intervenire il raggruppamento del generale Konev che allineava altre sei armate con 1 500 mezzi corazzati. In queste condizioni la battaglia si trasformò subito in uno scontro violento, sanguinoso e logorante in cui i tedeschi poterono avanzare solo lentamente e a costo di forti perdite, in pratica non ci fu un vero sfondamento e i carri armati tedeschi furono continuamente in combattimento senza poter sbucare in campo aperto.

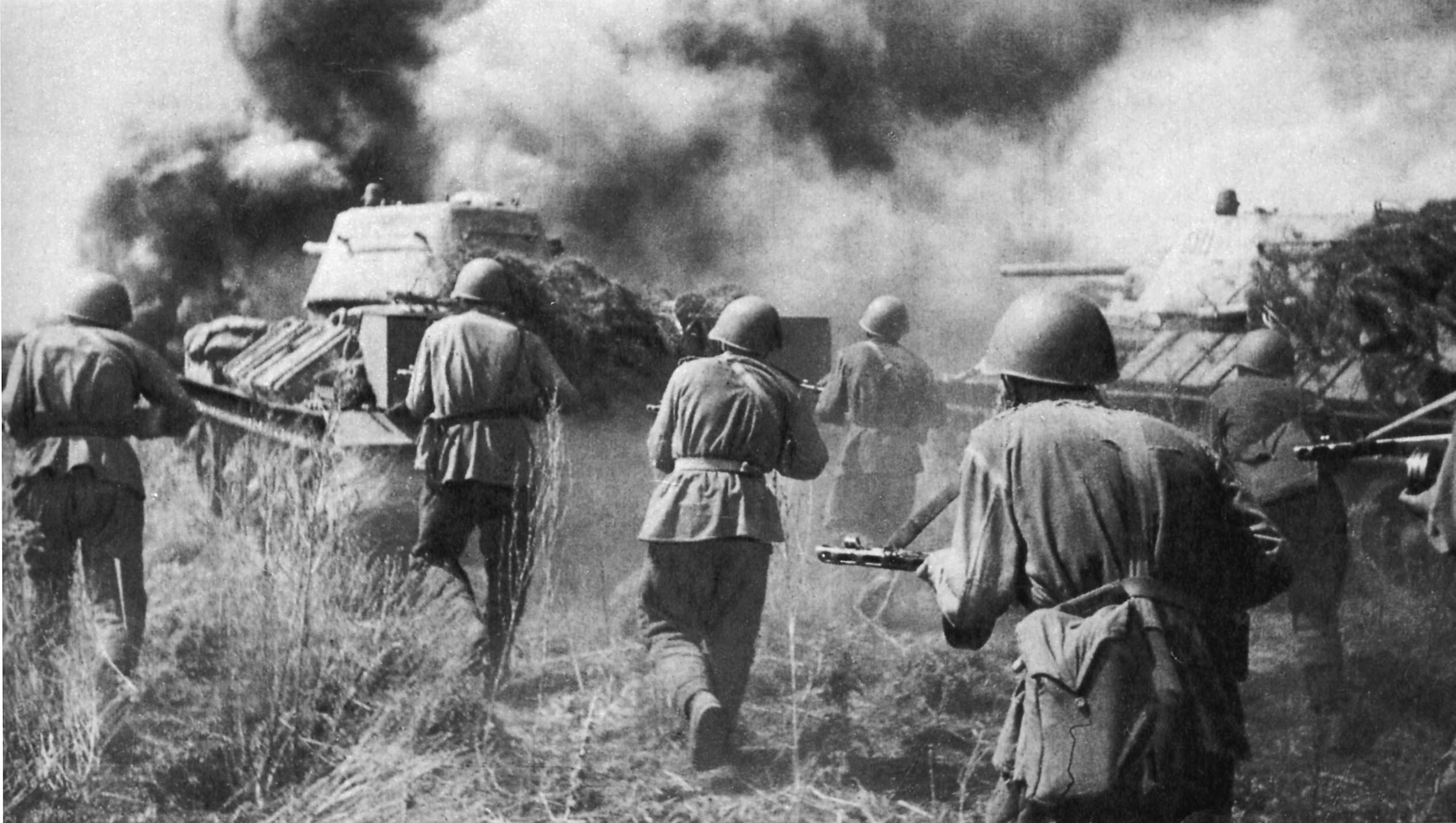
Soldati e carri armati sovietici avanzano durante la battaglia di Kursk

Nel settore settentrionale entro pochi giorni le forze corazzate del generale Model esaurirono la loro potenza d'urto e vennero infine fermate il 10 luglio dagli schieramenti anticarro sovietici e dai contrattacchi dei mezzi corazzati; inoltre il generale Model era giustamente preoccupato per la situazione alle sue spalle nel saliente di Orël dove c'erano segni di attività nemica; fin dall'11 luglio le armate del generale Sokolovskij passarono all'attacco contro il lato settentrionale del saliente. Nel settore meridionale del saliente di Kursk la battaglia fu ancora più violenta, le forze tedesche erano particolarmente potenti e sembrarono in grado di effettuare lo sfondamento in direzione di Obojan', il generale Vatutin difese ostinatamente il suo fronte e impegnò le riserve corazzate del generale Michail Efimovič Katukov ma l'11 luglio le Panzer-Division delle Waffen-SS avanzarono pericolosamente verso il villaggio di Prokhorovka. I marescialli Žukov e Vasilevskij avevano deciso, insieme con il generale Vatutin, di far intervenire una parte delle riserve del generale Konev e il 12 luglio l'armata corazzata del generale Pavel Alekseevič Rotmistrov contrattaccò in massa le divisioni meccanizzate tedesche, subendo pesanti perdite, ma riuscendo a frenare lo slancio del nemico. Nei giorni seguenti le forze tedesche cercarono di riprendere l'offensiva nel settore meridionale, ma ormai le truppe avevano subito troppe perdite e inoltre la situazione pericolosa nel saliente di Orël e anche gli sviluppi dello sbarco anglo-americano in Sicilia, decisero Hitler a rinunciare all'offensiva e a passare sulla difensiva su tutto il fronte. L'operazione Citadella era completamente fallita e aveva fortemente logorato la Wehrmacht, l'Armata Rossa poté prendere definitivamente l'iniziativa su tutto il fronte orientale.

I carri armati sovietici T-34 entrano a Orël

L'offensiva del generale Sokolovskij sul lato settentrionale del saliente di Orël, iniziata l'11-12 luglio 1943 aveva intralciato fortemente gli ultimi tentativi offensivi tedeschi del generale Model e aveva molto presto messo in difficoltà le difese tedesche del settore costringendo Hitler a rivedere completamente la sua pianificazione operativa. Nei giorni seguenti l'armata del generale Bagramjan ottenne notevoli successi avanzando in profondità mentre entravano in azione le armate del generale Markian Michajlovič Popov, che attaccarono verso Orël da est e anche le forze del generale Rokossovskij, che il 15 luglio partirono all'attacco da sud riconquistando rapidamente il territorio perduto. L'operazione Kutuzov, a cui parteciparono 1 287 000 soldati sovietici e oltre 2 500 mezzi corazzati, diede origine ad alcuni dei combattimenti più violenti del fronte orientale; i tedeschi erano solidamente trincerati e imflissero perdite sanguinose alla fanteria sovietica, mentre il generale Walter Model assumeva il comando supremo del settore e trasferiva rapidamente nel saliente di Orël numerose Panzer-Division ritirare dal fronte di Kursk.
Il 18 luglio le forze sovietiche si avvicinarono a Orël da nord e da est, ma ormai le divisioni corazzate tedesche erano arrivate, mentre per una serie di errori tattici e anche per le interferenze di Stalin, l'armata corazzata del generale Pavel Rybalko esaurì le sue forze in sterili attacchi frontali nel settore del generale Popov, invece di essere trasferita per rinforzare lo sfondamento del generale Sokolovskij a Karačev. L'alto comando sovietico sprecò anche l'armata corazzata del generale Vasilij Badanov che attaccò allo scoperto il 26 luglio a Bolchov e venne duramente respinta dai carri armati tedeschi del generale Model interrati in posizioni fisse. Nonostante questi insuccessi, tuttavia la pressione sovietica dei generali Sokolovskij, Popov e Rokossovskij contro i lati del saliente di Orël era troppo forte e i tedeschi furono costretti ad arretrare lentamente per attestarsi dietro la Desna ("posizione Hagen"); il 5 agosto 1943 Orël venne liberata dalle armate del generale Popov.

### Svolta decisiva[100]

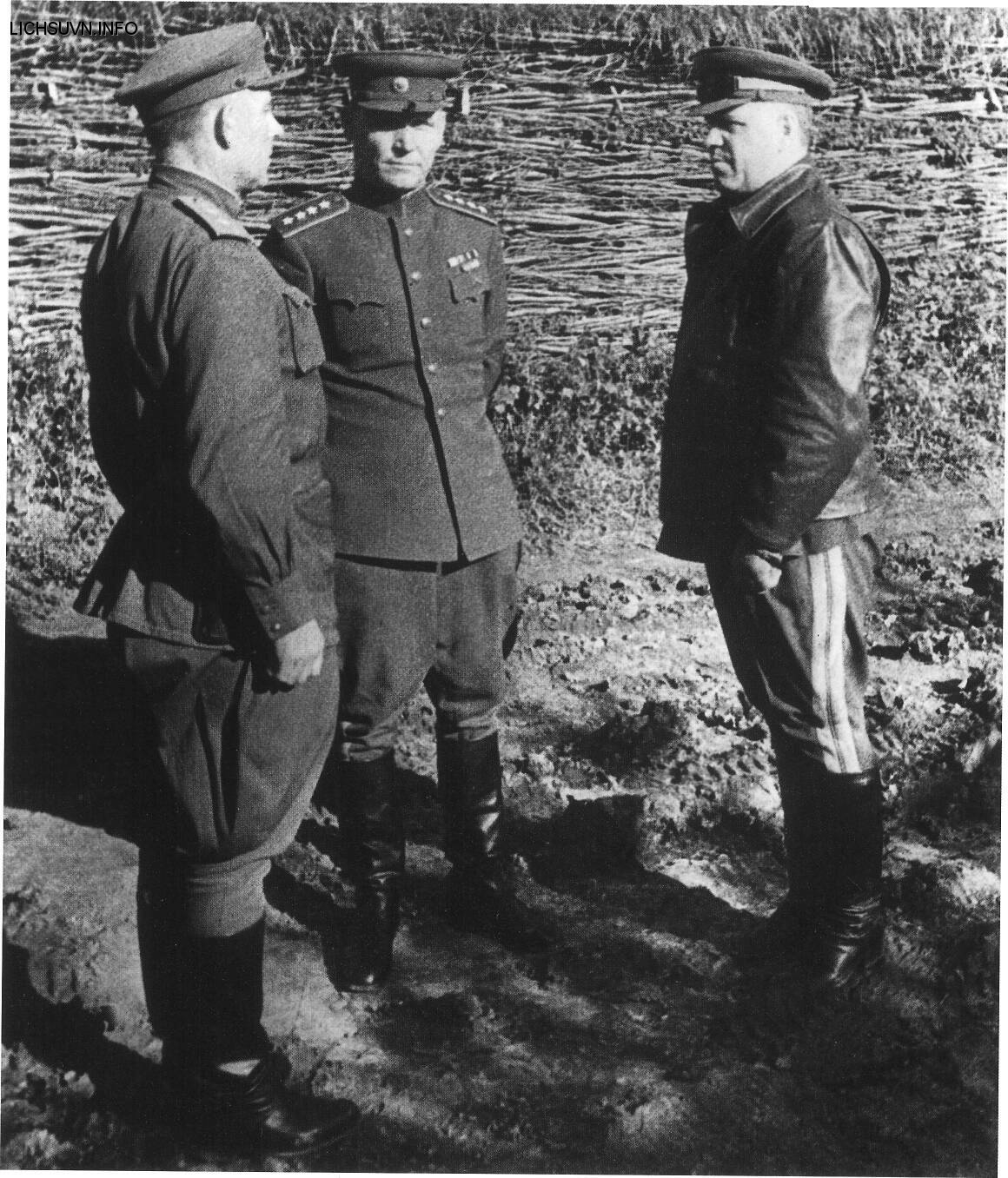
Al centro il generale Ivan Konev, comandante del Fronte della Steppa; a destra il maresciallo Georgij Žukov, "rappresentante dello Stavka"

Mentre era in corso da molti giorni la durissima battaglia nel saliente di Orël, il 3 agosto ebbe finalmente inizio anche l'offensiva dei raggruppamenti dei generali Vatutin e Konev sul lato meridionale del saliente di Kursk; nonostante le pressanti sollecitazioni di Stalin affinché affrettassero i preparativi e iniziassero l'attacco, i comandanti sovietici, supportati dal maresciallo Žukov che era sul posto come rappresentante dello Stavka, non avevano potuto anticipare l'offensiva. Le forze del generale Vatutin e Konev avevano subito pesanti perdite durante la battaglia di Kursk e furono necessari vasti preparativi per rafforzare l'equipaggiamento e i rifornimenti e per ricostituire le forze corazzate dei generali Katukov e Rotmistrov, attingendo soprattutto ai mezzi in riparazione e ai carristi convalescenti dopo essere stati feriti nei precedenti scontri. Il maresciallo Žukov decise di evitare manovre complicate e di schiacciare le difese tedesche con massicci concentramenti d'artiglieria, quindi sferrare un unico attacco frontale impiegando grandi masse corazzate in direzione di Belgorod per poi aggirare e attaccare Charkov da ovest.
L'attacco del 3 agosto (operazione Rumjancev), condotto da 900 000 soldati con 2 800 mezzi corazzati, ebbe successo e già in tarda mattinata il maresciallo Žukov mise in movimento le armate corazzate; il 5 agosto cadde Belgorod dove venne distrutta una divisione tedesca. Nei giorni seguenti mentre il generale Konev marciava verso Charkov, il generale Vatutin che si era spinto in profondità con le forze corazzate, dovette affrontare i contrattacchi da sud verso Bogoduchov e da ovest verso Achtyrka delle cinque Panzer-Division fatte rientrare precipitosamente dal feldmaresciallo von Manstein, dopo essere state trasferite sul Mius e a Orël. Per molti giorni infuriarono violentissime battaglie tra carri armati che costarono forti perdite a entrambe le parti, alla fine i generali Katukov e Rotmistrov riuscirono a respingere questi contrattacchi e a mantenere le posizioni, mentre il generale Konev poté attaccare Char'kov che, il 23 agosto, venne definitivamente liberata dai sovietici dopo essere stata abbandonata dalle truppe tedesche per evitare un nuovo accerchiamento. Fin dal 5 agosto per festeggiare la liberazione di Orël e Belgorod, Stalin aveva ordinato di sparare una salva dell'artiglieria del Cremlino; questa tradizione sarebbe stata seguita da quel momento per tutte le successive vittorie sovietiche.

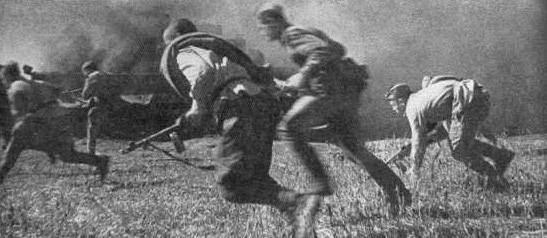
Soldati sovietici all'attacco durante l'avanzata verso il Dnepr

L'8 settembre 1943 Hitler, dopo lunghe discussioni e accesi contrasti, aveva alla fine accordato al feldmaresciallo von Manstein l'autorizzazione ad iniziare un ripiegamento generale fino al cosiddetto Ostwall, la linea difensiva lungo il Dnepr e il fiume Moločna che secondo il comando tedesco avrebbe permesso di costituire un baluardo insuperabile per i sovietici. Lo Stavka comprese l'importanza di raggiungere rapidamente il Dnepr e conquistare teste di ponte per evitare che i tedeschi avessero il tempo di organizzare una linea difensiva solida; Stalin decise di iniziare una serie di offensive frontali parallele con i raggruppamenti dei generali Rokossovskij, Valutin, Konev, Malinovskij e Tolbuchin; egli respinse i complessi piani di accerchiamento proposti dal maresciallo Žukov, ritenuti troppo complicati, che avrebbero rischiato di far perdere tempo in lunghi preparativi. L'Armata Rossa nel settore centro-meridionale del Fronte orientale quindi inseguì da vicino l'esercito tedesco in ritirata senza dare mai respiro ai nemici. La Wehrmacht ripiegava lasciando dietro di se solo terra bruciata per rallentare i sovietici e opponeva ovunque accanita resistenza; le perdite dell'Armata Rossa furono sempre ingenti; tuttavia progressivamente tutto il territorio della riva sinistra del Dnepr venne liberato; Taganrog cadde alla fine di agosto, l'8 settembre venne liberata Stalino, il 10 settembre Mariupol, il 21 settembre le truppe del generale Rokossovskij raggiunsero per prime il Dnepr, nei giorni seguenti i reparti d'assalto sovietici riuscirono a costituire una serie di preziose teste di ponte a ovest del grande fiume, soprattutto a nord e a sud di Kiev.

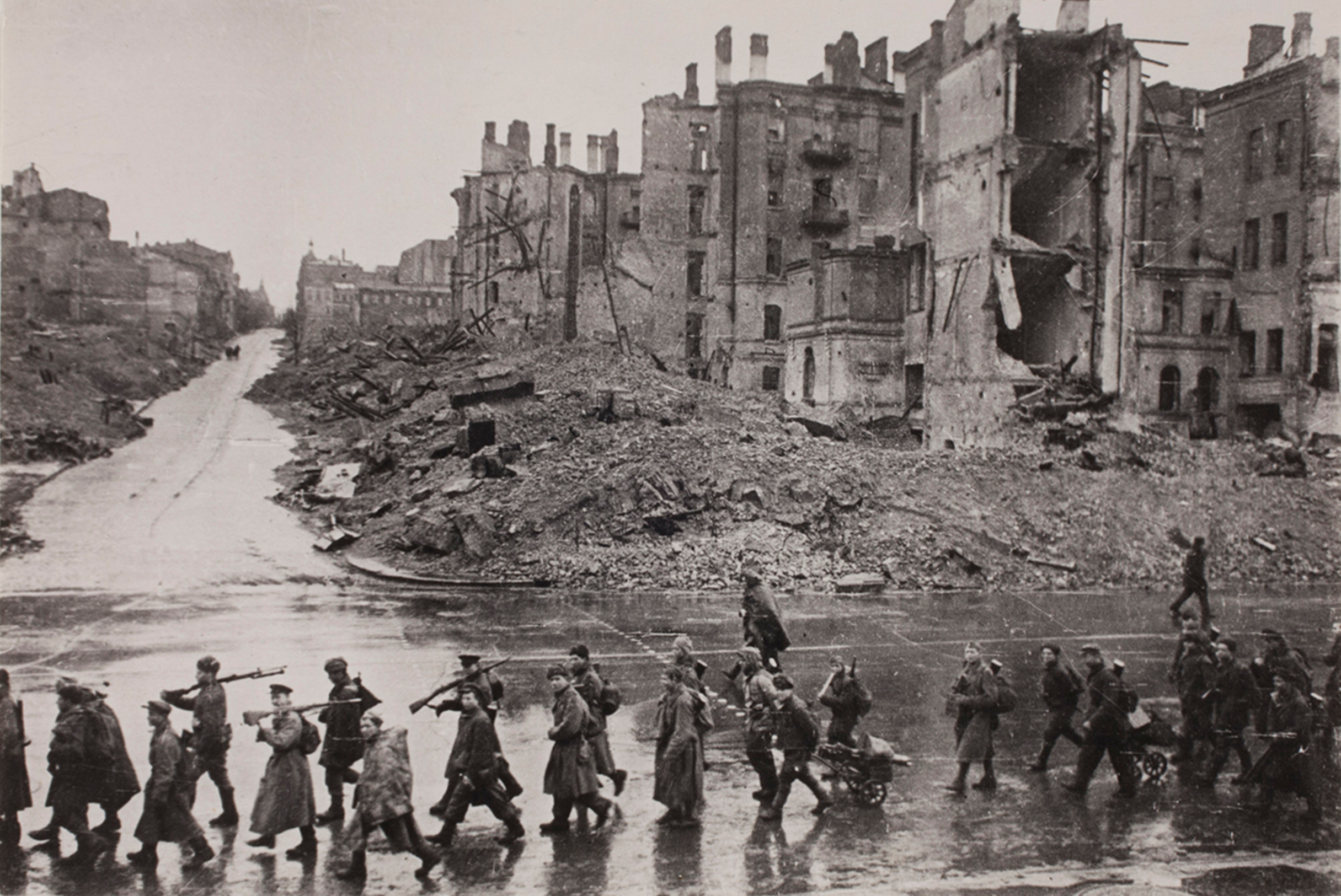
I soldati sovietici entrano nel centro di Kiev ridotta in rovina

La liberazione della capitale ucraina divenne quindi l'obiettivo principale di questa fase delle operazioni dell'Armata Rossa; un primo tentativo a partire dalla testa di ponte meridionale venne respinto dai tedeschi nonostante l'intervento di alcune brigate paracadutiste sovietiche e quindi il generale Vatutin organizzò un audace manovra per trasferire l'armata corazzata del generale Rybalko di nascosto nella testa di ponte settentrionale. La manovra colse di sorpresa i tedeschi e i carri armati sovietici avanzarono in profondità intercettando le ferrovie strategiche e respingendo i contrattacchi dei mezzi corazzati nemici; Kiev venne liberata il 6 novembre 1943, alla vigilia dell'anniversario della Rivoluzione d'ottobre. Le unità corazzate sovietiche cercarono di sfruttare il successo avanzando fino a Žitomir ma a questo punto il feldmaresciallo von Manstein aveva ricevuto numerose divisioni corazzate provenienti da altri fronti e poté sferrare un pericoloso contrattacco riconquistando Žitomir e mettendo in difficoltà le punte avanzate sovietiche. Il generale Vatutin ricevette a sua volta forti rinforzi con i quali riuscì a frenare la controffensiva tedesca, mantenendo il possesso di Kiev.
La battaglia per la linea del Dnepr continuava anche più a sud; il generale Konev non riuscì a ottobre a espandere la testa di ponte conquistata a Krivoj Rog, ma il generale Malinovskij poté liberare dopo difficili manovre e sanguinosi combattimenti sia Zaporož'e, il 13 ottobre, che Dnepropetrovsk, il 25 ottobre. Il generale Tolbuchin dovette combattere aspre battaglie nella testa di ponte tedesca di Nikopol', ma alla fine riuscì a infrangere la linea del fiume Molochna e raggiunse il corso del basso Dnepr; i sovietici misero piede anche nella penisola di Kerc', all'entrata orientale della Crimea e costrinsero i tedeschi ad abbandonare finalmente la penisola di Taman'. In questo stesso periodo i raggruppamenti sovietici in combattimento nel settore centrale del fronte sferrarono a loro volta continui attacchi e lentamente liberarono una parte del territorio occupato: Brjansk venne liberata il 17 settembre, Smolensk il 25 settembre e Gomel il 25 novembre.
L'anno 1943 si concluse quindi con una serie di notevoli successi sovietici che confermavano quella che Stalin definì il perelom, "la svolta decisiva"; al termine di durissime battaglie l'Armata Rossa aveva liberato buona parte del territorio occupato e indebolito in modo irreversibile la potenza della Wehrmacht tedesca. Le perdite per entrambe le parti erano state elevatissime, le distruzioni provocate dai combattimenti e dalla strategia di terra bruciata e di sterminio applicata dai tedeschi erano enormi, i soldati sovietici liberavano un territorio completamente devastato. L'Armata Rossa, con sette milioni di soldati, era ormai vittoriosa su tutti i fronti e stava per raggiungere il territorio dell'Europa orientale; da questo momento per Stalin divenivano decisivi i problemi di politica internazionale e i difficili rapporti con gli Alleati occidentali.

## L'Unione Sovietica in guerra

### Occupazione e sterminio

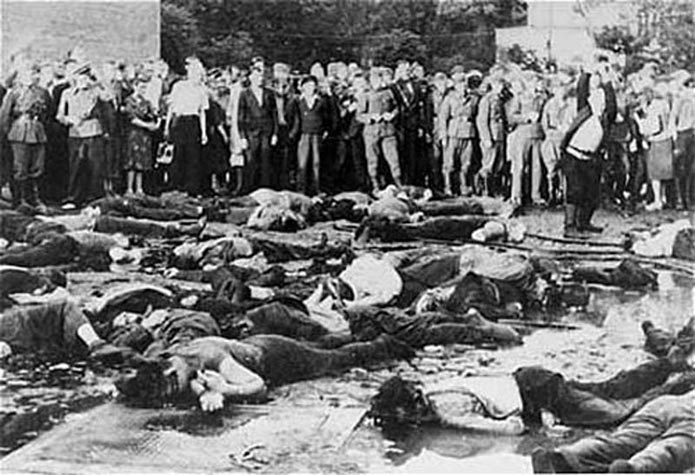
Ebrei sterminati a Kaunas nel 1941

Adolf Hitler aveva chiarito in modo inequivocabile fin dalle riunioni preliminari per l'operazione Barbarossa, gli obiettivi e il significato generale dell'attacco all'Unione Sovietica: si trattava finalmente della guerra per il Lebensraum, per assicurare al Herrenvolk tedesco, la "razza padrona" superiore a tutte le altre, lo spazio vitale, le risorse geografiche ed economiche che le spettavano "di diritto" per il suo futuro e il suo destino di dominio mondiale. La guerra all'est quindi sarebbe stata diversa da tutte le altre; era una guerra di sterminio e annientamento, una guerra di ideologie per estirpare il bolscevismo giudaico, una guerra razziale. Dal punto di vista concreto queste premesse ideologiche di fondo si sarebbe realizzate con l'invasione di tutto il territorio dell'est almeno fino agli Urali, nell'annientamento di gran parte delle popolazioni indigene, considerate complessivamente Untermenschen ("subumani", razzialmente inferiori), nella depredazione di tutte le risorse del territorio. Le popolazioni slave sarebbero state decimate con l'assassinio in massa e affamate con la sottrazione delle risorse per vivere; i sopravvissuti sarebbero stati sospinti a est degli Urali o sarebbero stati utilizzati praticamente come schiavi per la razza germanica dominante. I piani prevedevano inoltre vasti programmi di colonizzazione da parte dei tedeschi che si sarebbero insediati nei territori dell'est e avrebbero sviluppato delle ricche colonie agricole sfruttando il lavoro servile dei nativi superstiti. Hitler aveva messo in conto che l'applicazione di una politica così dura avrebbe potuto provocare la resistenza della popolazione, ma egli riteneva che anche questo fatto sarebbe stato utile: avrebbe permesso di individuare subito i ribelli che sarebbero stati spietatamente annientati paralizzando ogni altra opposizione.
Con queste terrificanti premesse era inevitabile che la guerra sul Fronte orientale si trasformasse in un enorme massacro con distruzioni e omicidi in massa. I suoi principali collaboratori del regime nazista, Hermann Göring, Heinrich Himmler, Alfred Rosenberg, Erich Koch, condividevano sostanzialmente le brutali concezioni di Hitler e applicarono con il massimo zelo i piani, spesso entrando in conflitto tra loro sulle rispettive competenze e sull'appropriazione delle risorse depredate. La stessa Wehrmacht in pratica partecipò attivamente alla guerra di annientamento; i generali nel complesso obbedirono agli ordini mentre le truppe, ideologizzate da anni di propaganda e convinte della loro superiorità razziale rispetto ai popoli slavi, ebbero pochi scrupoli e si affiancarono alle SS e alle altre organizzazioni naziste nell'opera di distruzione.

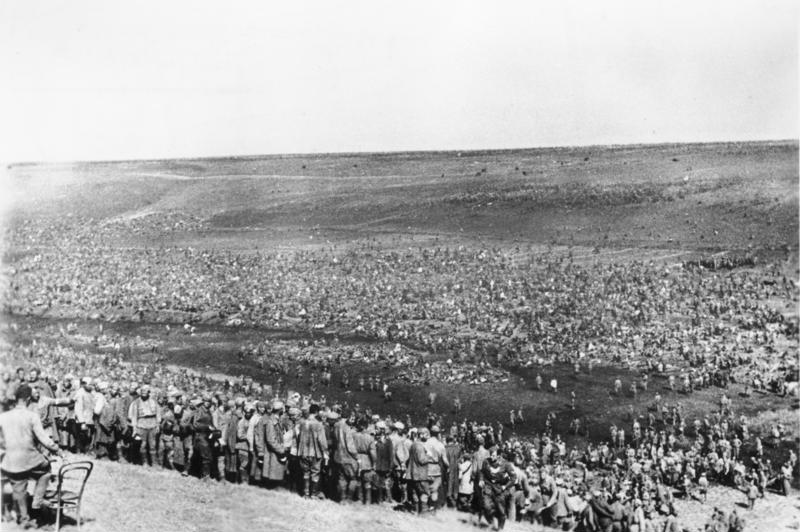
Decine di migliaia di prigionieri sovietici ammassati all'aperto durante l'estate 1941

Fin dall'inizio dell'invasione le direttive hitleriane furono immediatamente applicate, gli ebrei erano ovviamente un obiettivo prioritario e quattro Einsatzgruppen delle SS catturarono e annientarono la numerosa popolazione ebraica presente nei paesi Baltici, in Bielorussia e Ucraina; a Babyj Jar vennero sterminati gli ebrei di Kiev. Le truppe tedesche inoltre attivarono anche i procedimenti previsti secondo il famoso ordine del commissario: vennero quindi immediatamente individuati ed eliminati i funzionari politici, i commissari e i membri del partito comunista catturati nell'esercito o nelle città occupate. Nei primi mesi di guerra la Wehrmacht catturò un enorme numero di prigionieri: 3,3 milioni di soldati nell'estate 1941, questi uomini furono ammassati per settimane all'aperto dietro reticolati, senza viveri ed esposti alle intemperie con l'obiettivo di farli morire in massa di fame e di freddo. In poche settimane i morti furono numerosissimi con percentuali nei vari campi di raccolta variabili tra il 30% e il 95%: tra i circa 5 milioni di prigionieri sovietici catturati in tutta la guerra, i morti furono 3,5 milioni.

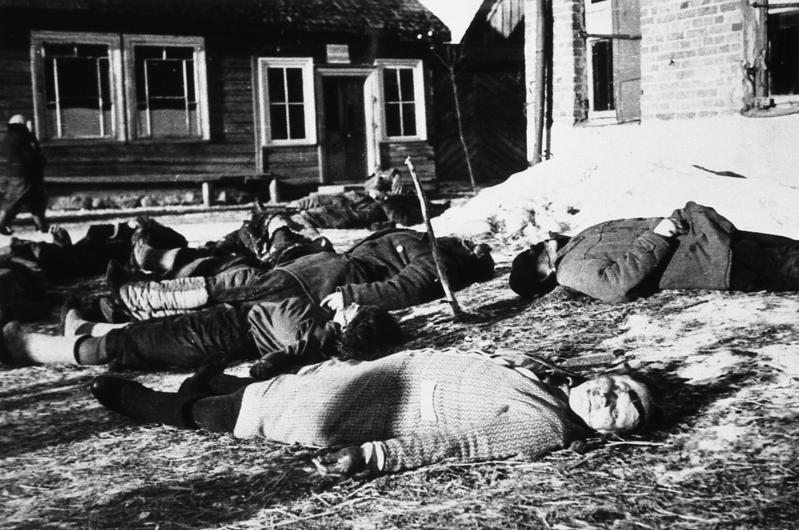
Civili uccisi dai tedeschi a Minsk

Lo sfruttamento economico del territorio fu una grande delusione per i tedeschi; i loro metodi spietati di depredazione e distruzione permisero di nutrire sul posto le truppe, ma mandarono in rovina l'economia locale; nonostante misure sempre più brutali di saccheggio e spoliazione i tedeschi non ottennero le risorse che si erano attese dall'invasione dell'est. Un'altra misura del programma tedesco consisteva nella deportazione di milioni di abitanti delle terre occupate per inviarli al lavoro quasi schiavistico in Germania per la macchina da guerra del Reich. Dopo una fase iniziale in cui riuscirono a convincere una parte della popolazione a partire, le notizie del trattamento brutale ridusse in modo sostanziale le partenze volontarie e i nazisti ricorsero a metodi sempre più violenti; circa 4 milione di uomini e donne sovietiche furono deportate per lavorare come schiavi in condizioni miserevoli, la mortalità anche tra queste persone fu molto elevata.
Il comportamento delle truppe occupanti fu sempre in linea con le direttive delle autorità supreme: ogni opposizione venne spietatamente stroncata, si moltiplicarono i massacri, la distruzione di villaggi, le rappresaglie. Centinaia di città e villaggi furono incendiati o devastati, furono organizzati lager di concentramento e sterminio a Riga, Vilnius, Minsk, Leopoli, Kaunas. La guerra sul fronte orientale provocò soprattutto distruzione e morte: circa 10 milioni di civili, donne, uomini, vecchi e bambini, morirono a causa dell'occupazione; altri calcoli forniscono cifre ancora più alte.

### Resistenza e guerra partigiana
Le vicende del movimento partigiano sovietico nei territori occupati ebbero formalmente inizio con due direttive di Mosca del giugno e luglio 1941 e con il famoso discorso di Stalin del 3 luglio in cui richiedeva l'organizzazione della resistenza nelle retrovie del nemico. Prima della guerra non era stato preparato nulla per organizzare una guerra partigiana contro un invasore; questi progetti erano stati ritenuti disfattisti e non in linea con le tradizioni sovietiche che avevano sempre criticato la lotta irregolare partigiana; il movimento quindi fu del tutto improvvisato e i primi tentativi di lasciare dietro le linee alcuni elementi per costituire una prima struttura di resistenza vennero facilmente schiacciati dai tedeschi. Nel 1941 si costituirono gruppi partigiani formati soprattutto da elementi sbandati delle unità accerchiate nelle prime battaglie e furono infiltrati agenti per entrare in collegamento, ma i tedeschi dopo aver fermato la controffensiva di Mosca rastrellarono le retrovie ed eliminarono gran parte di queste formazioni. La resistenza tuttavia non venne totalmente annientata.
La crescita del movimento partigiano iniziò realmente solo nella metà del 1942; venne finalmente compresa l'importanza non solo militare ma anche politica della resistenza nei territori occupati, fu costituito uno stato maggiore guidato da Pantelejmon Ponomarenko, le forze aeree iniziarono a lanciare materiale, equipaggiamenti, mezzi di comunicazione e uomini per potenziare il movimento e mantenerlo in collegamento con la cosiddetta "grande terra", la parte di Unione Sovietica non occupata. Dopo alcune riunioni con i capi partigiani, Stalin emanò direttive dettagliate nel settembre 1942. Il movimento partigiano da questo momento crebbe costantemente di numero e di capacità operativa; nel 1943 i partigiani erano circa 250.000 in azione soprattutto nella regione boscosa centrale che comprendeva l'intera Bielorussia che fu la zona dove il movimento fu maggiormente diffuso ed efficace, la regione di Brjansk e l'Ucraina settentrionale. L'azione si estese anche al nord-ovest e alla regione di Leningrado.

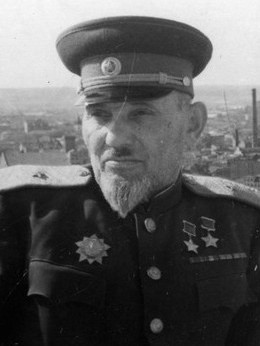
Sydir Kovpak, uno dei più famosi capi partigiani

I partigiani erano soprattutto combattenti provenienti dalla popolazione locale rinforzati dai quadri politico-militari, sabotatori, specialisti e agenti paracadutati dalla "grande terra". La loro azione in piccoli gruppi, le squadre (otrjady) riunite in "brigate partigiane" guidate da comandanti famosi come Sydir Kovpak, Aleksej Fëdorov, Aleksandr Saburov e Jakov Mel'nik, era diretta soprattutto contro le vie di comunicazione ferroviarie e stradali e contro reparti tedeschi isolati; importante era anche la raccolta di informazioni. In alcune occasioni i partigiani sovietici costituivano i kraj, i territori "liberati" dove i tedeschi non osavano più entrare; altri gruppi, 2 000-3 000 a cavallo o in slitta, effettuavano i reid in profondità per migliaia di chilometri nel territorio occupato. Dal punto di vista politico la guerra partigiana servì soprattutto a mantenere la presenza del potere sovietico nel territorio occupato, a incitare alla resistenza la popolazione, a eliminare collaborazionisti e spie. La guerra partigiana fu particolarmente spietata e crudele; ancor più drammatica e cruenta fu l'azione clandestina sovietica nelle città, dove l'apparato repressivo tedesco poteva agire con terribile efficienza. Nonostante le continue perdite, i centri clandestini di Kiev e Minsk furono sempre attivi, come anche i comitati di resistenza di Odessa e del Donbass. L'attività terroristica sovietica ottenne alcuni successi spettacolari, tra cui l'uccisione del capo nazista in Bielorussia, Wilhelm Kube, assassinato nel settembre 1943 da una donna alle sue dipendenze che aveva piazzato una bomba sotto il suo letto.

### Il collaborazionismo

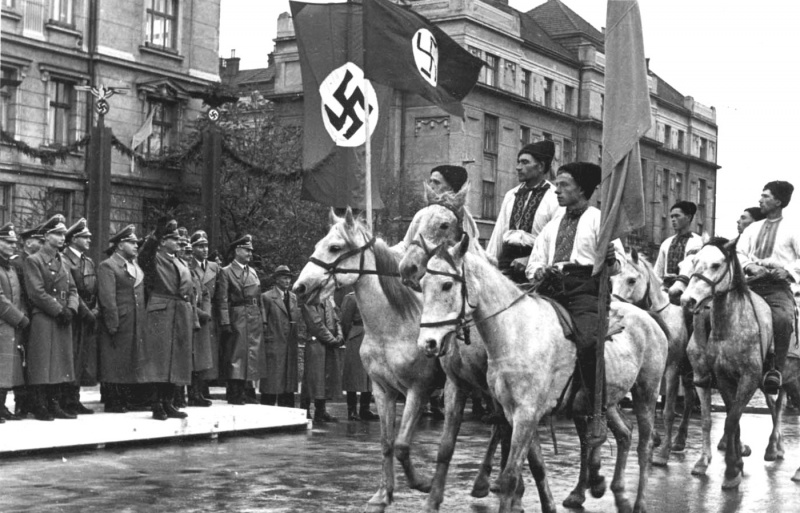
Reparto di nazionalisti ucraini

Inizialmente la ricerca di consensi tra le popolazioni non era tra le priorità delle autorità tedesche; tuttavia, con il prolungarsi della guerra, furono fatti tentativi per sfruttare gli elementi di debolezza e divisione presenti in Unione Sovietica a causa della politica staliniana che aveva accentuato le divisioni di classe e gli odi tra le nazionalità. In generale le truppe tedesche non trovarono un'ostilità immediata; in gran parte la popolazione rimase inizialmente passiva mentre nelle regioni baltiche, appena accorpate all'URSS, ricevettero una buona accoglienza. I tedeschi quindi costituirono governi collaborazionisti negli stati Baltici e riorganizzarono l'attività economica privata; effettuarono reclutamenti inoltre tra i cittadini sovietici di ascendenza tedesca, i cosiddetti volksdeutsche, e soprattutto tra le popolazioni musulmane dei Tatari di Crimea e del Caucaso settentrionale.

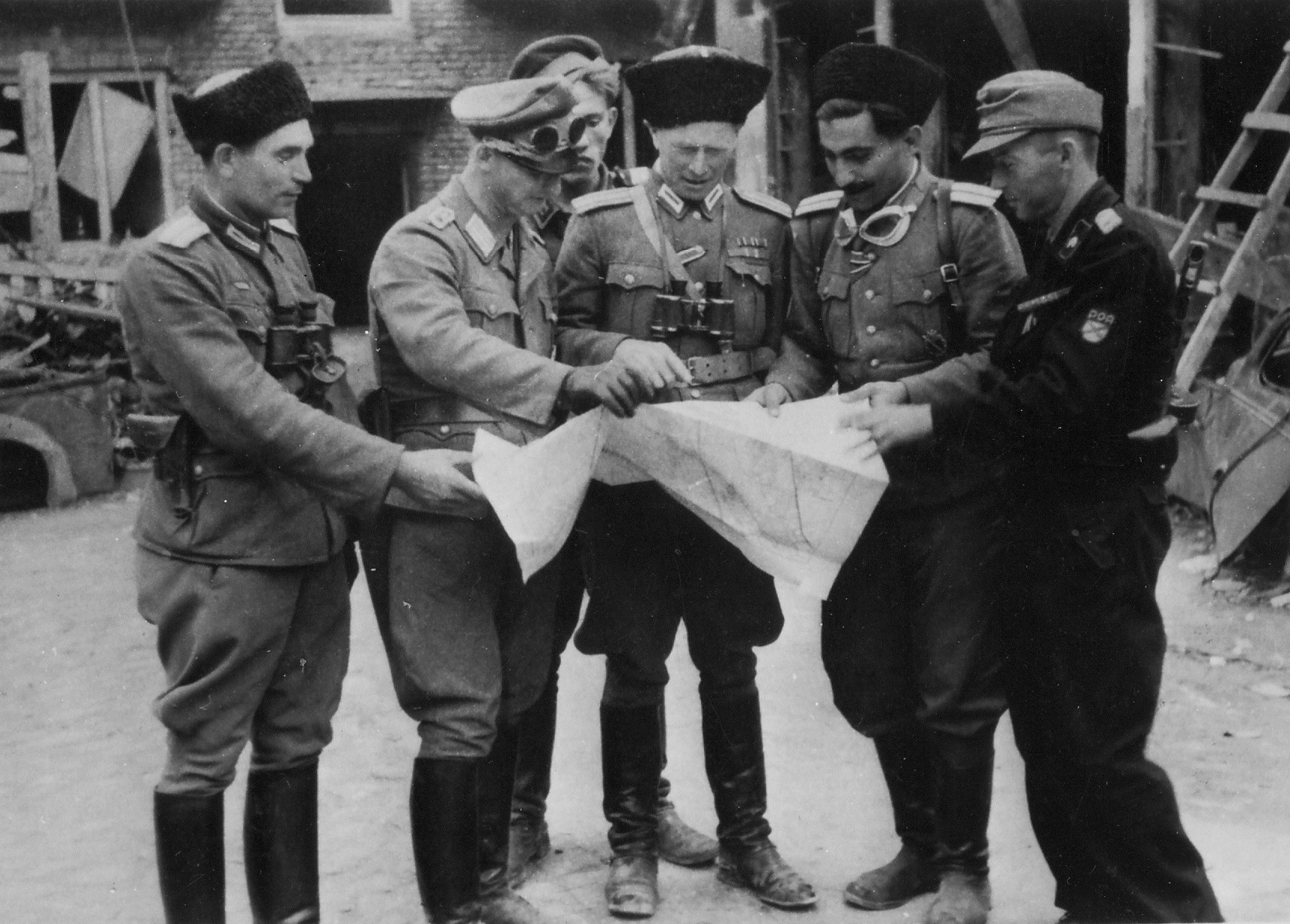
Collaborazionisti russi del Brigata Kaminski durante la rivolta di Varsavia

In Ucraina le spinte nazionaliste erano presenti e rilevanti; i tedeschi ipotizzarono di creare uno stato ucraino vassallo impiegando gli ucraini emigrati e i prigionieri ucraini liberati, ma questi programmi contrastavano con gli obiettivi di sfruttamento radicale proprio dell'Ucraina che furono attivati spietatamente dai capi nazisti locali. I consensi quindi svanirono ben presto; solo nell'Ucraina occidentale, da poco inserita nell'URSS, i tedeschi poterono reclutare una divisione di SS, mentre i nazionalisti estremisti costituirono bande armate locali (OUN e UPA), come quelle dei capi Stepan Bandera e Andrej Mel'nik, che controllarono alcuni territori in collaborazione con i tedeschi e in lotta con i sovietici. Scarsi risultati invece ottenne il tentativo di sfruttare le spinte separatiste in Bielorussia.
I tedeschi in pratica riuscirono a trovare collaboratori per costituire amministrazioni locali di villaggio al loro servizio e forze di polizia soprattutto sfruttando la disastroso situazione economica e alimentare della popolazione; alcune decine di migliaia di uomini furono quindi reclutati, ma la loro disciplina e affidabilità era scarsa, spesso si battevano duramente contro i sovietici, ma erano anche pronti alla diserzione; i tedeschi preferirono trasferirli in gran parte sugli altri fronti. Troppo tardi, nel 1944, i dirigenti tedeschi cercarono di costituire, sotto il comando del generale Vlasov, un cosiddetto "Esercito russo di liberazione" che non ebbe alcuna influenza sull'evoluzione della guerra.

### Mobilitazione economica totale
Nel 1941 la Germania nazista aveva raggiunto, grazie alle sue conquiste e all'asservimento di quasi tutta l'Europa, una netta superiorità nella produzione industriale e di armamenti rispetto all'Unione Sovietica; con le prime settimane di guerra, mentre la Wehrmacht avanzava verso est e occupava le regioni maggiormente industrializzate e più ricche di minerali strategici come Krivoj Rog, Nikopol', Char'kov, il Donbass, la superiorità del Terzo Reich divenne apparentemente schiacciante. L'Unione Sovietica in pochissimo tempo perse circa la metà del suo potenziale industriale iniziale. Nonostante questo inizio catastrofico, l'URSS riuscì a superare la crisi, sviluppò la produzione industriale e riuscì a produrre nel corso della guerra un numero nettamente superiore di armi rispetto alla Germania in tutti i settori strategici: carri armati, cannoni, armi automatiche, aerei da combattimento. Fu un risultato del tutto imprevisto dai tedeschi che ebbe un'importanza cruciale per la vittoria dell'Armata Rossa.

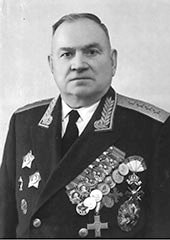
Il generale Andrej Krulёv, responsabile dei trasporti e delle retrovie dell'Armata Rossa

Il primo fattore che permise di riprendere la produzione fu la disperata evacuazione delle officine più importanti che, insieme a una parte degli operai, furono trasferite all'ultimo momento a est del Volga dove sarebbero state rimontate e rimesse in funzione entro la primavera del 1942. Un secondo fattore fu l'esistenza della famosa seconda base industriale sovietica negli Urali e in Siberia, costruita con enormi sacrifici negli anni trenta da Stalin: i minerali di Karaganda e del Kuzbass, la "seconda Baku" petrolifera in Siberia, gli altoforni di Magnitogorsk, le fabbriche giganti di carri armati della ČTZ di Čeljabinsk, della Uralmaš di Sverdlovsk e della UVZ di Nižnij Tagil divennero i nuovi arsenali dell'Unione Sovietica. Il terzo fattore del successo sovietico fu certamente la totale concentrazione dell'attività economica e di ogni risorsa del paese nella produzione bellica. Il quarto fattore fu la centralizzazione delle decisioni e del controllo che permise di superare rapidamente gli ostacoli e raggiungere obiettivi previsti. La centralizzazione dell'autorità interessò la produzione, il controllo del lavoro e la distribuzione dei materiali. I rifornimenti per l'esercito erano sotto il controllo dell'energico generale Andrej Krulёv che era contemporaneamente il responsabile supremo dei servizi di retrovia dell'Armata Rossa e del cruciale settore dei trasporti.

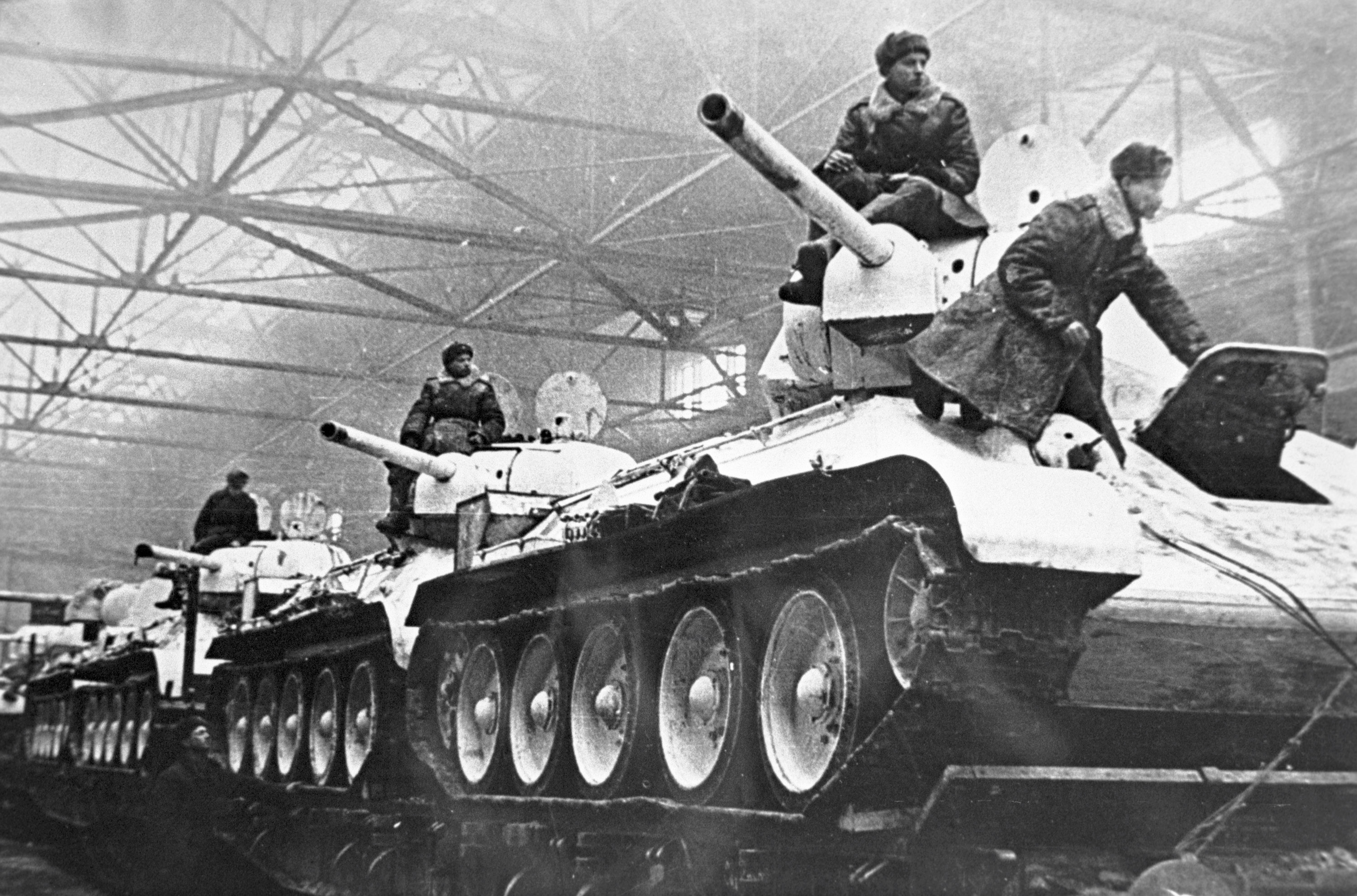
Catena di produzione di carri T-34 alla Uralmaš di Sverdlovsk

I due fattori critici che avrebbero potuto far fallire lo sforzo bellico sovietico furono la carenza di manodopera per le industrie e le campagne e il problema alimentare, cioè la capacità di assicurare il sostentamento all'esercito e alla popolazione. L'URSS riuscì a superare questi enormi ostacoli con provvedimenti draconiani e con una precisa identificazione delle priorità: venne accentuato il processo di militarizzazione del lavoro con l'istituzione del lavoro obbligatorio, fu incrementato l'orario lavorativo, le officine vennero mantenute attive da migliaia di operaie e ragazzi; le risorse disponibili di manodopera e di energia vennero dirottate negli impianti di maggiore importanza strategica per la produzione bellica a scapito degli altri stabilimenti. Il problema alimentare era ancora più grave: i tedeschi avevano occupato le regioni agricole più ricche dell'Ucraina e del Caucaso settentrionale. Le risoluzioni dei capi sovietici furono rigorose ma efficaci: venne introdotto il razionamento con un sistema che privilegiava i lavoratori dell'industria e soprattutto l'esercito combattente, nelle campagne andarono al lavoro ragazze, adolescenti e vecchi, non venne intralciata la piccola produzione individuale dei contadini che ebbe un'importanza notevole per garantire la sussistenza della popolazione. I sacrifici e le sofferenze furono pesanti per tutti i popoli sovietici: l'alimentazione era scarsa e incompleta, mancavano molti altri beni di uso comune, l'energia elettrica veniva erogata solo poche ore al giorno. L'esercito, rifornito meglio di tutti, era ben armato ed equipaggiato ma certamente appariva spartano e privo di ogni bene superfluo.

### Grande guerra patriottica
Le catastrofiche disfatte della prima fase della guerra apparvero inizialmente irreversibili e definitive; i dirigenti politici e militari tedeschi ritenevano di avere di fronte un nemico "inadatto alla guerra moderna e incapace di resistenza risoluta"; all'estero quasi unanimemente si considerò praticamente sicura la sconfitta dell'Unione Sovietica. Dopo la vittoria sovietica, i generali tedeschi hanno imputato la disfatta principalmente ai presunti errori operativi e strategici di Hitler e a una discutibile superiorità numerica e di materiali del nemico rifornito dalle potenze occidentali; alcuni hanno anche parlato di una "primitività" dei popoli dell'URSS e della loro stoica capacità di sopportare sofferenze inimmaginabili in occidente. Queste spiegazioni semplicistiche sono state criticate da molti storici moderni. Richard Overy afferma infatti che la vittoria sovietica sia riconducibile in parte all'entusiasmo e all'«anima profonda» del popolo sovietico e in parte all'inattesa flessibilità e capacità organizzativa di Stalin e dei dirigenti sovietici. Giuseppe Boffa scrive dell'importanza del patriottismo, in primo luogo russo, e del sentimento diffuso tra il popolo di combattere una guerra di "resistenza nazionale" e di sopravvivenza contro un invasore brutale e diabolico; anche lo storico italiano evidenzia il ruolo centrale della direzione staliniana che seppe impiegare e dirigere efficacemente questo sentimento popolare.

Il'ja Grigor'evič Ėrenburg

La dirigenza comunista staliniana si dimostrò sorprendentemente in grado quindi di organizzare con efficacia la lotta contro l'invasore dal punto di vista politico, economico e militare; la scelta fondamentale di Stalin, in linea peraltro con gli elementi di nazionalismo presenti già nelle sue concezioni del "socialismo in un solo paese" e dell'"industrializzazione forzata", fu di mettere da parte l'ideologia socialista e rivoluzionaria e di promuovere un'immagine del conflitto in corso come "grande guerra patriottica", il nome con cui è sempre stata conosciuta in Unione Sovietica, contro l'invasore tedesco "crudele e meschino". Fu in particolare esaltato l'orgoglio nazionale della Russia e il capo sovietico non mancò di utilizzare a questo scopo reminiscenze e personaggi del passato imperiale, ma si cercò di stimolare il patriottismo anche di altre nazionalità dell'Unione.
La politica di unità nazionale patriottica di Stalin permise alla maggior parte della popolazione di identificarsi e partecipare attivamente alla lotta contro l'invasore; gli intellettuali, che spesso avevano avuto rapporto conflittuali con le autorità sovietiche, contribuirono fortemente a sostenere la resistenza ed espressero letterariamente i sentimenti profondi della popolazione; alcuni, come Konstantin Michajlovič Simonov, Il'ja Grigor'evič Ėrenburg e Vasilij Semënovič Grossman, furono ottimi corrispondenti di guerra dal fronte; gli scienziati si misero al lavoro, spesso in condizioni organizzative molto precarie, per sviluppare la ricerca ai fini bellici. Anche la politica religiosa del regime sovietico si adeguò alle nuove esigenze della "guerra patriottica"; la propaganda anti-religiosa fu sospesa, i metropoliti Aleksej e Sergej pregarono per la salvezza della Russia e furono ricevuti da Stalin; venne formato un nuovo Sinodo ortodosso e Sergej venne eletto patriarca, le pratiche religiose ripresero venendo incontro ai sentimenti profondi ancora presenti nella popolazione.

### La direzione di Stalin
Il governo staliniano alla vigilia dell'operazione Barbarossa era ormai consolidato e il predominio assoluto del capo era stato sanguinosamente affermato dalle crudeli repressioni degli anni trenta. Stalin quindi disponeva del potere per dirigere in prima persona la guerra da cui alla fine sarebbe dipesa la sopravvivenza sua e del suo regime; egli, dopo lo smarrimento iniziale, si assunse la grande responsabilità della direzione e realmente guidò il paese in guerra, prendendo tutte le decisioni più importanti. Stalin assunse dopo pochi giorni la direzione sia del GKO, il Comitato statale di Difesa, sia dello Stavka il quartier generale militare supremo, che furono i due organismi che diressero concretamente l'Unione Sovietica in guerra, mentre gli organi costituzioni del partito e dello stato in pratica non svolsero alcun ruolo. In realtà neppure il GKO e lo Stavka lavoravano come organismi amministrativi regolari ma al contrario i loro componenti venivano spesso convocati separatamente da Stalin al Cremlino o nella sua dacia per riferire sui singoli problemi.

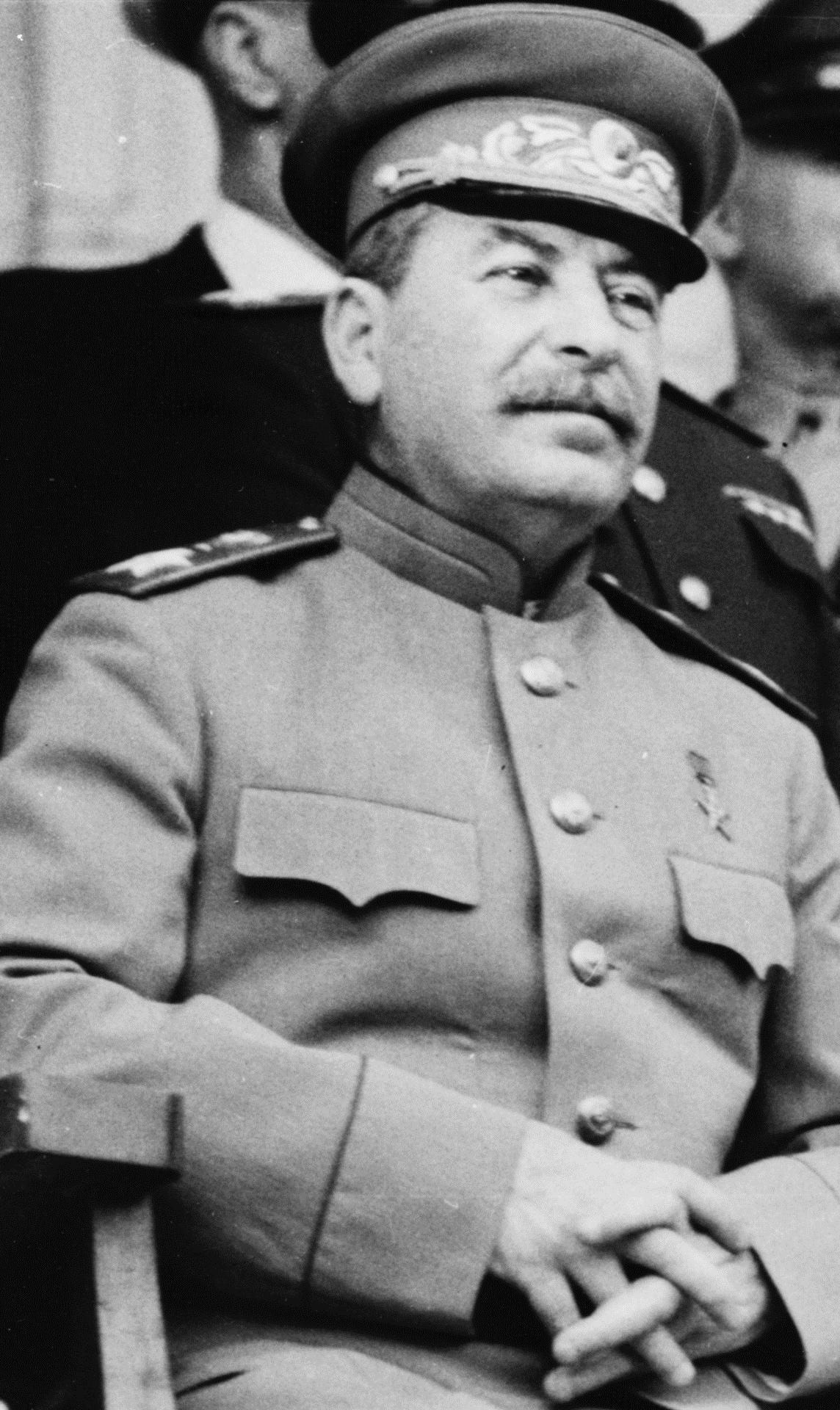
Stalin nel 1943 durante la conferenza di Teheran

I massimi dirigenti del GKO ricevettero inoltre la competenza diretta di settori precisi dello sforzo bellico di cui avevano il "totale controllo" ma su cui rispondevano personalmente a Stalin. Molotov era responsabile della produzione di carri armati, Georgij Maksimilianovič Malenkov degli aerei, Nikolaj Alekseevič Voznesenskij di armi e munizioni, Anastas Ivanovič Mikojan dei rifornimenti, Lazar' Moiseevič Kaganovič dei trasporti. Per controllare le operazioni militari più importanti poi Stalin aveva creato la figura dei "rappresentanti in missione dello Stavka", alti ufficiali che si recavano al fronte per coordinare e controllare le operazioni strategiche; i generali Žukov e Vasilevskij svolsero questo ruolo cruciale con grande successo, altri, come Timošenko, Vorošilov e Grigorij Ivanovič Kulik si dimostrarono meno efficaci. Tutti questi militari e dirigenti politici in ultima istanza comunque dovevano fare rapporto a Stalin che centralizzava tutto il processo decisionale.
Stalin dirigeva realmente le operazioni militari; egli pretendeva rapporti quotidiani dagli alti ufficiali e due volte al giorno, a mezzogiorno e in tarda serata, si tenevano riunioni in cui gli specialisti dello stato maggiore, generalmente il vice-comandante, generale Aleksej Innokent'evič Antonov e il capo ufficio operazioni, generale Sergej Matveevič Štemenko, informavano dettagliatamente il capo sovietico degli sviluppi della situazione su tutti i fronti; in questa occasione venivano prese le decisioni operative concrete. Solo Stalin aveva tutte le informazioni sulla situazione strategica e sulle risorse disponibili, solo lui poteva disporre l'impiego delle armate di riserva; egli decideva personalmente anche dettagli come il nome in codice delle operazioni e lo pseudonimo in cifra dei generali; Stalin stesso era "Vasilev".
Il dittatore non aveva una specifica preparazione militare e nella prima fase della guerra di fronte agli sviluppi catastrofici della situazione prese spesso decisioni errate e non seguì i consigli dei suoi collaboratori; i tratti tipici della personalità staliniana, sospettosità, ira, violenza, sarcasmo, ostinazione, emersero subito nella conduzione della guerra e sarebbero rimasti in parte presenti durante tutto il conflitto. Egli tuttavia aveva anche qualità positive, memoria, grande determinazione, freddezza, tenacia. Con la sofferta esperienza diretta, raggiunse una notevole preparazione tecnica, diede finalmente fiducia ai suoi migliori generali, mostrò grande perspicacia nelle valutazioni politico-strategiche generali. Osservatori esterni, protagonisti al massimo livello anche stranieri, e storici hanno in generale dato un giudizio positivo sulla direzione di Stalin in guerra; secondo W. Averell Harriman egli fu «il più efficace tra i tre capi dell'alleanza anti-fascista».
Il maggior merito di Stalin in guerra tuttavia fu soprattutto quello di essere riuscito a sostenere il morale dei popoli sovietici e aver rappresentato un simbolo di resistenza e coesione, necessario per la salvezza di tutti di fronte alla minaccia di sterminio nazista. Con i suoi rari interventi diretti, il discorso del 3 luglio 1941, la decisione di non abbandonare Mosca nel dicembre 1941, il proclama "non un passo indietro" del 1942, riuscì a galvanizzare la resistenza e diede la sensazione alla popolazione che la guerra non era ancora perduta. La sua popolarità tra le genti sovietiche e tra le truppe al fronte fu quindi molta alta; la sua immagine di "padre severo", lontano dal fronte ma vigile per la salvezza di tutti, è rimasta nella memoria storica dei popoli dell'URSS. Con le grandi vittorie della seconda parte della guerra, naturalmente Stalin fece riprendere la propaganda trionfalistica a suo favore, egli quindi venne esaltato come il "grande capo dei popoli", si scrisse di «scienza militare staliniana superiore a ogni pensiero militare precedente», il dittatore divenne «l'artefice della vittoria del popolo sovietico».

### Stalinismo e repressione
Il regime staliniano era naturalmente particolarmente preparato all'attività di controllo e repressione di disfattisti, spie collaborazionisti, inevitabile in una situazione di guerra; l'apparato del NKVD fu subito in azione per consolidare il fronte interno: il reato di "agitazione antisovietica" venne esteso a praticamente tutte le attività, compresa la diffusione di "voci false", ritenute non in linea con la lotta patriottica in corso. Gli agenti del NKVD inoltre furono impegnati nel mantenimento della calma nelle città, in funzioni di polizia come "sezioni speciali" e nel controllo serrato e nella verifica dei comportamenti dei soldati sbandati che riuscivano a sfuggire dalle sacche di accerchiamento iniziali e rientravano nelle linee sovietiche.

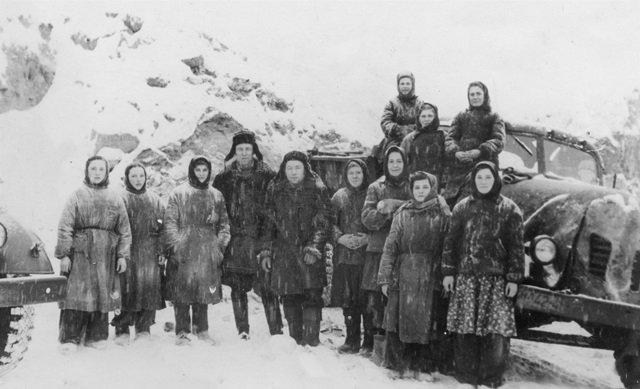
Alcuni tatari di Crimea deportati in Siberia

Furono sempre le unità del NKVD che attivarono con brutale efficienza le misure repressive più dure ordinate da Stalin durante la guerra: tra la fine del 1943 e la prima metà del 1944 il dittatore decise la deportazione di intere popolazioni considerate infide e colpevoli di avere simpatizzato con i tedeschi durante l'occupazione. Fin dall'inizio del conflitto era già stata attivata in via preventiva la dissoluzione della repubblica autonoma dei tedeschi del Volga e i circa 300 000 abitanti erano stati trasferiti e dispersi in Siberia e Kazakistan. Nel dicembre 1943 iniziò la deportazione dei Calmucchi, seguita nella primavera del 1944 dalle azioni repressive contro Karacaj, Ceceni, Ingusci e Balcari. Le entità autonome vennero sciolte e le persone, centinaia di migliaia di uomini, donne, vecchi e bambini, dispersi in Siberia e Asia centrale. Nel giugno 1944 fu la volta dei Tatari di Crimea, colpevoli di avere sostenuto i tedeschi; anche per loro ci fu lo scioglimento della comunità e il trasferimento coatto in Oriente.
Lo stalinismo, mentre conservava e accentuava la sua carica repressiva, negli ultimi anni di guerra, esaltò il suo carattere nazionalistico e patriottico: Stalin decise in autonomia il ritorno ai vecchi gradi e alle insegne, comprese le famose spalline degli ufficiali zaristi, del periodo imperiale; vennero ricostituiti i ranghi ufficiali della burocrazia, furono fondati collegi che si ricollegavano alle scuole speciali dei cadetti dell'Impero russo. Il 1º gennaio 1944 venne adottato il nuovo inno nazionale in cui veniva esalta la figura di Stalin all'interno di un quadro di forte nazionalismo. Durante la guerra il regime autocratico staliniano raggiunse il suo culmine: in questo periodo praticamente non furono mai convocati e non svolsero alcuna attività tutte le strutture di partito e dello stato che costituzionalmente avrebbero dovuto guidare il paese.

### L'Armata Rossa in guerra

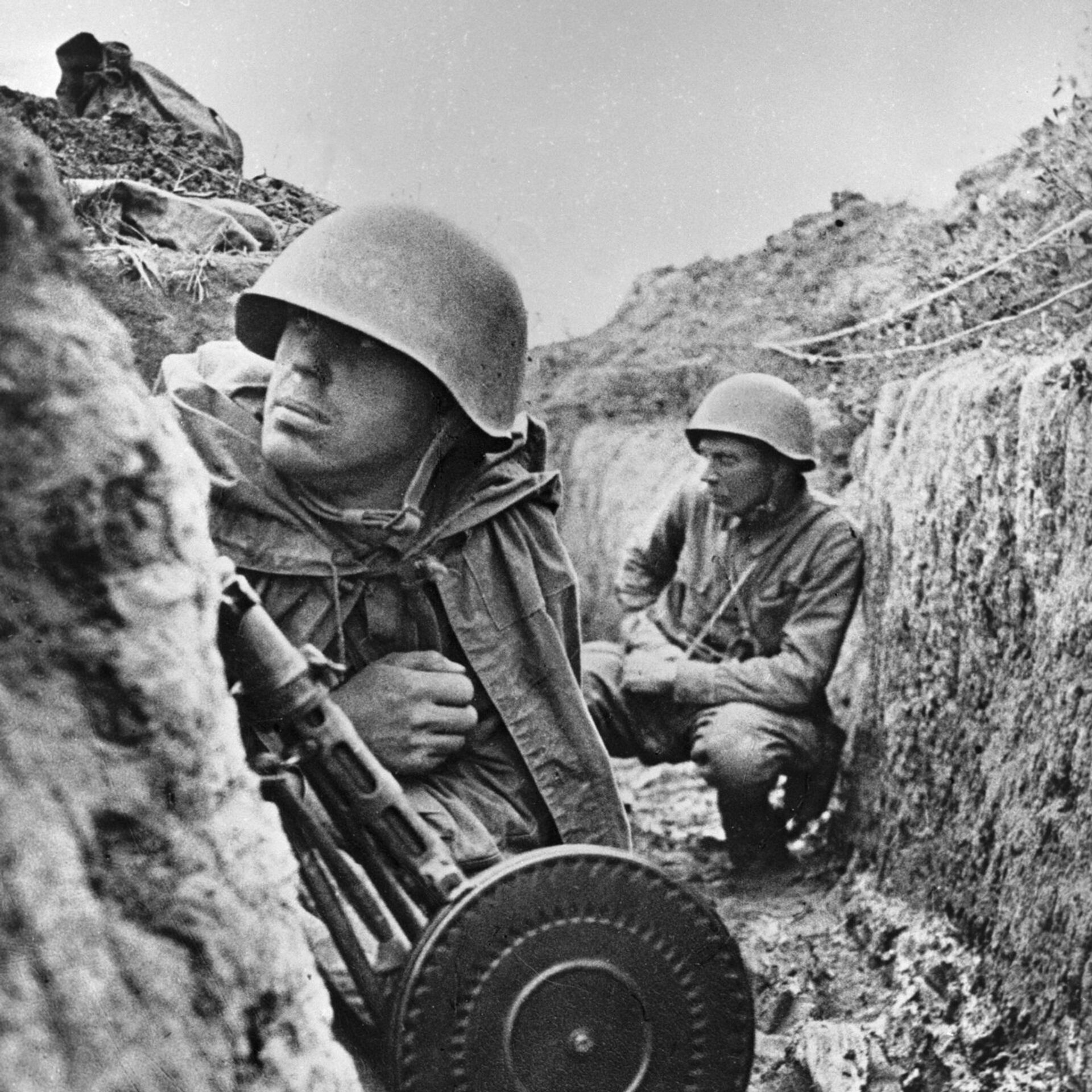
Soldati sovietici sul fronte di Leningrado

La dottrina militare sovietica degli anni trenta, dominata dalla personalità del maresciallo Michail Nikolaevič Tuchačevskij, aveva sviluppato strategie e tattiche innovative in linea con il pensiero militare più avanzato del mondo; il regolamento PU-36 si basava sull'impiego di grandi raggruppamenti di mezzi corazzati per effettuare avanzate a grande distanza secondo la strategia della "battaglia in profondità". Il successivo regolamento PU-39 in teoria non differiva molto dalla precedente direttiva e addirittura richiedeva un enorme aumento del numero dei carri armati disponibili, ma venne applicato in modo confuso a causa anche della falcidia degli ufficiali più preparati dell'Armata Rossa. In un primo momento furono sciolte le formazioni autonome corazzate e i carri armati furono distribuiti alle divisioni di fanteria ma subito dopo si decise frettolosamente di ricostituire le divisioni carri; alla vigilia della guerra erano pronti ben 61 reparti corazzati raggruppati in corpi meccanizzati equipaggiati però spesso, per carenza di mezzi moderni, con equipaggiamenti vecchi e superati. L'espansione numerica dell'Armata Rossa inoltre provocò uno scadimento della disciplina e nel 1940 venne quindi emanato un Regolamento di disciplina particolarmente rigoroso che prevedeva pesanti sanzioni. Nello stesso anno venne anche abolito la doppia catena di comando e il commissario politico venne relegato a compiti di indottrinamento, affidando completamente al comandante militare la edinonacalie, responsabilità decisionale unica. Tutte queste decisioni non ebbero tempo per preparare realmente l'esercito sovietico che quindi nei primi mesi di guerra venne in gran parte annientato perdendo praticamente tutto il suo equipaggiamento.
Per colmare le enormi perdite l'Unione Sovietica mobilitò tutto il suo potenziale umano; oltre 29 milioni di cittadini sovietici parteciparono alla Grande Guerra Patriottica; oltre ai mobilitati, vennero immessi in servizio anche i volontari; i corsi di addestramento furono semplificati al massimo e molte reclute in pratica si "addestravano" direttamente sul campo di battaglia. Furono accolte nell'Armata Rossa un numero molto rilevante di donne, circa 800 000 ragazze sovietiche parteciparono alla guerra non solo nei servizi di retrovia ma spesso anche in reparti combattenti comprese unità aeree, carri armati e tiratori scelti. 76 donne ricevettero il titolo di Eroina dell'Unione Sovietica. Un'altra misura d'eccezione impiegata per colmare le perdite fu quella di inserire nell'esercito anche i prigionieri dei Gulag: 420 000 vennero impiegati nel 1941 e un altro milione negli anni seguenti. Nel periodo delle grandi vittorie l'Armata Rossa poté inserire nei suoi ranghi anche i combattenti delle formazioni partigiane dei territori liberati che dovevano preventivamente passare sotto il controllo delle sezioni speciali della NKVD.

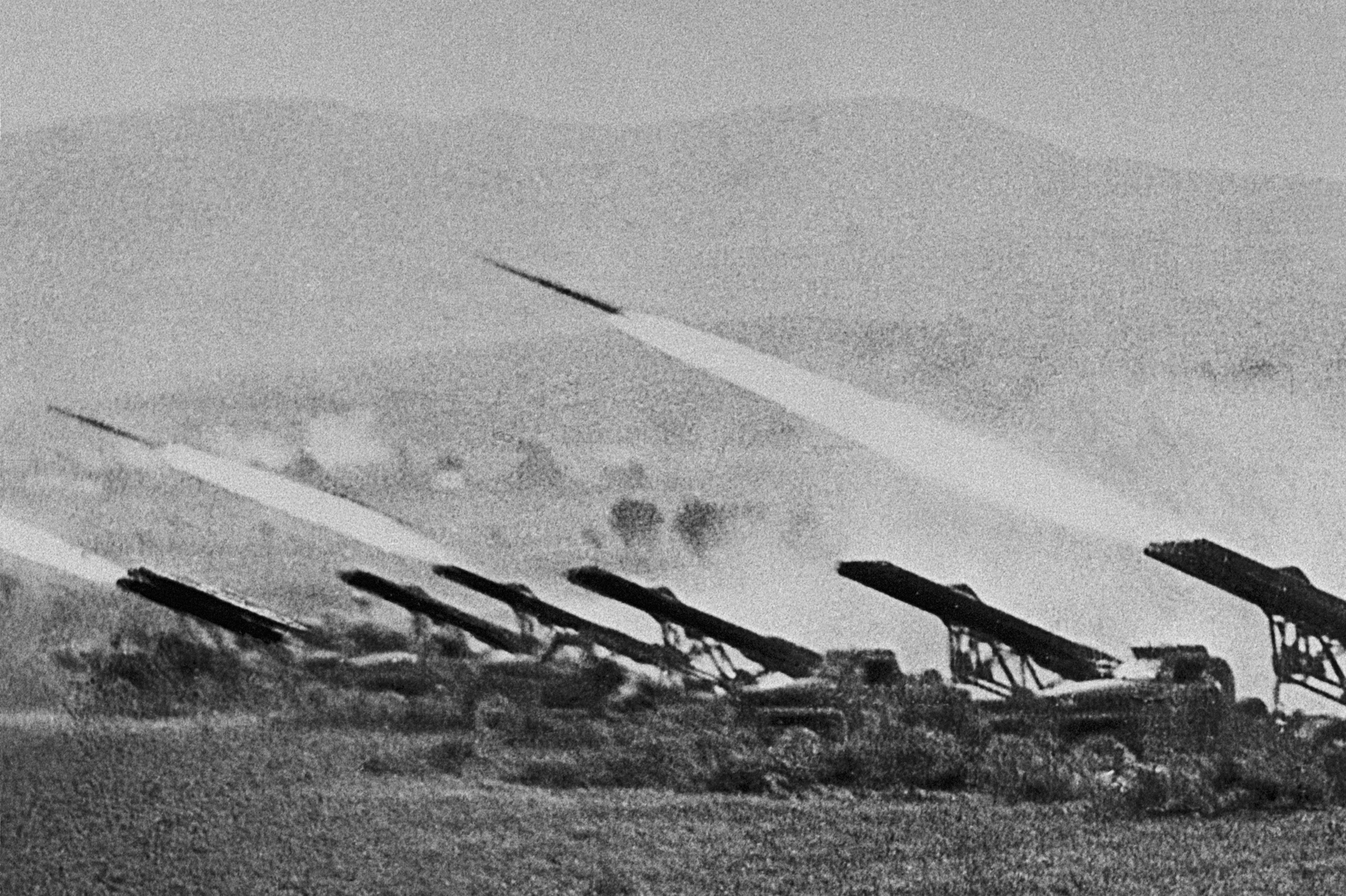
Un reparto di lancia-razzi Katjuša in azione

All'inizio della guerra gran parte dei soldati proveniva dalle repubbliche slave, in seguito aumentò la componente proveniente dalle altre etnie che venne inserita nei reparti regolari nonostante le difficoltà linguistiche e i fenomeni di razzismo; furono costituite anche numerose divisioni "nazionali" etnicamente uniformi provenienti dalle regioni asiatiche o caucasiche. Non tutte le truppe mostrarono all'inizio della guerra la volontà di combattere l'invasore; in particolare numerose furono le defezioni tra i reparti ucraini, bielorussi, cosacchi e baltici in cui gli elementi nazionalisti sperarono di sfruttare la presenza dei tedeschi per raggiungere l'indipendenza. In seguito i fenomeni di defezione e diserzione si ridussero in parte per il comportamento brutale dell'occupante e in parte per le misure disciplinari e di propaganda attivate dal regime. Vennero costituiti i "battaglioni di punizione" (strafnyj), composto dai soldati colpevoli di indisciplina o codardia a cui venivano affidate le missioni più pericolose; nel corso della guerra combatterono in questi reparti oltre un milione e mezzo di soldati sovietici. La mobilitazione del Partito comunista e del Komsomol fu massiccia e i suoi componenti, ancora fortemente motivati ideologicamente, cercarono di dare prove di coraggio esemplare. Il 10 luglio 1941 Stalin aveva ripristinato il comando congiunto comandante-commissario politico; infine il 9 ottobre 1942, come richiesto dagli alti comandi, si ritornò definitivamente alla edinonacalie, il comando unico del comandante militare, mentre i commissari politici si dedicarono soprattutto a sostenere il morale dei soldati e alla propaganda sovietica nell'esercito, essi inoltre cercavano di reclutare tra i soldati i nuovi membri del partito.

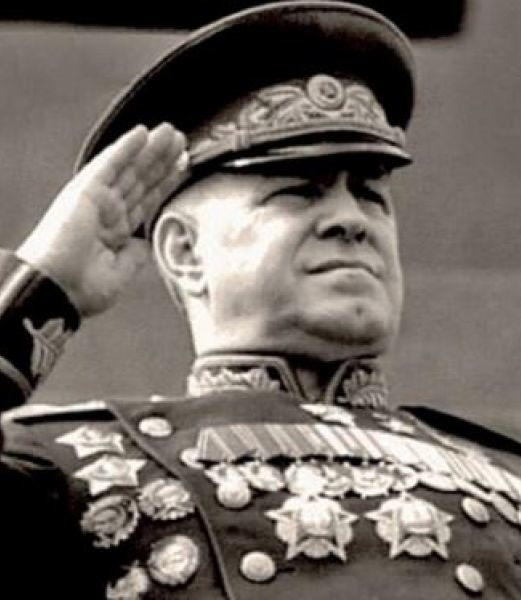
Il maresciallo Georgij Konstantinovič Žukov

Negli alti comandi, le nuove sconfitte dell'estate 1942 decisero finalmente Stalin a mettere da parte i vecchi generali, come Vorosilov, Timošenko, Budennij, Kulik, totalmente fidati, veterani della Guerra civile ma ormai inadatti a condurre le complesse campagne aero-terrestri della moderna guerra meccanizzata. Vennero quindi alla ribalta i nuovi, giovani generali che avrebbero condotto con notevole abilità le campagne vittoriose della seconda parte della guerra; molti sarebbero stati promossi nel corso del tempo al grado supremo di maresciallo dell'Unione Sovietica. Alcuni, come Vasilevskij e Tolbuchin, erano stati ufficiali inferiori del vecchio Esercito Imperiale, altri, come Žukov, erano stati sottufficiali dell'Armata Rossa nella Guerra civile. I nuovi marescialli furono Vasilevskij, promosso il 15 febbraio 1943, Konev, nel febbraio 1944, Rokossovskij a giugno 1944, Malinovskij e Tolbuchin, nell'agosto 1944; i due generali più giovani, e tra i più abili, Vatutin e Cernjakovskij caddero sul campo in Ucraina nel febbraio 1944 e in Prussia orientale nel febbraio 1945. Il migliore di tutti si sarebbe rivelato Georgij Žukov, promosso maresciallo per primo il 1º gennaio 1943, e che era divenuto nell'estate 1942 il vice-comandante in capo e il principale collaboratore militare di Stalin con il quale peraltro avrebbe avuto spesso aspre discussioni sulla strategia. Rappresentante dello Stavka in tutte le grandi campagne, protagonista della difesa di Leningrado, Mosca e Stalingrado, avrebbe guidato le ultime campagne fino a Berlino. Autoritario, brusco, anche violento nei suoi rapporti con i colleghi e i subordinati, dimostrò però preparazione tecnica, tenacia, grande determinazione; alcuni storici lo hanno ritenuto il miglior generale della seconda guerra mondiale.
Dal punto di vista delle tecnica e dell'equipaggiamento, l'Armata Rossa inizialmente soffrì di gravi carenze di mezzi meccanici terrestri e aerei a causa delle enormi perdite iniziali. Fu necessario impiegare unità di cavalleria che si rivelarono utili in situazioni ambientali particolari e furono in seguito efficacemente integrate con le unità di carri armati; anche i reparti di fucilieri, non essendo completamente motorizzate, facevano affidamento in parte sui cavalli. I reparti meccanizzati vennero ricostituiti dalla primavera del 1942. Furono formati 31 "Corpi carri" (Tankovyj korpus) e 14 "Corpi meccanizzati" (Mechanizirovannyj korpus). Queste nuovi reparti, dopo una fase iniziale difficile si dimostrarono efficaci, mobili e potenti. Gli equipaggi dei carri in generale erano meno addestrati ed esperti di quelli tedeschi ma nell'ultima parte della guerra le loro capacità migliorarono molto. Nella primavera 1943 vennero create anche le "Armate carri" (Tankovaja armija) formate in genere da due "Corpi carri" e un "Corpo meccanizzato" e dotate di grande potenza d'urto. Molto efficace si dimostrò per tutta la guerra l'artiglieria sovietica che venne impiegata in massa per concentrare grande potenza di fuoco; furono i cannoni e i famosi reparti lancia-razzi Katjuša che provocarono la maggior parte delle perdite tedesche.
Durante tutta la guerra l'Armata Rossa evidenziò gravi carenze e difetti soprattutto nel rifornimento dei reparti, nella logistica, nell'impiego di mezzi tecnici, nei servizi sanitari; insufficiente fu spesso la preparazione degli ufficiali e delle truppe, carente il coordinamento delle varie armi e la tattica delle unità; alla fine ebbe ugualmente ragione del nemico soprattutto per la capacità di sopportare pesanti perdite e per il coraggio e la resistenza dei rudi frontoviki, i soldati in prima linea al fronte, abbondantemente equipaggiati nella seconda parte della guerra di armi automatiche e supportati da armamenti semplici ma efficaci in grado di garantire una superiore potenza di fuoco.

### Le forze aeree e navali
Negli anni trenta le forze aree sovietiche avevano raggiunto notevoli risultati dal punto di vista dello sviluppo tecnico e anche dell'impiego operativo, gli aerei da combattimento che furono inviati nella guerra civile spagnola inizialmente erano pari o superiori agli equivalenti apparecchi tedeschi o italiani. Anche in questo caso il periodo del terrore staliniano e la disorganizzazione dei quadri ufficiali ebbero conseguenze nefaste. Solo dopo le prime impressionanti dimostrazioni della potenza della Luftwaffe, Stalin e gli alti comandi capirono che il potenziale nemico aveva raggiunto un vantaggio e che era necessaria una nuova corsa contro il tempo. L'inizio dell'operazione Barbarossa fu disastroso per le forze aeree sovietiche che, in netta inferiorità tecnica, insufficientemente addestrate e colte completamente di sorpresa, subirono perdite gravissime e non furono in grado di contrastare la superiorità aerea tedesca. Gli aerei sovietici tuttavia non scomparvero completamente dai cieli e anche nel periodo più critico cercarono di ostacolare l'avanzata del nemico.
Nel frattempo, fin dal periodo 1939-41, era in corso lo sviluppo e la produzione degli aerei di nuova generazione che avrebbero cambiato l'equilibrio delle forze nell'aria. Furono prodotti e messi in servizio in numero sempre crescente aerei semplici, robusti ma di qualità pari o superiore ai mezzi tedeschi; in particolare i caccia di Yakovlev e Lavočkin, i bombardieri di Tupolev, i famosi aerei d'assalto Ilyushin Il-2 Šturmovik e i bombardieri in picchiata di Petljakov assicurarono finalmente alle forze aeree sovietiche un equipaggiamento moderno ed efficiente. Nel periodo iniziale della guerra, mentre erano in sviluppo questi nuovi modelli, fu importante la fornitura da parte degli anglo-americani di migliaia di aerei moderni che furono molto apprezzati dai piloti sovietici.

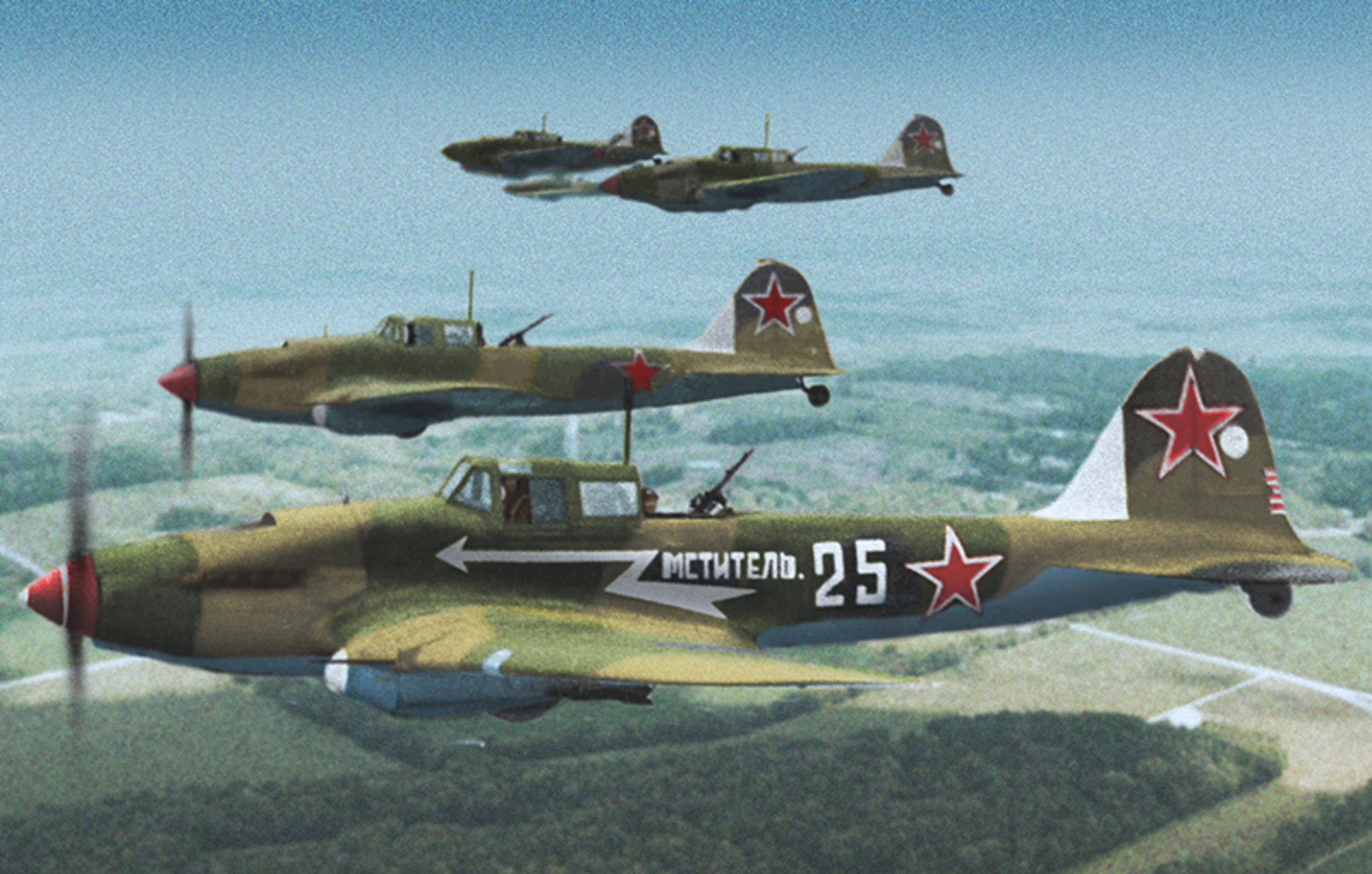
Aerei Ilyushin Il-2 Šturmovik in volo sopra Berlino nel maggio 1945

La battaglia di Stalingrado segnò una svolta anche nel campo della guerra aerea; gli aerei sovietici intervennero per la prima volta in modo organizzato ed efficace; le battaglie aeree più grandi si svolsero nella primavera 1943 nel settore meridionale del fronte in particolare sopra la penisola di Taman' e i piloti sovietici, la cui preparazione stava progressivamente migliorando, riuscirono ad avere la meglio.

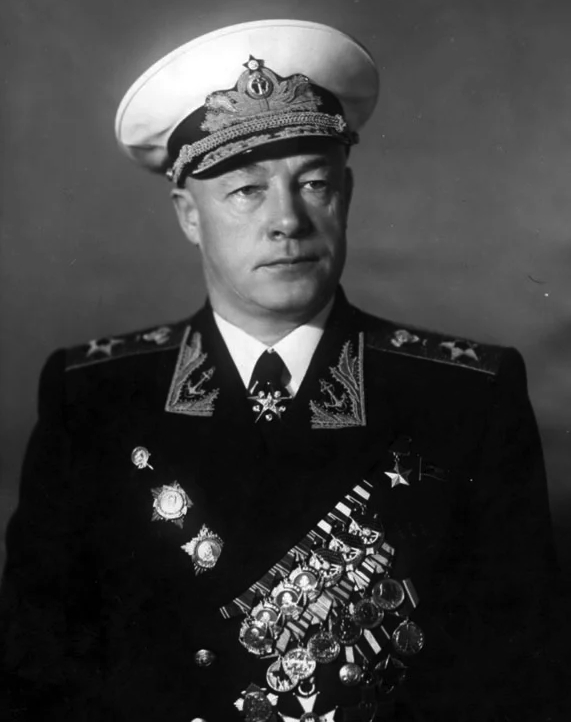
L'ammiraglio Nikolaj Gerasimovič Kuznecov

Nella successiva battaglia di Kursk gli aerei sovietici non solo ottennero dopo aspri combattimenti la superiorità aerea ma furono in grado di sferrare con successo attacchi sugli aeroporti e le postazioni nemiche. Da questo momento le forze aeree sovietiche incrementarono costantemente la loro superiorità numerica e operativa; pur subendo forti perdite, assicurarono fino al termine della guerra il dominio del cielo e la vittoria a terra. Le forze aeree sovietiche, comandate dal maresciallo Aleksandr Aleksandrovič Novikov, si specializzarono soprattutto nelle operazioni di superiorità aerea contro l'aviazione tedesca e negli attacchi al suolo contro le truppe, i mezzi del nemico e le vie di comunicazione, mentre furono relativamente ridotte le missioni di bombardamento strategico in profondità o contro le città nemiche per le quali mancavano aerei paragonabili ai bombardieri pesanti anglo-americani.
La marina sovietica fu guidata durante la guerra da un capo prestigioso e abile, l'ammiraglio Nikolaj Gerasimovič Kuznecov, ma per le caratteristiche del conflitto e la collocazione geografica delle sue installazioni, non poté avere un ruolo di grande rilievo. Dopo aver ripiegato dalle sue basi avanzate, una parte della flotta rimase bloccata a Leningrado, dove contribuì alla difesa, un'altra a Sebastopoli, mentre la flotta dell'Artico collaborò con le navi alleate nella protezione dei convogli anglo-americani. Nell'ultima parte della guerra la marina sovietica riprese la sua attività nel mar Baltico e i sommergibili sovietici attaccarono e affondarono numerose navi tedesche che cercavano di evacuare civili e militari rimasti bloccati negli stati Baltici o in Prussia orientale. Importante e utile fu il contributo dei marinai sovietici e dei fucilieri di marina nelle battaglie a terra, impiegati come unità di fanteria: questi reparti combatterono con onore negli assedi di Leningrado, Odessa e Sebastopoli; alcune unità furono in azione anche a Stalingrado. Altri reparti di fucilieri di marina presero parte alla guerra in Estremo Oriente contro il Giappone.

## La Grande Alleanza

### Inizio dell'alleanza
Fin dalla sera del 22 giugno 1941 Winston Churchill parlò alla radio e affermò la sua determinazione a prestare "tutto l'aiuto possibile alla Russia e al popolo russo" nella lotta comune contro la Germania nazista; nonostante il suo anticomunismo storico, il politico britannico, che aveva previsto l'attacco tedesco, comprendeva che la guerra tedesco-sovietica avrebbe tenuto impegnato almeno per un certo periodo l'apparato bellico della Wehrmacht e quindi avrebbe alleviato la situazione della Gran Bretagna. Stalin, estremamente diffidante, non rispose subito all'offerta di aiuto; ben presto comprese che l'alleanza con le potenze occidentali avrebbe potuto essere decisiva per la sopravvivenza dell'URSS. Egli quindi autorizzò le prime trattative che si conclusero con il trattato del 12 luglio 1941 in cui le due parti, senza entrare in dettagli, promettevano semplicemente di prestarsi aiuto reciproco e di non concludere una pace separata.

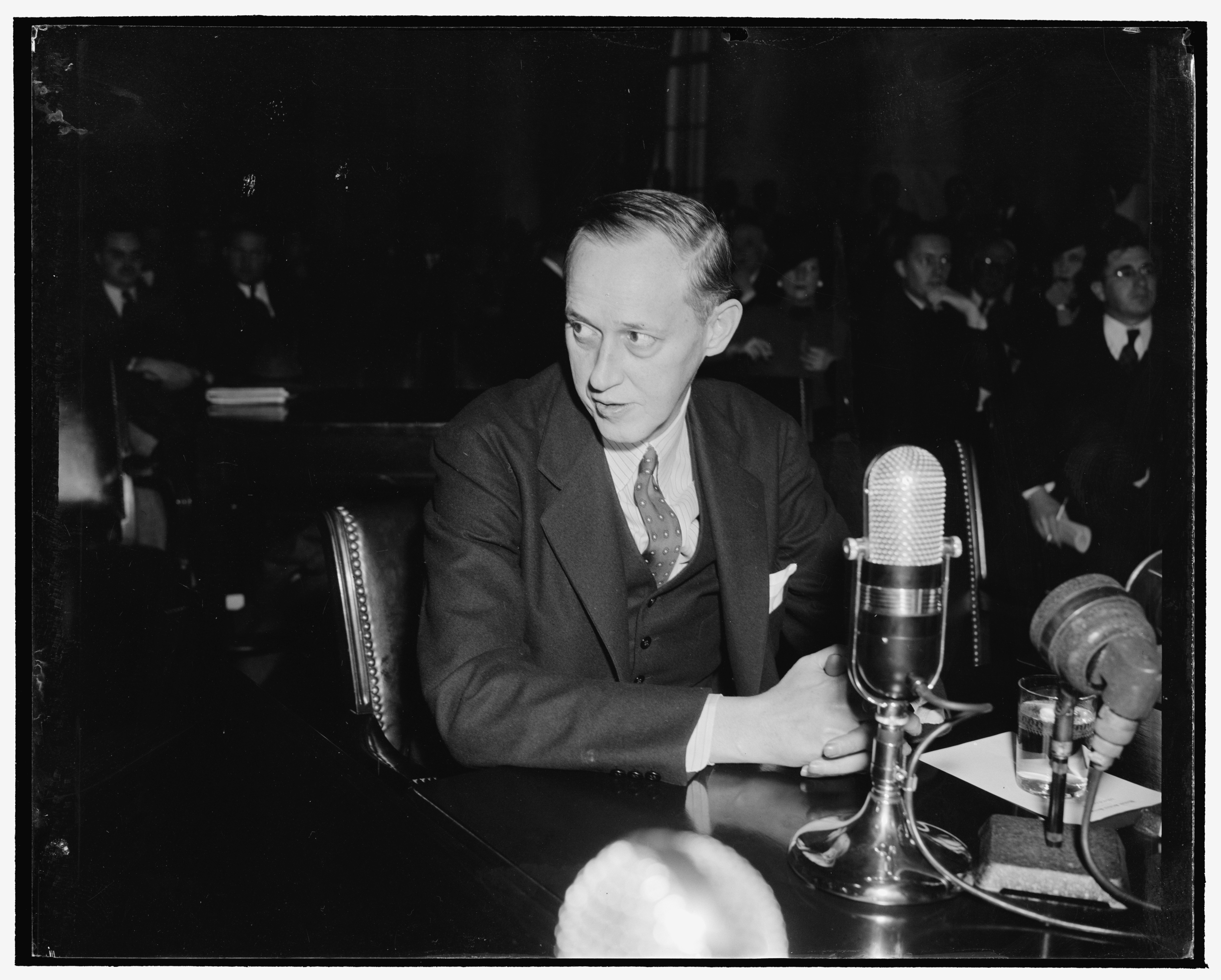
Harry Hopkins, principale consigliere del presidente Franklin Roosevelt, incontrò Stalin nel luglio 1941

Un momento decisivo per la nascita di quella che Churchill nelle sue memorie avrebbe chiamato la "Grande Alleanza", fu il viaggio a Mosca alla fine di luglio di Harry Hopkins, il principale consigliere del presidente degli Stati Uniti d'America Franklin Roosevelt; Hopkins rimase favorevolmente impressionato dalla personalità e dall'intelligenza di Stalin; egli si rese conto che il capo sovietico era deciso a combattere e stava pianificando una guerra di lunga durata; Hopkins fu sorpreso dalle richieste di Stalin per avere forniture soprattutto di materie prime strategiche per potenziare la produzione di armamenti in vista di una lunga guerra. Il consigliere del presidente presentò una relazione molto favorevole a Roosevelt che a sua volta decise di estendere il programma di aiuti "Affitti e prestiti" anche all'Unione Sovietica. I successivi contatti diretti tra i rappresentanti delle tre potenze ebbero luogo a settembre 1941, quando Averell Harriman e Lord Beaverbrook conclusero a Mosca il primo programma dettagliato di aiuti economici e militari all'URSS; nel dicembre 1941 in piena battaglia di Mosca ci fu il viaggio di Anthony Eden in Unione Sovietica. In questa occasione Eden incontrò Stalin che apparve molto più ottimista e sicuro; egli richiese esplicitamente che gli anglo-americani accettassero le occupazioni sovietiche dei paesi Baltici, della Bessarabia, della Polonia orientale. Eden tuttavia fu evasivo, e non prese impegni vincolanti.

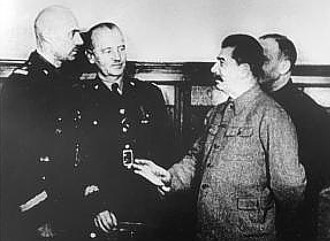
L'incontro di Stalin a dicembre 1941 con i generali polacchi Władysław Anders (a sinistra) e Władysław Sikorski (al centro)

In realtà la posizione politica dell'Unione Sovietica nei confronti dei suoi due potenti alleati, nel periodo iniziale della guerra era molto debole; i dirigenti e i militari anglo-americani si attendevano una vittoria tedesca entro qualche mese, fu quindi messa in dubbio l'utilità di fornire aiuti a una nazione che sarebbe presto stata sconfitta. Churchill, nonostante la sua retorica, non aveva grandi speranze e durante la battaglia di Mosca parlò di "agonia della Russia". Si riteneva in ogni caso che l'URSS sarebbe uscita dalla guerra completamente devastata e logorata, senza possibilità di interferire con i programmi di supremazia mondiale anglo-americana codificati nella famosa Carta Atlantica dell'agosto 1941. I sovietici non ebbero alcuna parte in questo documento che illustrava il pensiero democratico occidentale. Fin dal primo momento quindi i rapporti furono resi difficili dalle richieste sovietiche di conferma dei suoi confini occidentali del 1940. Dopo aver concluso un accordo soddisfacente con il capo cecoslovacco in esilio Edvard Beneš, Stalin entrò in contrasto a dicembre 1941 con i polacchi del governo di Londra; il generale Władysław Sikorski si recò a Mosca ma, convinto del prossimo crollo dell'Unione Sovietica, rifiutò nettamente le richieste sovietiche di accettare le modifiche del confine orientale della Polonia.

### Il secondo fronte
L'altro grande motivo di contrasto all'interno della "Grande Alleanza", fu il problema del secondo fronte. Fin da luglio 1941 Stalin, nella sua lettera di risposta a Churchill, aveva sollecitato una partecipazione più attiva alla guerra da parte dei britannici proponendo un loro intervento in forze in Europa con uno sbarco in Francia e in Norvegia, aprendo in questo modo un "secondo fronte" di guerra per impegnare una parte rilevante dell'esercito tedesco e alleviare concretamente la critica situazione dell'Armata Rossa. Il primo ministro britannico però aveva dei piani del tutto diversi che si imperniavano sulla campagna nel Mediterraneo e sul potenziamento del programma di bombardamento strategico sulla Germania, egli, molto dubbioso sulla capacità di resistenza dei sovietici, escludeva grandi campagne terrestri in Europa che avrebbero potuto provocare enormi perdite all'esercito britannico. Churchill quindi respinse ripetutamente le richieste di Stalin che in settembre 1941, di fronte alla situazione catastrofica del fronte, ritornò a chiedere l'intervento britannico in Europa evocando una sconfitta o un indebolimento fatale dell'URSS in caso di mancato aiuto dell'alleato. I britannici in questa occasione divennero ancor più diffidenti e temettero che ormai la campagna all'est fosse persa e che Stalin intendesse uscire dalla guerra e concludere una pace separata con i tedeschi.

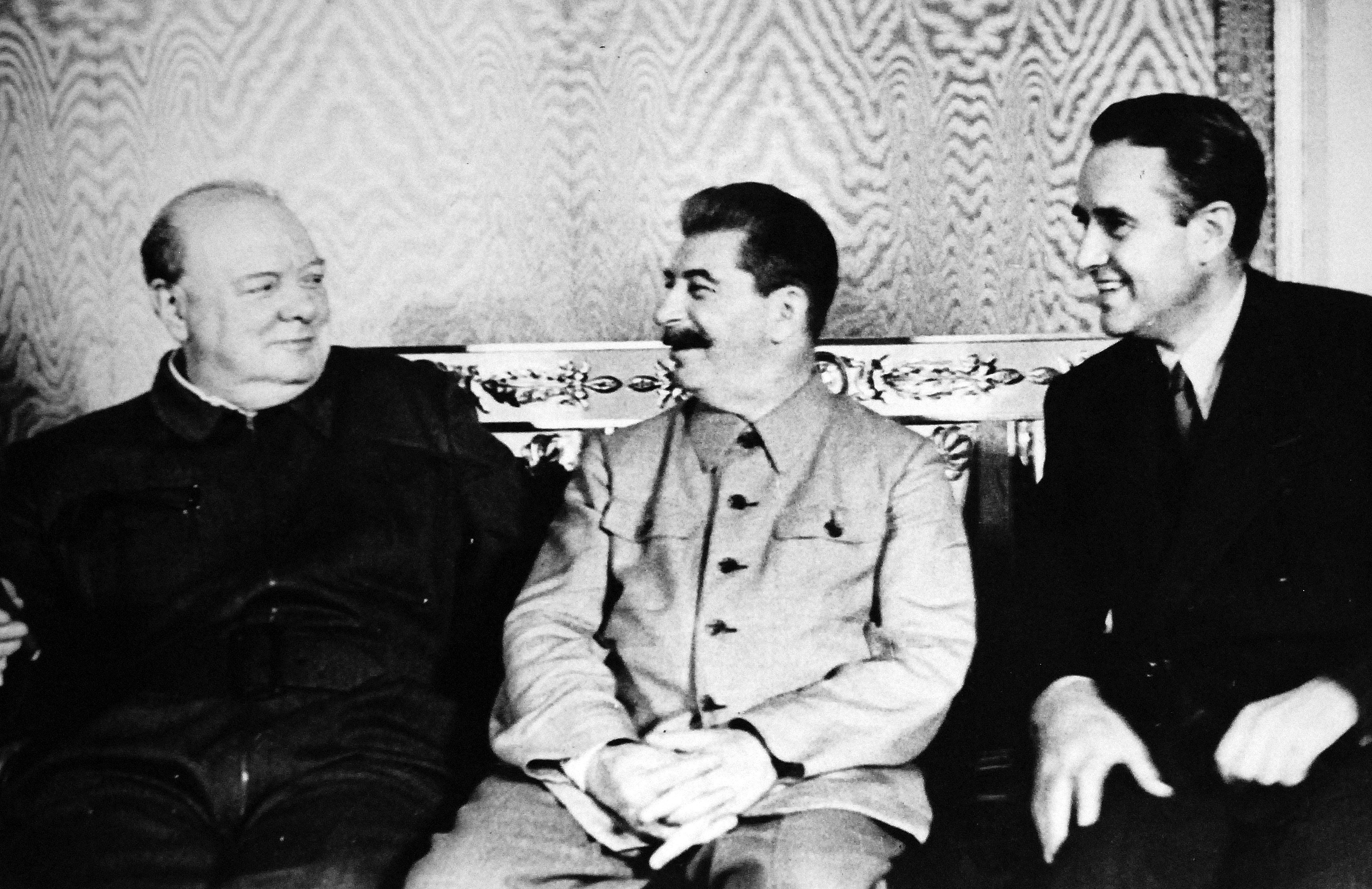
Churchill, Stalin e Averell Harriman alla conferenza di Mosca dell'agosto 1942

Nella primavera del 1942 Molotov si recò a Londra e a Washington dove ebbe una serie di incontri al massimo livello; in questa occasione venne concluso un trattato contro le aggressioni tedesche di durata ventennale con i britannici e un accordo con gli americani sugli aiuti economici e militari. Il ministro degli esteri sovietico richiese nuovamente l'apertura di un secondo fronte in Europa e sembrò convincere soprattutto Roosevelt e i generali americani; venne emesso un comunicato in cui si proclamava che gli Alleati concordavano sulla necessità di aprire un nuovo fronte di guerra in Europa entro il 1942. In realtà soprattutto i dirigenti politico-militari britannici erano sempre contrari all'apertura prematura del secondo fronte e dopo lunghe discussioni Churchill riuscì a convincere Roosevelt e i suoi generali a rinviare la campagna in Europa e adottare invece il piano Torch per lo sbarco nel Nord-Africa francese. Il primo ministro britannico si recò personalmente a Mosca nell'agosto 1942, mentre era in corso la fase più critica della battaglia di Stalingrado, per comunicare a Stalin la brutta notizia. Il capo sovietico non nascose il suo malumore, ebbe vivaci scontri verbali con Churchill ma dovette accettare la decisione dei suoi potenti alleati. In questa fase tra gli anglo-americani tornò a prevalere il pessimismo sulle capacità di resistenza dei sovietici;  Roosevelt disse a Wendell Willkie in partenza per Mosca che avrebbe potuto trovarsi sul posto al momento del "collasso" del regime sovietico, mentre le truppe polacche del generale Władysław Anders che erano in preparazione in Unione Sovietica per partecipare alla guerra sul Fronte orientale accanto ai sovietici, preferirono richiedere e ottenere il loro trasferimento con gli Alleati occidentali, per non essere coinvolti nel previsto crollo dell'URSS.
La vittoria sovietica a Stalingrado cambiò completamente l'equilibrio tra le potenze della Grande Alleanza; Stalin e l'Unione Sovietica raggiunsero un enorme prestigio internazionale e divennero i protagonisti della lotta contro il nazismo; i politici occidentali dovettero rivedere completamente le loro previsioni: non solo l'Unione Sovietica non sarebbe uscita ridimensionata e umiliata dalla guerra ma al contrario, con molta probabilità avrebbe travolto la Germania e dominato su tutta l'Europa. In queste condizioni Roosevelt e Churchill cercarono di rinsaldare la coesione dell'alleanza proclamando la politica della resa incondizionata ed escludendo quindi ogni possibilità di trattativa con i tedeschi ma rinviarono ancora l'apertura del secondo fronte in attesa di un maggiore logoramento di tedeschi e sovietici sul fronte orientale. Stalin, impegnato nell'interminabile campagna d'inverno del 1942-43, non partecipò alla conferenza di Casablanca, ma in una serie di aspre lettere manifestò il suo profondo scontento per la strategia rinunciataria e prudente dei suoi alleati che esponeva l'Armata Rossa, impegnata in una «lotta solitaria», a un sanguinoso logoramento contro un nemico ancora potente. Le perdite alleate erano "insignificanti" di fronte ai milioni di caduti sovietici. Gli Alleati occidentali però, nonostante le pressioni anche dell'opinione pubblica internazionale che in questa fase era molto favorevole ai sovietici e a portare loro aiuto, continuarono nella loro strategia periferica e invasero prima la Sicilia e poi l'Italia continentale rinviando ancora il secondo fronte al 1944. Nella primavera del 1943 quindi a causa di questi conflitti di strategia e dei sospetti reciproci tra gli alleati, la coalizione anti-fascista raggiunse il suo momento di maggiore crisi.

### Gli aiuti alleati

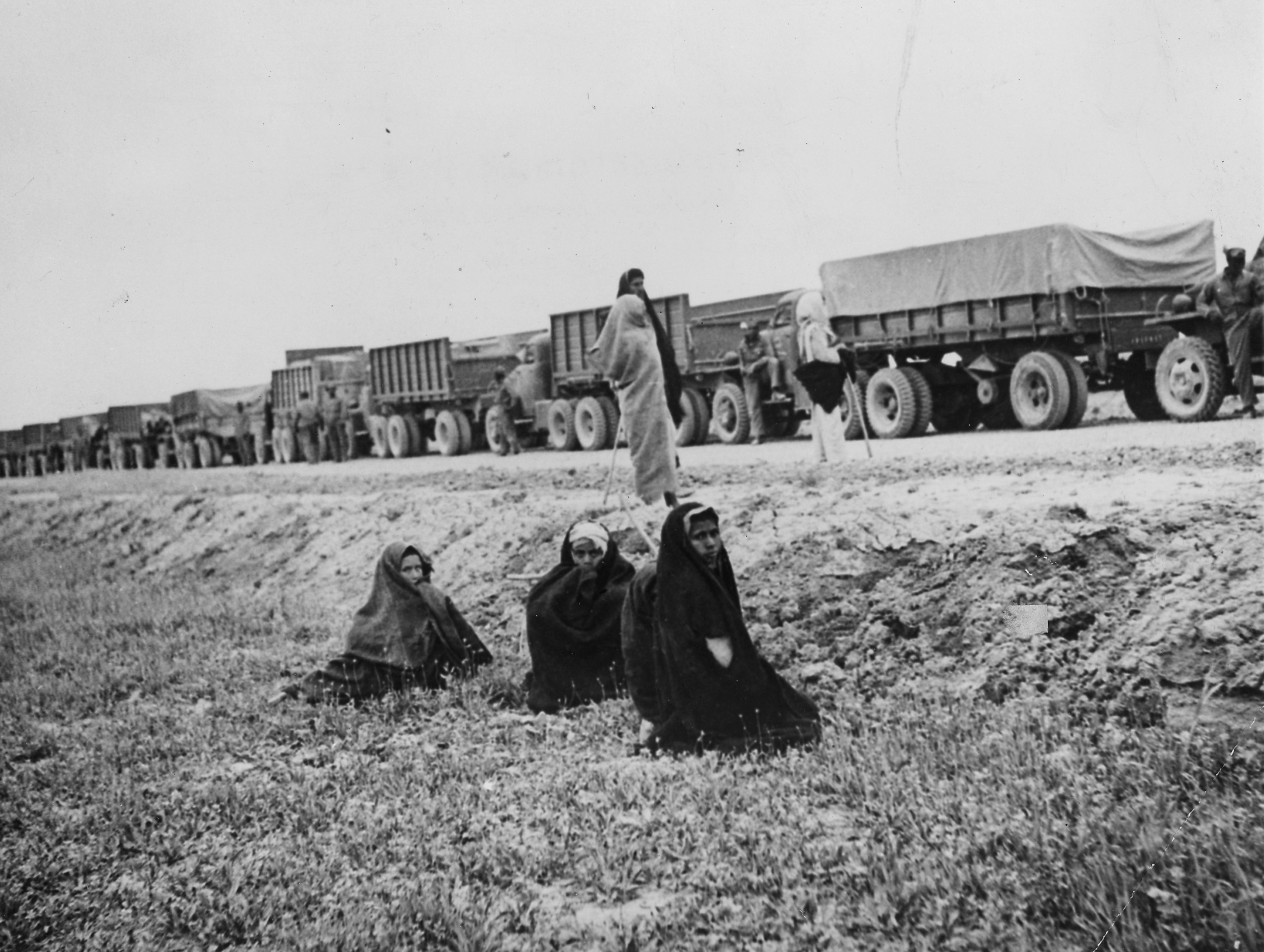
Convoglio di autocarri americani nell'Iran settentrionale con i carichi delle forniture Lend-Lease all'Unione Sovietica

In base agli accordi conclusi inizialmente con i britannici nell'estate 1941 e con gli americani nel novembre 1941, l'Unione Sovietica venne inclusa nel programma Lend-Lease e ricevette durante gli anni della guerra importanti aiuti di materiali, materie prime e armamenti dai suoi alleati occidentali. Il trasporto di queste fornitura avveniva inizialmente attraverso la rotta del golfo Persico, passando per l'Iran che era stato occupato congiuntamente nell'agosto 1941 da britannici e sovietici; un'altra via di comunicazione passava per il porto di Vladivostok ma richiedeva un lunghissimo trasporto attraverso la ferrovia Transiberiana. Dal settembre 1941 furono organizzati i primi grandi convogli dell'Artico che, nonostante il contrasto delle forze navali tedesche, assicurarono la grande maggioranza delle forniture dei materiali anglo-americani che aumentarono costantemente fino al 1944.
Gli equipaggiamenti forniti negli anni della guerra dagli anglo-americani furono di buon livello qualitativo e numericamente significativi: 18 700 aerei, 10 800 carri armati, 10 000 pezzi artiglieria. In termini quantitativi si trattava solo di una piccola percentuale, circa il 10-12%, rispetto alla produzione totale sovietica che produsse in tutto il conflitto 137 000 aerei, 102 500 carri armati e 500 000 pezzi di artiglieria. Queste forniture di armamenti non svolsero quindi un ruolo decisivo nella vittoria sovietica; in realtà però i beni che furono inviati in URSS, ammontanti a un valore totale di circa 11 miliardi di dollari, non si limitavano agli armamenti. Molto importanti per l'arsenale sovietico e per l'industria bellica furono infatti soprattutto le forniture di autocarri (oltre 400 000) e di jeep che incrementarono in modo sostanziale la motorizzazione dell'esercito; i prodotti petroliferi di alta qualità per gli aerei da combattimento, i metalli strategici per la produzione di cui l'Unione Sovietica era carente. Rilevante fu anche l'invio di macchinari industriali e di materiale ferroviario per superare le carenze logistiche più importanti. Furono inviati infine prodotti alimentari che vennero assegnati quasi totalmente all'Armata Rossa e che contribuirono in parte al vettovagliamento quotidiano dei soldati.

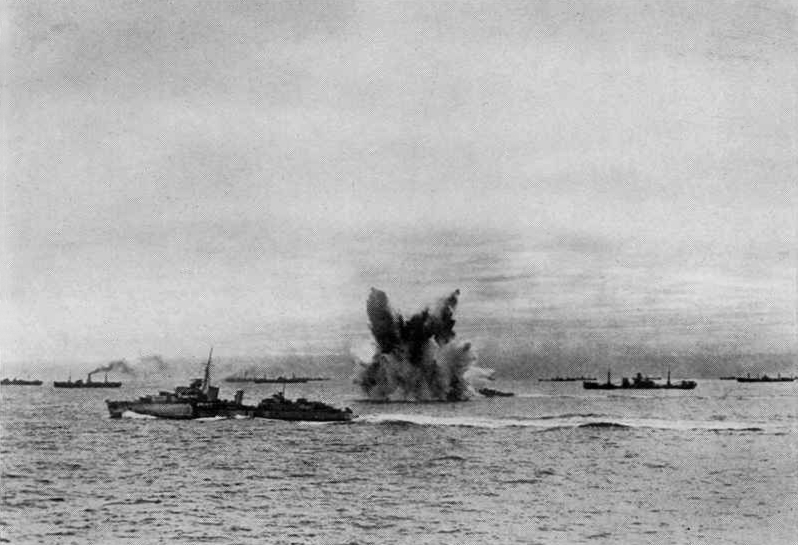
Le navi del convoglio PQ-18 sotto attacco nel settembre 1942

Si può quindi affermare che gli aiuti anglo-americani furono importanti e per certe categorie particolari furono estremamente utili, ma come ha scritto il maresciallo Žukov, "non si deve attribuirgli un'importanza maggiore di quella che ebbe in realtà"; l'arsenale dell'Unione Sovietica era in gran parte nelle fabbriche degli Urali e della Siberia dove la popolazione e gli operai lavoravano e vivevano in condizione di estremo disagio e grandi ristrettezze.
Anche gli aiuti Lend-Lease furono causa di polemiche e incomprensioni tra gli anglo-americani e i sovietici; la popolazione e i militari dell'URSS apprezzavano le fornitura alleate ma non ritenevano certamente che fossero sufficienti a controbilanciare le enormi perdite umane che subiva l'Armata Rossa combattendo da sola contro gran parte della Wehrmacht. I soldati sovietici avevano ironicamente soprannominato lo scatolame fornito dagli americani, il "secondo fronte". I dirigenti sovietici preferivano quindi parlare poco di questi aiuti e non manifestavano pubblicamente gratitudine ai loro alleati; di conseguenze i rappresentanti anglo-americani a Mosca polemizzarono per l'atteggiamento sovietico ritenuto "scortese" e "ingrato". Le reazioni sovietiche a queste prese di posizione nel 1943 furono molto dure. Inoltre Stalin fu anche estremamente irritato dalle due interruzioni dei convogli dell'Artico nell'estate 1942 e nell'estate 1943, proprio al culmine delle battaglie di Stalingrado e di Kursk, che furono motivate dagli anglo-americane dalle pesanti perdite subiti nelle precedenti missioni di trasporto.

### I Tre Grandi
Stalin era consapevole dell'enorme logoramento a cui era sottoposto l'esercito e il paese in guerra, egli quindi riteneva essenziale mantenere i legami tra le tre grandi potenze. Nonostante i suoi ripetuti appelli e i rimproveri ai suoi alleati per la loro timidezza strategica e la loro «paura dei tedeschi», il dittatore cercò di venire incontro alle esigenze politiche dei capi occidentali e superare almeno in parte la loro diffidenza verso lo stato sovietico. Il 22 maggio 1943 venne quindi comunicato improvvisamente da Mosca che il Comintern sarebbe stato sciolto. I partiti comunisti delle nazioni alleate o invase dalle potenze dell'Asse erano passate, dopo l'attacco all'URSS, alla resistenza attiva e avevano costituito, nel quadro di un ritorno alla politica di fronte nazionale e popolare, l'elemento fondamentale e più attivo dei movimenti armati in lotta contro il nazismo. I comunisti avevano quindi cercato di aiutare l'Unione Sovietica con la propaganda delle radio clandestine, l'infiltrazione, lo spionaggio, il sabotaggio e sviluppando, come in Jugoslavia, Francia, Albania, Grecia, un'efficace guerra partigiana. Stalin tuttavia preferì prendere la decisione di sciogliere il Comintern; oltre alle esigenze di politica internazionale la decisione prendeva anche atto della crisi del movimento comunista internazionale e della difficoltà di dirigere centralmente i vari partiti comunisti che si trovavano di fronte a realtà e situazioni diverse nei vari stati.

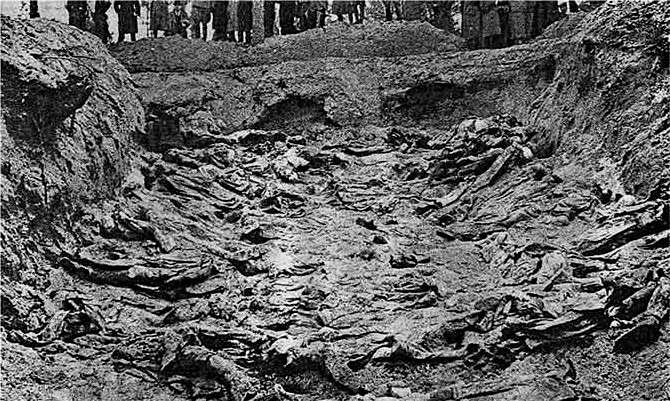
I resti degli ufficiali polacchi massacrati a Katyn'

Nel 1943 una serie di questioni politiche misero a rischio la coesione della Grande Alleanza; oltre al problema della mancata apertura del secondo fronte, ci furono incomprensioni per il comportamento degli Alleati occidentali in Italia dove i sovietici erano stati esclusi completamente da tutte le decisioni politiche; inoltre ebbe inizio un'oscura attività diplomatica sotterranea dei piccoli alleati dell'Asse, Finlandia, Romania, Bulgaria, Ungheria, che tentarono di avvicinarsi agli alleati occidentali per ricercare protezione contro il temutissimo arrivo dell'Armata Rossa sovietica. Si diffusero anche voci su colloqui di pace segreti con i tedeschi sia dei sovietici che degli anglo-americani. Ad aprile 1943 esplose il caso degli eccidi di Katyn' che avrebbe provocato la completa rottura politica tra i polacchi del governo in esilio a Londra e l'Unione Sovietica. Il ritrovamento dei cadaveri di migliaia di ufficiali polacchi uccisi fu rivelato dai tedeschi che ne diedero la colpa ai sovietici; la macabra scoperta innescò un'abile campagna propagandistica anti-sovietica; i polacchi del governo in esilio diedero credito agli annunci dei nazisti che ricevettero conferme anche da autorità internazionali e da indagini segrete anglo-americane. Stalin rifiutò ogni responsabilità, accusò i polacchi di prestarsi alla propaganda del nemico e ruppe le relazioni diplomatiche. L'iniziativa di eliminare gli ufficiali e i funzionari polacchi, «nemici giurati del potere sovietico e pieni di odio implacabile verso il sistema sovietico», caduti in mano sovietica nel 1939 era stata effettivamente presa da Stalin e Lavrentij Pavlovič Berija nel marzo 1940 e immediatamente applicata.

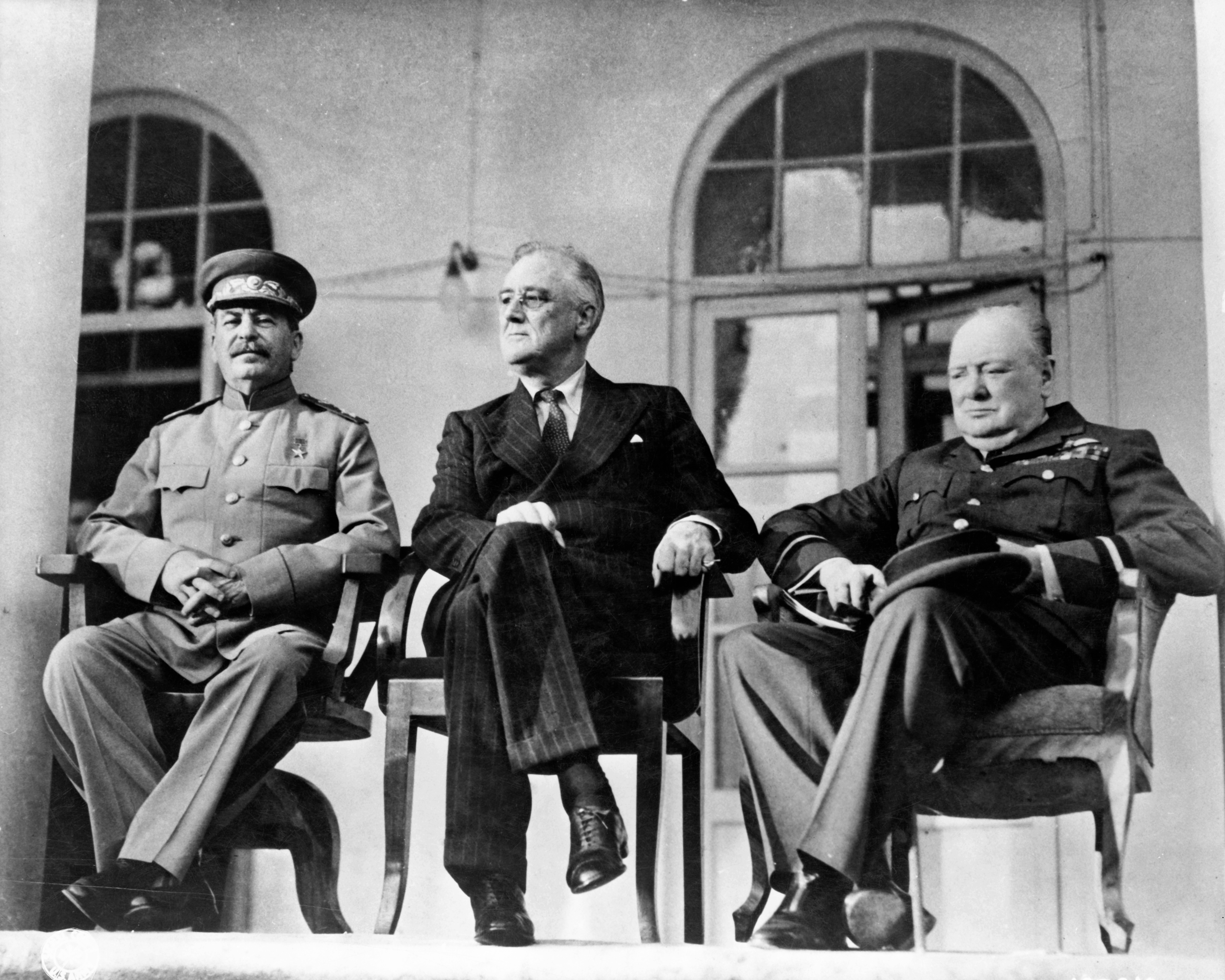
Stalin, Franklin Roosevelt e Churchill alla conferenza di Teheran

Nel 1943 Roosevelt e Churchill ebbero numerosi incontri per concordare la loro politica internazionale e la strategia militare; di fronte alle continue vittorie sovietiche, diveniva ormai improcrastinabile l'apertura del secondo fronte in Francia per occupare la parte maggiore possibile dell'Europa prima che l'Armata Rossa facesse irruzione in Germania. Erano ancora presenti inoltre timori di un nuovo accordo tra Stalin e Hitler che avrebbe potuto cambiare completamente la situazione; in realtà questa ipotesi, fondata su un'errata comprensione delle reali caratteristiche della guerra all'est, era del tutto impossibile anche se Stalin aveva cura periodicamente di diffondere voci e seminare zizzania per tenere sotto pressione i suoi alleati e sollecitarli a impegnarsi di più. Il presidente Roosevelt prese l'iniziativa di proporre un incontro tra i "Tre Grandi" per rinsaldare finalmente la "Grande Alleanza" e chiarire gli obiettivi reali di Stalin. Preceduta da un convegno a Mosca dei tre ministri degli esteri che si tenne a ottobre 1943, la conferenza di Teheran tra Stalin, Churchill e Roosevelt si tenne dal 28 novembre al 1º dicembre 1943 nel luogo e nel momento scelto dal capo sovietico.
A Teheran si sviluppò un buon rapporto tra i tre illustri personaggi e una reciproca comprensione, in particolare tra Roosevelt e Stalin. Durante la conferenza furono approvate le conclusioni già raggiunte nella conferenza dei ministri sulla costituzione di una grande "organizzazione internazionale" su basi completamente nuove, sulla futura indipendenza dell'Austria, sulla democrazia in Italia e sulla punizione dei criminali di guerra tedeschi. Stalin ottenne finalmente, dopo aspri scontri e polemiche con Churchill e i generali britannici, un impegno preciso sul secondo fronte, egli a sua volta promise che l'Armata Rossa avrebbe sferrato un'offensiva generale estiva e affermò che l'Unione Sovietica, come auspicato fortemente da Roosevelt, sarebbe entrata in guerra contro il Giappone subito dopo la fine della guerra in Europa. Si discusse anche delle future frontiere degli stati europei; gli anglo-americani accettarono che la frontiera sovietico-polacca fosse stabilità sulla vecchia linea Curzon come richiesto da Stalin. La Polonia sarebbe stata compensata a ovest con il territorio tedesco; non fu possibile però ottenere il consenso del governo polacco di Londra. Rimasero ancora indefinite la sorte della Germania mentre vennero messi da parte i piani di confederazione balcanica di Churchill che avevano suscitato la forte ostilità di Stalin. Nel complesso la conferenza di Teheran fu un successo e rappresentò il momento di massima coesione della "Grande Alleanza".

## I "Dieci colpi"[158]

### Liberazione dell'Ucraina e della Crimea

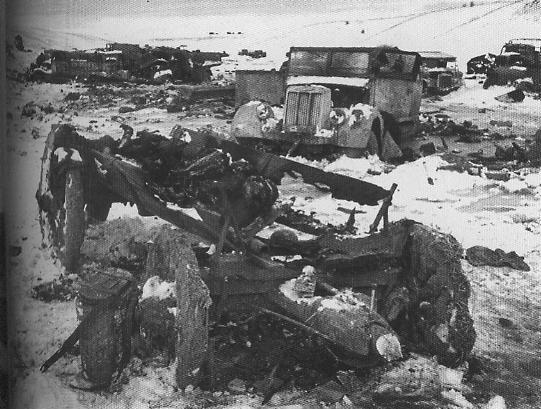
Mezzi e materiali tedeschi distrutti nella battaglia di Korsun'

Nelle conferenze al massimo livello della fine del 1943 Stalin e i suoi generali avevano concordato, mentre erano ancora in corso le aspre battaglie sulla direttrice di Kiev, di riprendere al più presto l'offensiva generale per non dare respiro all'esercito tedesco ed estendere gli attacchi lungo tutto il Fronte orientale. Una serie continua di offensive, i "dieci colpi di maglio" della terminologia staliniana, avrebbero dovuto finalmente distruggere il nerbo della Wehrmacht. La massa offensiva principale dell'Armata Rossa era sempre concentrata nei quattro Fronti ucraini dei generali Vatutin, Konev, Malinovskij e Tolbuchin che a partire dal 24 dicembre 1943 aprirono la nuova serie di offensive a partire dalle teste di ponte sul Dnepr. Le forze tedesche in Ucraina erano ancora consistenti, ben equipaggiate e recentemente rafforzate con l'afflusso di numerose Panzer-Division provenienti dai teatri occidentali e meridionali; sotto il comando del feldmaresciallo von Manstein, opposero forte resistenza sferrando violenti contrattacchi tattici che rallentarono l'avanzata sovietica. A gennaio 1944 dopo qualche successo iniziale le armate del generale Vatutin furono costrette a fermarsi dopo aver liberato definitivamente il 1º gennaio 1944 la città di Žitomir, mentre a sud il generale Konev entrava a Kirovograd.

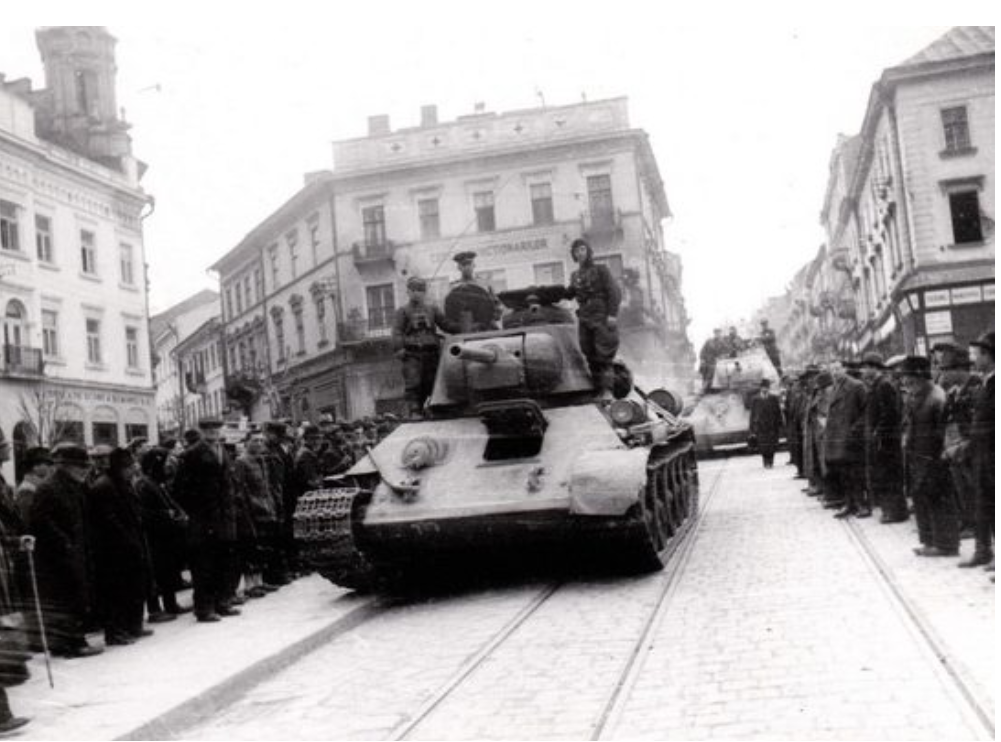
I carri T-34 sovietici entrano a Černivci IL 29 MARZO 1944.

Dopo una breve pausa, l'offensiva sovietica riprese alla fine di gennaio, sfruttando la difficile situazione delle divisioni tedesche esposte nella testa di ponte sul Dnepr a Kanev; con un'abile manovra a tenaglia i carri armati dei generali Vatutin e Konev il 28 gennaio chiusero la sacca e accerchiarono quasi 70 000 soldati tedeschi che si batterono disperatamente per fuggire in mezzo alla neve mentre le riserve mobili contrattaccavano dall'esterno. La battaglia della sacca di Korsun' fu aspra e sanguinosa quasi come quella di Stalingrado; i carri armati e la cavalleria sovietica del generale Konev annientarono senza pietà gran parte delle truppe accerchiate e alla fine di febbraio 1944 solo pochi resti riuscirono a sfuggire alla morte o alla prigionia.
Dopo le gravi perdite a Korsun' lo schieramento tedesco in Ucraina era fortemente indebolito, e il 5 marzo 1944 lo Stavka, dopo la riorganizzazione delle sue forze, diede inizio all'offensiva generale per liberare definitivamente il territorio sulla riva destra del Dnepr. L'attacco principale venne sferrato ancora una volta dal 1º Fronte ucraino, passato al comando diretto del maresciallo Žukov dopo il mortale ferimento del generale Vatutin in un agguato di nazionalisti ucraini che erano fortemente presenti in Ucraina occidentale, e dal 2º Fronte ucraino sempre al comando del maresciallo Konev; tutte e sei le armate corazzate sovietiche vennero impiegate in questa fase delle operazioni caratterizzata dalle notevoli difficoltà logistiche causate dal fango del disgelo di primavera. L'offensiva dell'Armata Rossa questa volta ottenne risultati decisivi: mentre il maresciallo Žukov avanzava verso sud-ovest e manovrava le sue forze corazzate per accerchiare a Kamenec-Podol'sk l'armata del generale Hube, i carri armati del maresciallo Konev iniziarono la famosa "guerra lampo nel fango". Dopo aver liberato Uman' e aver disperso le riserve mobili tedesche, le armate corazzate proseguirono senza sosta nel terreno paludoso e arrivarono alla fine di marzo al confine rumeno, dopo aver attraversato di seguito il Bug Orientale, il Dnestr e il Prut.

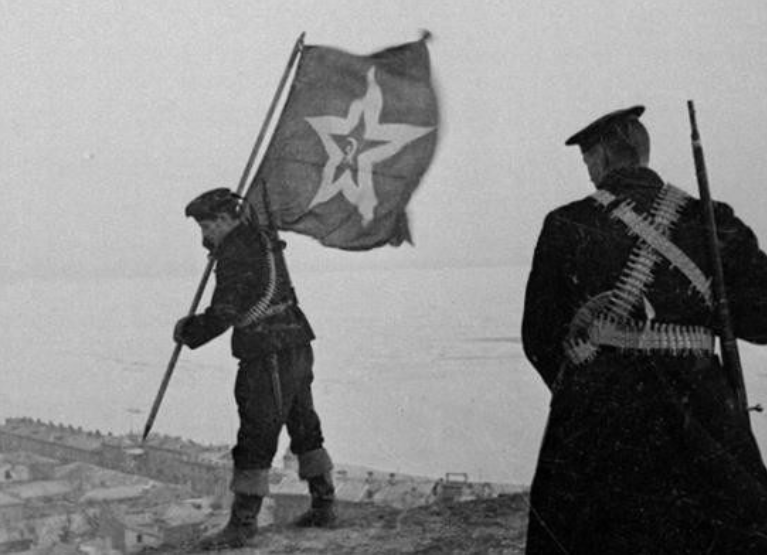
I fanti di marina sovietici liberano Kerč' durante la battaglia di Crimea.

Il maresciallo Žukov non riuscì a completare l'accerchiamento a Kamenec-Podol'sk e le truppe tedesche riuscirono a sfuggire grazie anche all'intervento delle riserve concentrate dal feldmaresciallo Model che aveva sostituito von Manstein, ma i sovietici liberarono Černovcy e Ternopol e raggiunsero i Carpazi e la Bucovina. Più a sud anche il 3º Fronte ucraino del generale Malinovskij partecipava con successo alla battaglia sulla riva destra del Dnepr. all'inizio di aprile le truppe sovietiche liberarono Odessa e completarono la riconquista della Bessarabia. I sovietici raggiunsero un'altra brillante vittoria in primavera con la liberazione della Crimea per opera del 4º Fronte ucraino del generale Tolbuchin. L'operazione particolarmente complessa ebbe successo a partire dall'8 aprile 1944: furono sferrati tre attacchi convergenti che permisero di irrompere nella penisola e respingere la guarnigione tedesco-rumena verso Sebastopoli; la battaglia si concluse il 12 maggio 1944 con la completa liberazione della Crimea e il totale annientamento delle truppe nemiche che non erano riuscite a organizzare una difesa prolungata della fortezza.

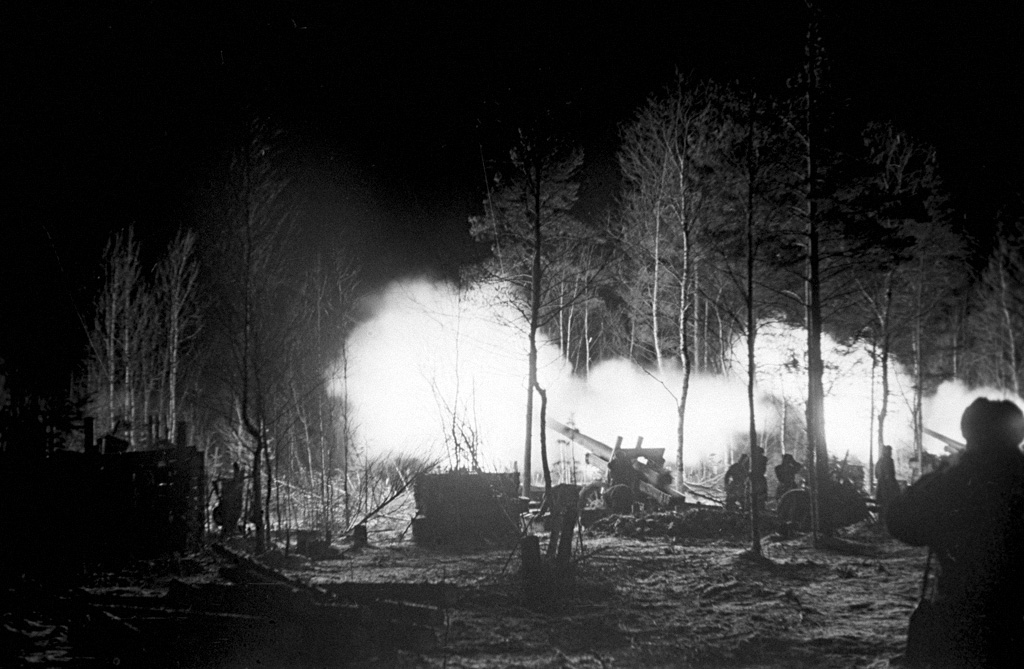
L'artiglieria sovietica in azione sul fronte di Leningrado

Nel gennaio 1944 l'Armata Rossa aveva dato inizio anche a un'altra serie di offensive nel settore settentrionale del fronte orientale; obiettivo di queste operazioni condotte dai tre raggruppamenti dei generali Govorov, Mereckov e Popov, era la distruzione delle forze tedesche che continuavano a pressare da vicino Leningrado e avevano ripreso bombardamenti massici d'artiglieria contro la città. Le truppe tedesche erano esperte e solidamente fortificate e gli attacchi sovietici proseguirono con difficoltà e pesanti perdite. L'offensiva tuttavia ebbe successo anche se non fu possibile accerchiare e distruggere il nemico. A sud di Leningrado il generale Govorov sfondò le linee tedesche e catturò gran parte delle batterie d'artiglieria che colpivano la città, mentre le truppe del generale Mereckov attaccarono e liberarono Novgorod. Il 26 gennaio 1944 si poté finalmente annunciare la fine dell'assedio di Leningrado. Dopo queste prime vittorie i sovietici continuarono l'avanzata e superarono la linea del fiume Luga, ma le truppe tedesche mantennero la loro coesione, si sganciarono abilmente dal settore del generale Popov e costituirono una nuova posizione difensiva tra Narva e Pskov su cui all'inizio di marzo 1944, fermarono l'avanzata sovietica.
Al termine della campagna di inverno-primavera 1944 l'Armata Rossa aveva quindi raggiunti importanti risultati, liberando tutta l'Ucraina e la Crimea e avvicinandosi ai Paesi baltici; la Wehrmacht era uscita molto indebolita da queste sanguinose battaglie anche se aveva evitato ancora una volta una rotta definitiva e manteneva saldamente il possesso della Bielorussia nel settore centrale del fronte orientale.

### Dalla Bielorussia alla Polonia

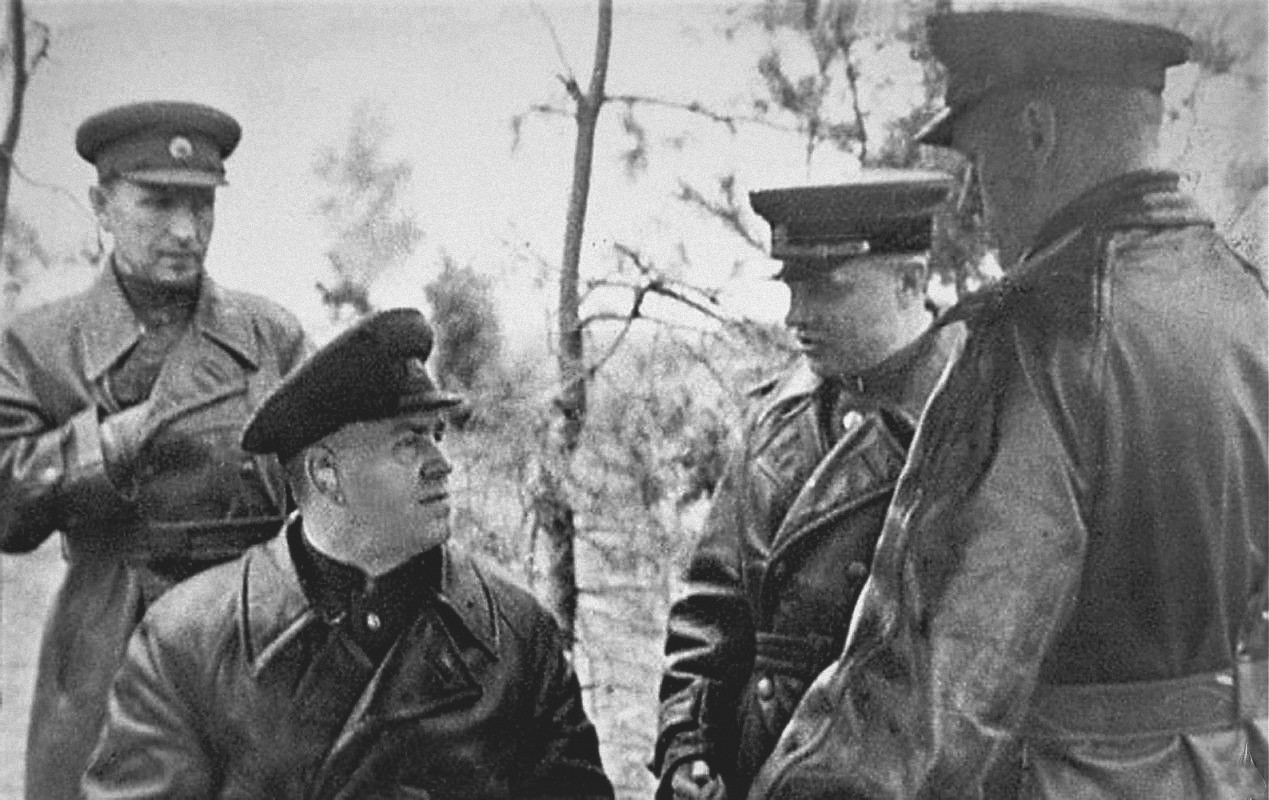
Il maresciallo Georgij Žukov (seduto) al posto di comando del 1º Fronte bielorusso; all'estrema destra di spalle il comandante del Fronte, generale Konstantin Rokossovskij

Il 6 giugno 1944 finalmente gli Alleati occidentali aprirono il secondo fronte con il grande e riuscito sbarco in Normandia; Stalin lodò pubblicamente l'operazione Overlord e l'apertura del secondo fronte; da questo momento i tedeschi dovettero impegnare una parte significativa delle loro forze all'ovest ma fino al termine della guerra il grosso della Wehrmacht rimase comunque in combattimento sul fronte orientale. Fin dal mese di aprile Stalin era impegnato in una serie di conferenze con i suoi generali per mettere a punto i dettagli della grande offensiva estiva da cui egli si aspettava decisivi risultati dal punto di vista militare e soprattutto di politico internazionale. Il dittatore affermò che la guerra ormai sarebbe stata sicuramente vinta e che i risultati geopolitici globali sarebbero stati decisi dalle prossime campagne. L'obiettivo sovietico iniziale era la liberazione della Bielorussia e la distruzione del Gruppo d'armate Centro; vennero anche preparati piani per estendere le operazioni lungo tutto il Fronte orientale. Nel corso delle riunioni di pianificazione, il generale Rokossovskij e il maresciallo Konev proposero piani tattici alternativi rispetto agli studi dello Stavka e riuscirono a convincere Stalin. L'operazione Bagration ebbe inizio il 22 giugno 1944, terzo anniversario dell'operazione Barbarossa, e venne preceduta dal 10 giugno da un potente attacco contro la Finlandia che, nonostante l'accanita resistenza del nemico, portò alla conquista di Vyborg il 20 giugno e all'avanzata tra i laghi Onega e Ladoga. La Finlandia, in grande difficoltà, era pronta ad abbandonare l'alleato tedesco.
La grande offensiva in Bielorussia, sferrata da quattro raggruppamenti di forze con due milioni di soldati, 4 000 mezzi corazzati e 5 300 aerei, colse di sorpresa i tedeschi e ottenne rapidamente risultati decisivi; sotto la supervisione dei marescialli Vasilevskij e Žukov, le armate del 3º Fronte bielorusso del generale Cernjakovskij a Vitebsk e del 1º Fronte bielorusso del generale Rokossovskij a Bobrujsk sfondarono le linee nemiche e avanzarono subito in profondità, in pochi giorni raggiunsero Minsk e si congiunsero alle spalle del grosso del Gruppo d'armate Centro che venne progressivamente distrutto con la collaborazione dei numerosi gruppi partigiani annidati nelle foreste bielorusse. Il 3 luglio cadde Minsk, e furono catturati oltre 100 000 prigionieri tedeschi; una gran parte furono fatti sfilare per le vie di Mosca. Dopo il crollo del Fronte bielorusso tedesco, le armate sovietiche poterono proseguire rapidamente in due direzioni principali: le forze del generale Cernjakovskij attaccarono verso gli stati Baltici per tagliare fuori il Gruppo d'armate Nord tedesco, mentre la massa del 1º Fronte bielorusso del generale Rokossovskij si dirigeva risolutamente verso ovest in direzione di Brest-Litovsk.

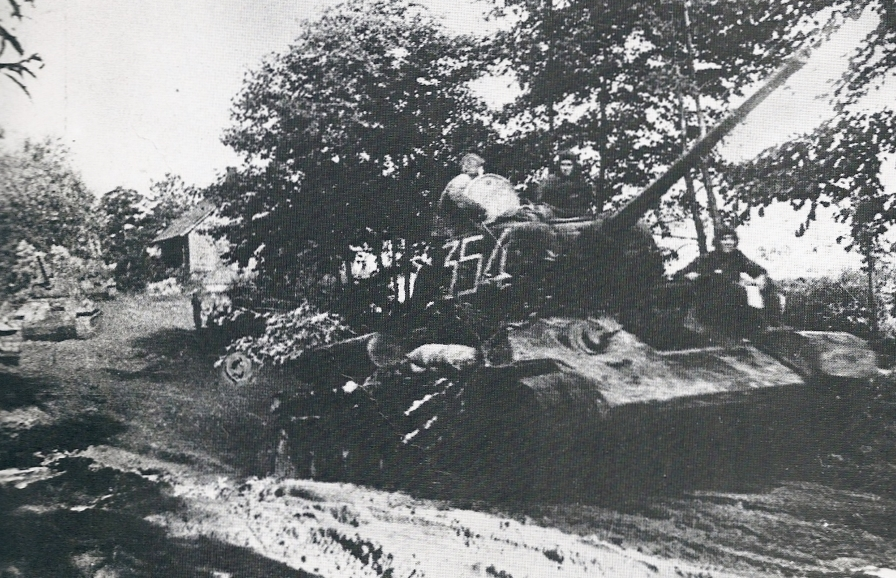
Carri armati della 2ª Armata corazzata delle guardie in marcia verso Lublino

Nella seconda metà di luglio inoltre l'alto comando sovietico estese ancora la sua offensiva; le unità corazzate del fianco sinistro del generale Rokossovskij sfondarono a loro volta il fronte tedesco (offensiva Lublino-Brest), ed entrarono in Polonia, liberando Lublino il 23 luglio, mentre più a sud, iniziò l'offensiva Leopoli-Sandomierz del potente 1º Fronte ucraino del maresciallo Konev che, equipaggiato con oltre 2 200 carri armati e 3 400 aerei, avanzò in direzione di Leopoli. Le armate corazzate del maresciallo Konev incontrarono un'accanita resistenza e solo dopo l'audace attraversamento dello stretto passaggio nel cosiddetto "corridoio di Koltov" riuscirono a sbucare in terreno aperto e proseguire verso la linea della Vistola. Leopoli venne liberata il 27 luglio, mentre contemporaneamente i carri armati sovietici dei generale Rybalko e Katukov raggiunsero e superarono la Vistola a Sandomierz conquistando preziose teste di ponte. Anche le truppe del generale Čujkov, appartenenti al 1º Fronte bielorusso, attraversarono a Vistola a Magnuszew. Il 23 luglio 1944 le unità di punta della 2ª Armata corazzata delle guardie del generale Bogdanov avevano liberato il campo di concentramento di Majdanek e scoperto per la prima volta le tracce della macchina della morte nazista. Dopo essere avanzati per oltre 500 chilometri le armate sovietiche, esauste, logorate dalle perdite e con difficoltà di rifornimento, non poterono proseguire oltre e consolidarono le teste di ponte sul fiume Vistola respingendo i contrattacchi tedeschi.

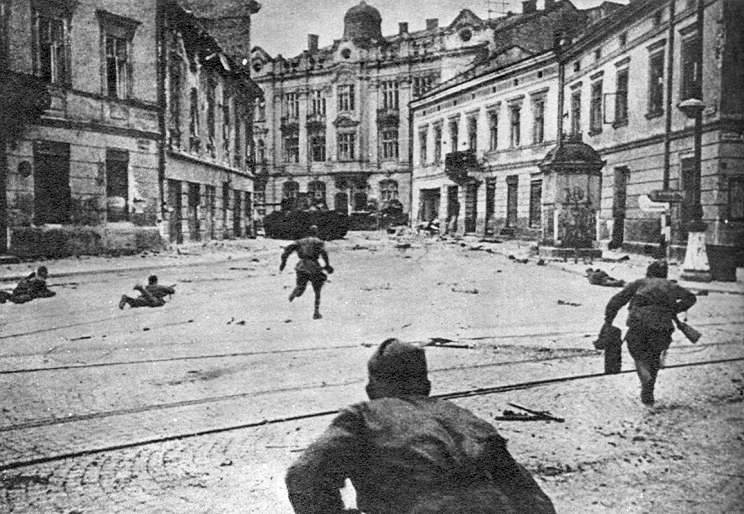
Le truppe sovietiche in azione durante la liberazione di Leopoli

Negli stessi giorni infatti, le formazioni corazzate della 2ª Armata corazzata arrivarono alle porte di Varsavia dove però dal 1º agosto vennero duramente contrattaccate da numerose Panzer-Division di riserva concentrate dal feldmaresciallo Model per impedire un nuovo sfondamento sovietico. Contemporaneamente era in corso la tragica rivolta di Varsavia, su iniziativa dell'Armia Krajowa polacca che seguiva le indicazioni del governo polacco in esilio a Londra. La rivolta, attivata in fretta per anticipare l'arrivo dei sovietici che sembrava imminente e affermare il potere politico del governo di Londra in funzione anti-sovietica, venne schiacciata brutalmente dai tedeschi dopo due mesi di drammatica resistenza. L'Armata Rossa in questa fase non era in grado di correre in aiuto a Varsavia e i suoi deboli tentativi a settembre di attraversare la Vistola vennero facilmente respinti dai tedeschi. Stalin era deciso a instaurare in Polonia un potere politico a lui fedele e quindi era assolutamente contrario ai rivoltosi; egli quindi rifiutò di fornire aiuti e ostacolò anche in un primo momento l'intervento delle forze aeree degli occidentali. Il fallimento della rivolta ebbe grande importanza per il destino della Polonia: le forze militari fedeli al governo in esilio furono fortemente indebolite, mentre il governo fedele a Stalin costituito alla fine di luglio come Comitato Polacco di Liberazione Nazionale, dominato dai comunisti, organizzò una struttura di potere nei territori polacchi liberati e collaborò strettamente con i sovietici; venne costituita a partire dall'Armia Ludowa, la 1ª Armata polacca per combattere accanto all'Armata Rossa.

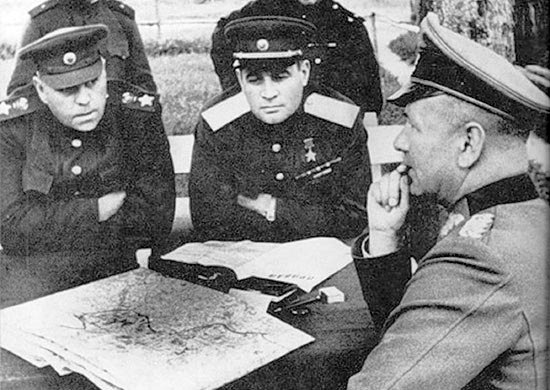
Il maresciallo Aleksandr Vasilevskij e il generale Ivan Černjachovskij a colloquio con un generale tedesco catturato nell'operazione Bagration

Mentre erano in pieno svolgimento le battaglie in Polonia, le armate del generale Cernjakovskij e del generale Bagramjan, avevano continuato ad avanzare nel settore settentrionale con l'obiettivo di raggiungere la costa del Mar Baltico e tagliare fuori nei Paesi Baltici l'intero Gruppo d'armate Nord tedesco. In questa regione, boscosa e paludosa, la resistenza tedesca fu particolarmente efficace e l'avanzata sovietica venne ripetutamente bloccata con pesanti perdite. Nonostante le difficoltà i sovietici tuttavia ottennero nuove vittorie: il generale Ivan Danilovič Černjachovskij entrò a Vilnius il 13 luglio e a Kaunas il 31 luglio, il 17 agosto 1944 le truppe del 3º Fronte bielorusso raggiunsero e superarono per la prima volta il confine tedesco nella Prussia Orientale. Le unità corazzate del generale Bagramjan raggiunsero la costa baltica una prima volta alla fine di luglio, ma i tedeschi contrattaccarono con riserve corazzate e riaprirono le comunicazioni con l'area baltica. I sovietici ripresero l'offensiva solo a metà settembre 1944 e lentamente riuscirono a occupare l'intera Estonia e a isolare Riga con una riuscita avanzata verso Memel. La capitale lettone cadde in mano all'Armata Rossa dopo un'aspra battaglia finale il 15 ottobre 1944, mentre numerose divisioni tedesche del Gruppo d'armate Nord rimasero in combattimento isolate nella sacca di Curlandia.
Nel mese di ottobre si concluse invece con un costoso fallimento a Gumbinnen il primo tentativo delle forze del generale Cernjakovskij di invadere la Prussia orientale; la difesa tedesca sul territorio della Germania fu particolarmente accanita, come aveva già previsto in precedenza Stalin. Il capo sovietico aveva infatti respinto i grandiosi piani offensivi del maresciallo Žukov in direzione di Danzica per isolare e distruggere l'intero esercito tedesco in un colpo solo, proprio facendo riferimento alle difficoltà pratiche di una manovra così complessa e soprattutto alla prevedibile durissima resistenza che i tedeschi avrebbero esercitato in difesa del territorio nazionale. Stalin quindi aveva scartato i piani del maresciallo Žukov e aveva preferito le offensive lungo tutto il fronte, scaglionate nel tempo e nello spazio.

### Invasione dei Balcani

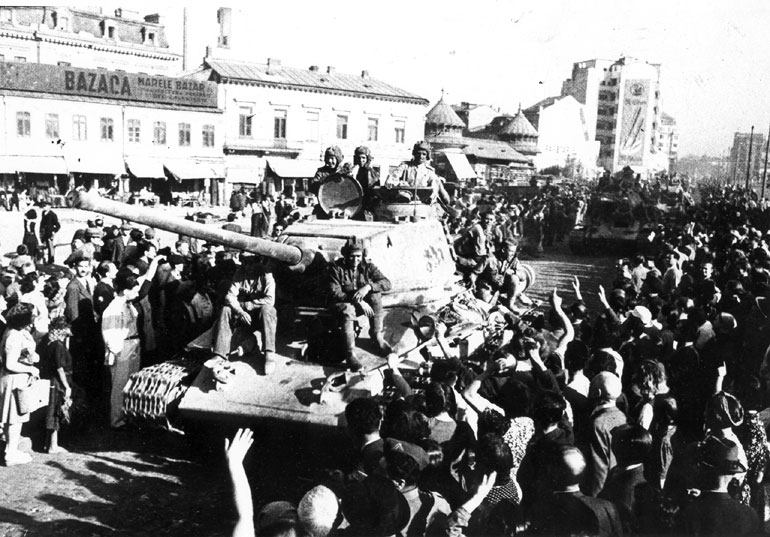
I carri armati sovietici entrano a Bucarest (31 agosto 1944)

In realtà Stalin, interessato soprattutto alle conseguenze politiche degli avvenimenti militari, aveva respinto gli audaci piani del maresciallo Žukov ma aveva invece approvato, durante la stessa riunione dello Stavka, una nuova grande offensiva al confine della Romania da cui egli si attendeva risultati decisivi a favore dell'Unione Sovietica dal punto di vista delle sfere di influenza delle grandi potenze nei Balcani, tradizionale area di interesse dell'espansionismo dell'Impero russo. La nuova offensiva, sferrata il 20 agosto 1944 dai raggruppamenti del generale Malinovskij e del generale Tolbuchin ai due lati del saliente di Kišinev con una schiacciate superiorità di uomini e mezzi, sfruttò la debolezza delle forze tedesco-rumene e l'infelice posizione strategica dell'avversario. Le linee nemiche furono rapidamente sfondate e le truppe corazzate avanzarono in profondità sui due lati, accerchiando rapidamente la massa delle forze tedesco-rumene.

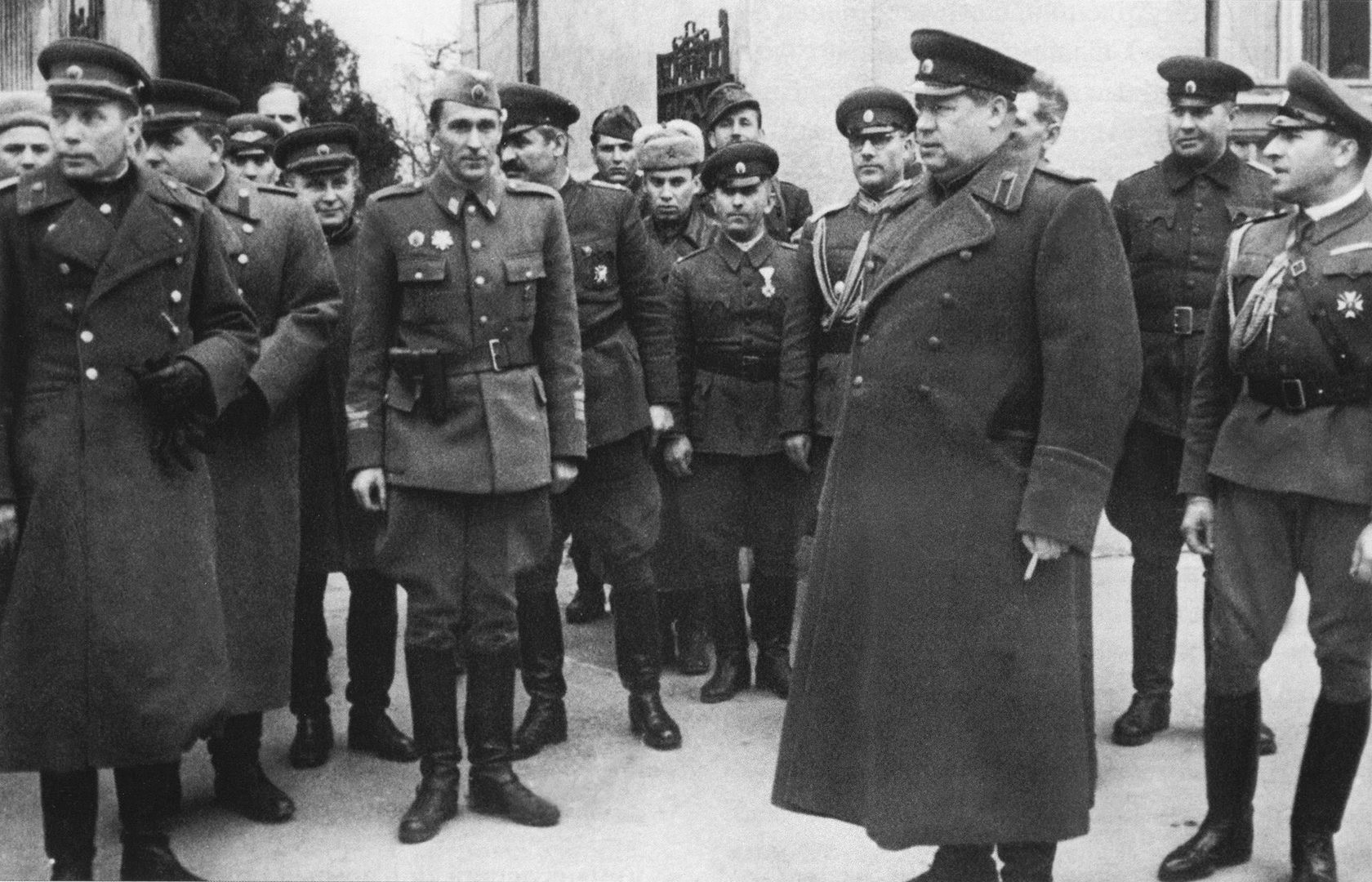
Il maresciallo Fëdor Ivanovič Tolbuchin (a destra) insieme con ufficiali dell'esercito bulgaro

Inoltre la subitanea catastrofe provocò un clamoroso rovesciamento di alleanze: il 23 agosto il governo autoritario del maresciallo Antonescu venne rimosso dal re con il supporto dell'esercito, la Romania dichiarò immediatamente guerra alla Germania e non oppose più resistenza ai sovietici che entrarono il 31 agosto a Bucarest e proseguirono subito, sfruttando il crollo del fronte tedesco; passando per il varco di Focșani, i mezzi corazzati del generale Malinovskij e del generale Tolbuchin aggirarono i Carpazi e poterono avanzare in direzione dell'Ungheria, della Jugoslavia e della Bulgaria. I tedeschi subirono perdite elevatissime, circa 400 000 uomini, e dovettero battere in ritirata in attesa dell'arrivo dei rinforzi trasferiti da altri settori del fronte orientale.
Stalin era ben deciso a sfruttare politicamente la brillante vittoria; fin dal 22 agosto egli aveva ordinato al maresciallo Tolbuchin di entrare in Bulgaria e risolvere radicalmente l'ambigua situazione di questa nazione che, pur essendo alleata della Germania nazista e partecipe delle sue aggressioni in Jugoslavia e Grecia, non aveva mai dichiarato guerra all'Unione Sovietica. Il 5 settembre, mentre i mezzi corazzati del 3° Fronte ucraino si preparavano a sferrare l'offensiva, il governo sovietico dichiarò guerra alla Bulgaria che invano aveva in precedenza manifestato ufficialmente la propria neutralità. L'esercito bulgaro non oppose resistenza, le truppe sovietiche del maresciallo Tolbuchin occuparono rapidamente il paese ed entrarono a Sofia dove il 9 settembre era scoppiata l'insurrezione delle forze popolari; venne costituito un governo del Fronte della patria, una coalizione di sinistra dominata dal forte partito comunista bulgaro diretto da Mosca da un capo prestigioso come Georgi Dimitrov. Mentre nel paese il governo del Fronte della patria presieduto da Kimon Georgiev iniziava una politica di riforme radicali, l'esercito bulgaro si affiancò alle armate sovietiche che marciavano verso il confine jugoslavo.

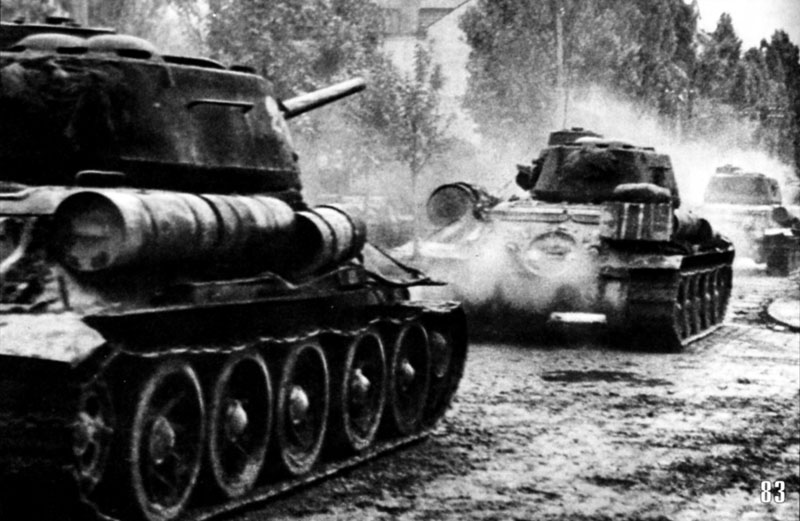
Colonna di carri del 4º Corpo meccanizzato delle guardie in marcia verso Belgrado

In Jugoslavia infuriava fin dal 1941 una violentissima guerra di contro gli occupanti tedeschi e contemporaneamente anche una crudele guerra civile tra le diverse componenti del movimento di resistenza; i partigiani comunisti guidati da Tito erano stati in grado di sconfiggere il movimento nazionalista e monarchico di Draža Mihailović e di estendere sempre più il consenso e il potere politico-militare sul territorio, combattendo strenuamente e con successo contro i tedeschi e i croati del governo ustascia. Il movimento di resistenza raccolto intorno ai partigiani comunisti di Tito aveva raggiunto grande prestigio internazionale e le missioni britanniche e sovietiche erano giunte al suo quartier generale. I rapporti tra i comunisti sovietici e jugoslavi fin dall'inizio non erano stati facili; nel momento in cui le armate sovietiche passando attraverso il territorio bulgaro si avvicinavano al confine jugoslavo divenne fondamentale un chiarimento al massimo livello. Tito quindi raggiunse in aereo Mosca dove il 22 settembre 1944 incontrò Stalin in persona. L'incontro tra i due fu «molto freddo»; Stalin indispettì Tito con le sue maniere brusche e con il suo pesante sarcasmo, mentre il capo comunista jugoslavo sorprese il dittatore sovietico con la sua rigidità e indipendenza di giudizio.
Nonostante la scarsa simpatia reciproca, Stalin e Tito alla fine si accordarono su tutti i punti principali: l'Armata Rossa sarebbe intervenuta in Jugoslavia con le sue forze pesanti per contribuire alla liberazione di Belgrado; subito dopo aver completato questa missione le truppe sovietiche avrebbero proseguito verso le pianure ungheresi lasciando ai partigiani jugoslavi l'amministrazione del territorio liberato, le truppe bulgare avrebbero partecipato all'offensiva ma avrebbero rinunciato a ogni pretesa sulla Macedonia. L'attacco delle forze meccanizzate del maresciallo Tolbuchin ebbe inizio il 14 ottobre 1944 e si sviluppò con successo nonostante le difficoltà del terreno; Belgrado venne raggiunta e liberata entro il 20 ottobre con la partecipazione delle formazioni partigiane di Tito, mentre i bulgari intervenivano a Niš per cercare di intercettare la ritirata tedesca dalla Grecia. Le truppe meccanizzate sovietiche entrate a Belgrado ebbero poco tempo per festeggiare la vittoria; entro alcuni giorni sarebbero state richiamate precipitosamente a nord per partecipare a nuove offensive.

### Arrivo in Europa orientale
Nella notte del 29 ottobre 1944 Stalin in persona aveva telefonato al maresciallo Malinovskij e, in termini ultimativi, gli aveva ordinato di iniziare «entro poche ore», l'offensiva decisiva su Budapest; superiori esigenze di politica internazionale richiedevano la conquista immediata della capitale ungherese. Le osservazioni del maresciallo e la sua richiesta di avere almeno cinque giorni di tempo a disposizione per preparare l'attacco, vennero considerate dal capo sovietico del tutto irrilevanti; Stalin le respinse bruscamente, ribadendo la necessità politica di un attacco immediato. Sembra che Stalin, nonostante l'apparente accordo sulle sfere d'influenza durante il secondo viaggio a Mosca di Churchill dal 9 al 18 ottobre 1944 che aveva specificato con il famoso documento "delle percentuali", il disinteresse britannico per la Romania e la Bulgaria e il preminente interesse invece per la Grecia, temesse l'attuazione da parte alleata dei piani balcanici di Churchill, che prevedevano tra l'altro uno sbarco nel Mare Adriatico e una marcia da Lubiana alle pianure ungheresi.

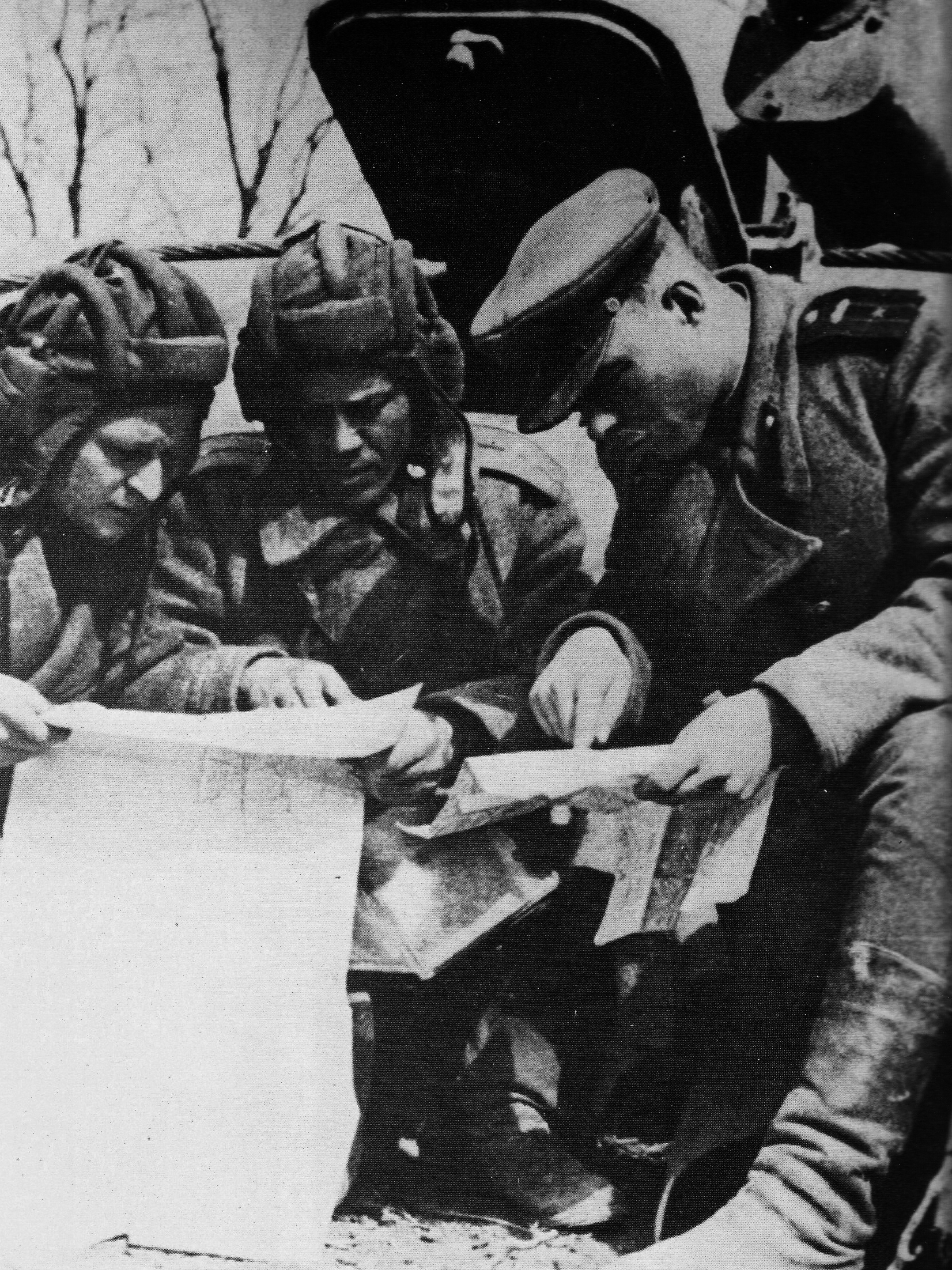
Carristi sovietici discutono dettagli tattici durante gli aspri scontri tra mezzi corazzati in Ungheria

Nonostante le brusche ingiunzioni di Stalin ai suoi generali tuttavia, l'avanzata in Ungheria era ostacolata da settimane dalla resistenza delle forze tedesche affluite da altri fronti e supportate dai resti dell'esercito ungherese. La situazione politica della nazione danubiana era inoltre particolarmente confusa: il tentativo dell'ammiraglio Horthy di ritirarsi dalla guerra e arrendersi ai soli Alleati occidentali era fallito il 15 ottobre 1944; i tedeschi avevano occupato militarmente il paese, arrestato l'ammiraglio e insediato al suo posto il capo della fazione nazista ungherese Ferenc Szálasi. La posizione politica sovietica in Ungheria inoltre riceveva scarso sostegno dalla componente comunista locale molto debole, mentre il movimento partigiano era praticamente inesistente. Le armate del maresciallo Malinovskij, provenienti dalla Transilvania già a settembre avevano incontrato le prime difficoltà di fronte ai duri contrattacchi delle riserve corazzate tedesche; intorno a Debrecen si combatterono aspre battaglie di carri che rallentarono fortemente la marcia sovietica. Di fronte a queste difficoltà oggettive, anche l'attacco diretto su Budapest prescritto da Stalin al maresciallo Malinovskij per il 29 ottobre con il supporto dei mezzi corazzati provenienti da Belgrado, non ebbe successo: i sovietici si avvicinarono alla capitale ungherese ma vennero fermati. Dopo complesse manovre e violente battaglie, alla fine dell'anno 1944 finalmente le forze sovietiche accerchiarono Budapest e iniziarono una sanguinosa battaglia urbana contro la guarnigione tedesco-ungherese assediata.

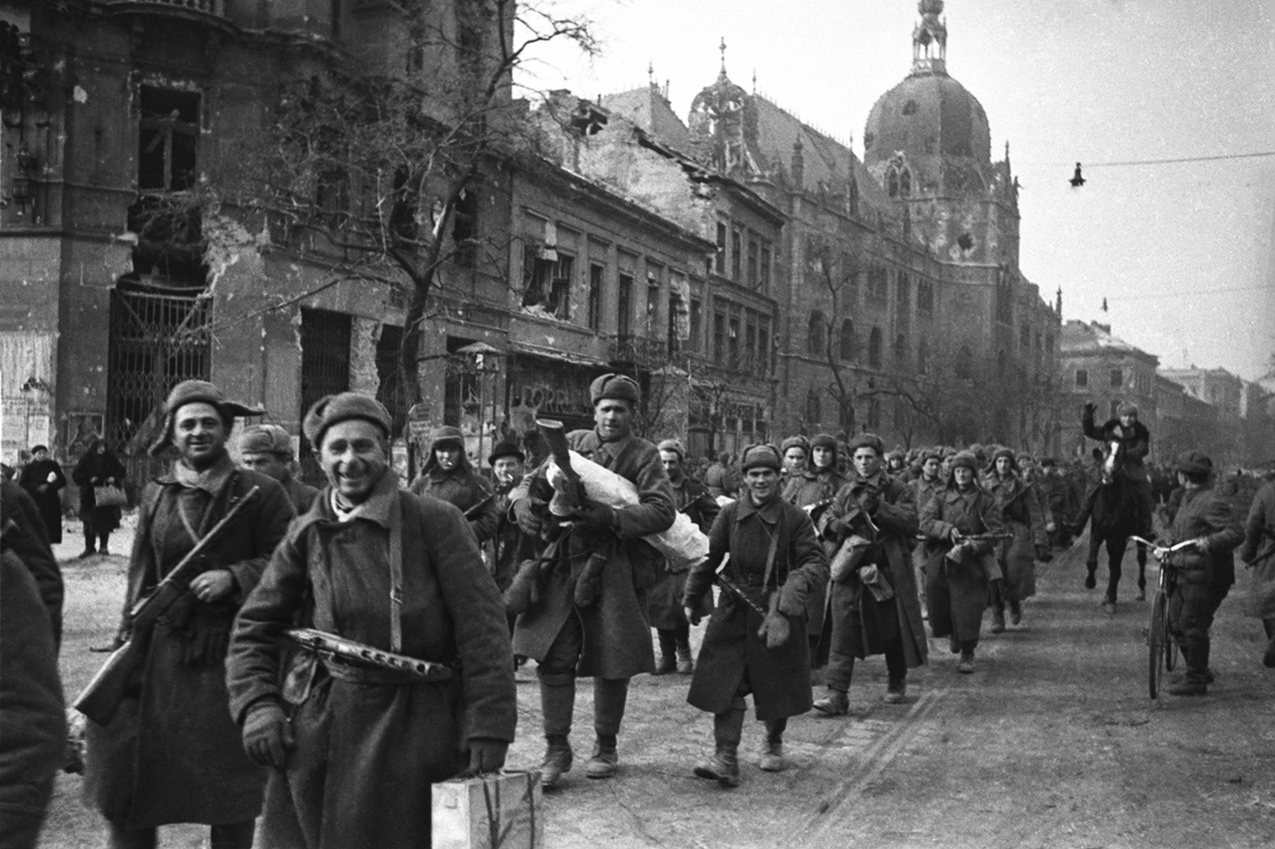
I soldati dell'Armata Rossa entrano a Budapest

In precedenza, a partire dall'estate del 1944 mentre erano in corso le grandi offensive sovietiche in Bielorussia, Polonia, paesi Baltici e Romania, era anche fallita l'insurrezione nazionale slovacca nonostante la forza e la sostanziale coesione del movimento di resistenza ceco e slovacco e gli accordi conclusi fin dal 4 agosto 1944 con il comando sovietico. In realtà nonostante l'apparente unità del Consiglio nazionale slovacco costituito nel marzo 1944 con esponenti comunisti e seguaci del presidente Edvard Beneš, persistevano ambiguità e contrasti di prospettiva politica tra le componenti borghesi, appoggiate dai militari, e quelle rivoluzionarie comuniste guidate da Klement Gottwald. I piani dell'insurrezione prevedevano la defezione delle unità militari slovacche e l'intervento delle truppe sovietiche attraverso i valichi dei Carpazi, ma il comando tedesco entrò in azione in anticipo con brutale efficienza. Il 23 agosto le forze tedesche fecero irruzione in Slovacchia e schiacciarono l'insurrezione nonostante la strenua resistenza dei rivoltosi; l'Armata Rossa intervenne per portare aiuto agli insorti, ma il tentativo delle forze meccanizzate del maresciallo Konev di passare attraverso il passo Dukla venne fortemente contrastato dal nemico; i sovietici riuscirono a passare solo l'8 ottobre 1944 ma ormai la rivolta era stata già annientata e di conseguenza gran parte della Cecoslovacchia sarebbe rimasta in mano tedesca fino al termine della guerra. A Košice si costituì nel marzo-aprile 1945 un nuovo governo di Fronte nazionale di coalizione con un programma di riforme sociali radicali e di "stretta alleanza" con l'Unione Sovietica.
Alla fine dell'anno 1944 tuttavia Stalin, nonostante alcuni insuccessi locali, aveva raggiunto decisivi vantaggi nell'equilibrio politico delle regioni confinanti con l'Unione Sovietica; fin dal mese di settembre era uscita dalla guerra la Finlandia che aveva firmato un armistizio con i sovietici che stabiliva il ritorno alle frontiere del 1940 e 300 milioni di dollari di riparazione ma salvaguardava l'indipendenza nazionale. Il 12 settembre 1944 la Romania a sua volta aveva concluso a Mosca l'armistizio che prevedeva la partecipazione dell'esercito rumeno alla guerra contro i tedeschi, mentre si costituivano governi di coalizione favorevoli ai sovietici. In Polonia il governo filo-sovietico del Comitato di Lublino estendeva il suo potere, eliminava con la violenza gli elementi favorevoli al governo in esilio di Londra e ampliava le sue forze militari; infine il 28 ottobre 1944 anche la Bulgaria firmava a Mosca l'armistizio con gli alleati e si affiancava all'Unione Sovietica.

## La vittoria

### Dalla Vistola all'Oder

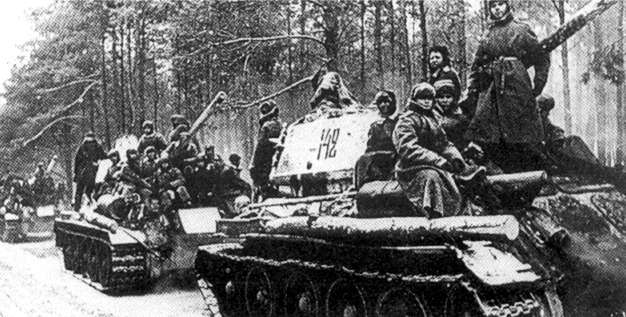
Colonna di carri sovietici durante l'offensiva invernale del 1945

Le ultime settimane del 1944 non furono molto favorevoli agli Alleati; mentre all'est era in corso la sanguinosa battaglia di Budapest, all'ovest gli anglo-americani furono messi in seria difficoltà dall'offensiva delle Ardenne sferrata dai tedeschi il 16 dicembre 1944; in precedenza era fallita anche l'operazione Market Garden compromettendo i piani degli Alleati occidentali per anticipare i sovietici in Germania. All'inizio di gennaio 1945 i tedeschi continuarono a contrattaccare sul fronte occidentale in Alsazia e sul fronte di Budapest all'est, dove i sovietici dovettero combattere duramente per mantenere l'assedio alla capitale magiara in cui infuriavano violentissimi combattimenti contro la guarnigione tedesco-ungherese intrappolata. Il 6 gennaio 1945 Churchill inviò un famoso messaggio a Stalin sollecitando una grande offensiva sovietica sul fronte orientale per alleggerire la pressione tedesca nelle Ardenne; il dittatore sovietico rispose cordialmente assicurando che l'Armata Rossa sarebbe "andata in soccorso" dei suoi alleati e avrebbe sferrato, in anticipo sui piani dello Stavka, una grande offensiva.
La pianificazione e l'organizzazione della nuova offensiva generale sovietica sul fronte orientale erano in corso da settimane; l'alto comando prevedeva di sferrare un attacco definitivo per distruggere l'esercito tedesco e invadere il cuore della Germania; il maresciallo Žukov in persona avrebbe preso il comando del 1º Fronte bielorusso sulla direttrice decisiva Varsavia-Berlino, affiancato a sinistra nella Piccola Polonia dal 1º Fronte ucraino del maresciallo Konev, e a destra dal 2º Fronte bielorusso del maresciallo Rokossovskij e dal 3º Fronte bielorusso del generale Cernjakovskij che avrebbero attaccato a tenaglia in Prussia orientale. L'Armata Rossa mise in campo sul fronte della Vistola 2 112 000 soldati, 7 000 mezzi corazzati, 33 500 cannoni e 4 770 aerei e sul fronte della Prussia orientale 1 670 000 uomini con 3 800 mezzi corazzati, 25 000 cannoni e 3 000 aerei.

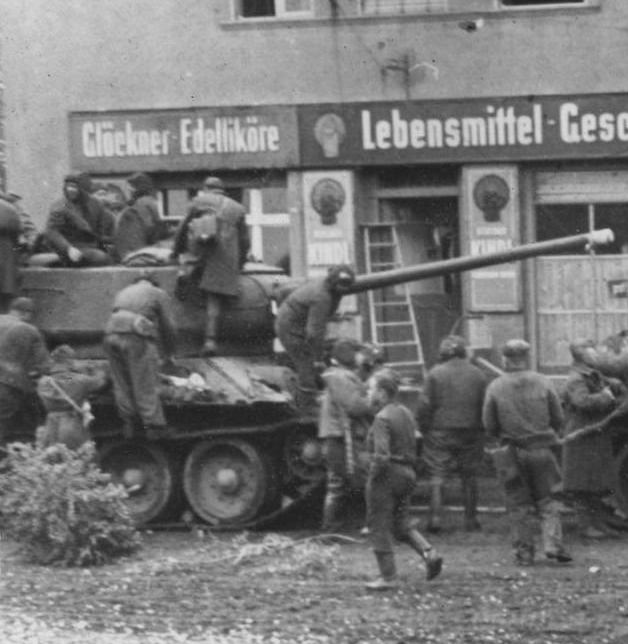
Unità corazzata sovietica durante l'avanzata in Germania

La grande offensiva invernale ebbe inizio il 12 gennaio 1945 sul fronte del maresciallo Konev e il 14 gennaio nel settore del maresciallo Žukov, e raggiunse subito risultati straordinari; le truppe sovietiche attaccarono a partire dalle teste di ponte sulla Vistola, sfondarono le linee tedesche, accerchiarono e liberarono subito Varsavia. Le quattro armate corazzate delle guardie partirono in avanti con la massima rapidità per sfruttare la situazione. Le linee tedesche erano crollate e le deboli riserve meccanizzate disponibili o richiamate da altri settori furono distrutte dai carri armati sovietici o colte di sorprese e disperse durante le disordinate marce di trasferimento. Le unità corazzate del maresciallo Žukov, al comando dei generali Bogdanov, Katukov e Cujkov, raggiunsero in pochissimi giorni, nonostante le difficoltà del rigido clima invernale, prima Łódź e quindi Poznań che venne aggirata e superata; alla fine del mese di gennaio erano già arrivate al fiume Oder, che venne attraversato con mezzi di fortuna, e si trovarono a settanta chilometri da Berlino. Risultati altrettanto brillanti ottennero le armate corazzate del maresciallo Konev che, al comando dei generali Rybalko e Leljusenko, liberarono in pochi giorni Częstochowa, Cracovia, Katowice, aggirarono e conquistarono la regione industriale della Slesia, impadronendosi di importanti impianti industriali ancora intatti come aveva richiesto esplicitamente Stalin, e quindi raggiunsero e superarono a loro volta il fiume Oder. Il pomeriggio del 27 gennaio 1945 i reparti sovietici della 60ª Armata avevano liberato il complesso dei campi di Auschwitz, trovando 7 000 superstiti e recuperando grandi quantità di materiali appartenuti alle vittime dello sterminio nazista.

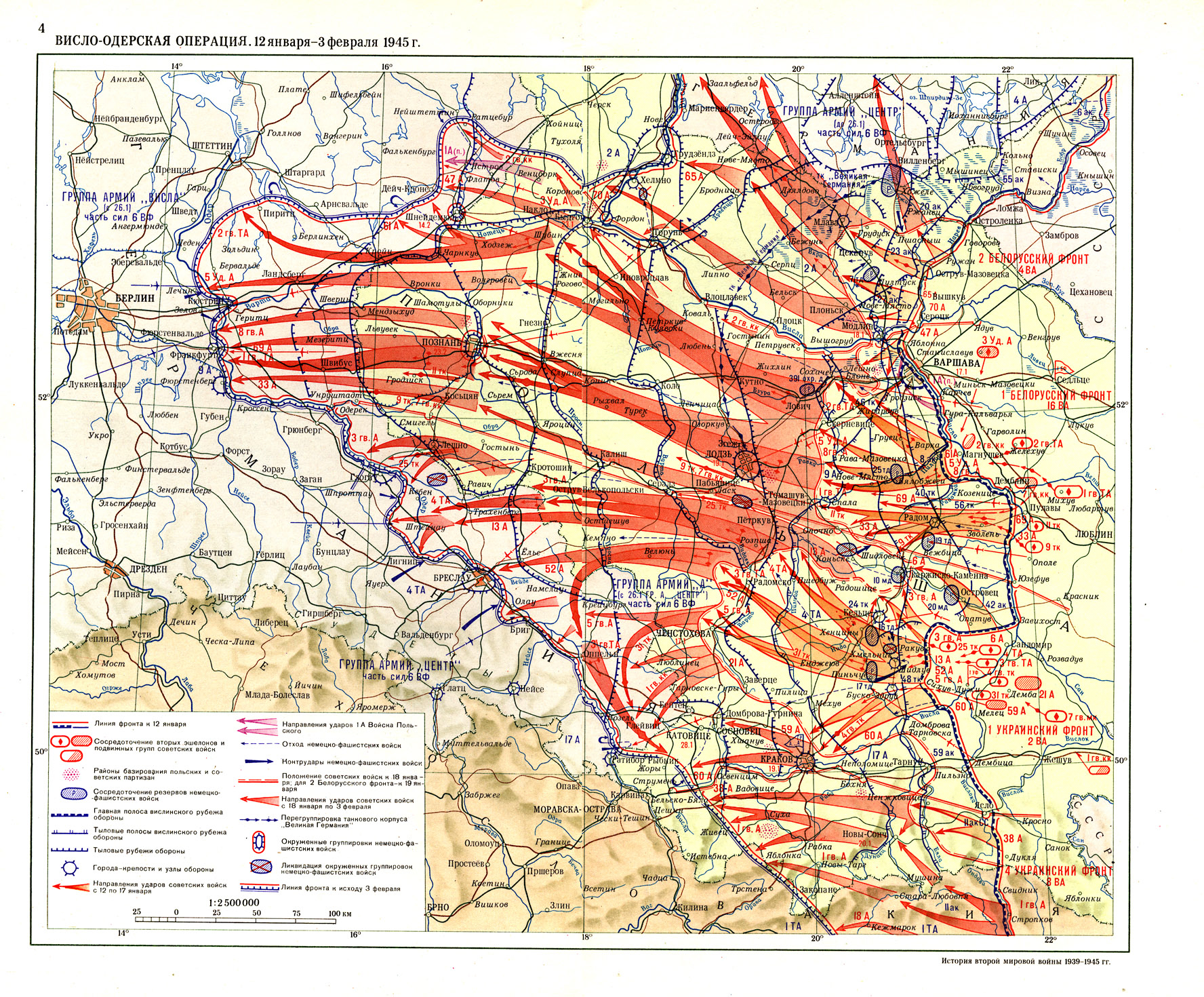
Carta delle operazioni dell'offensiva Vistola-Oder

Molto più difficoltosa si rivelò l'offensiva in Prussia orientale del maresciallo Rokossovskij e del generale Cernjakovskij; i tedeschi sfruttarono le solide fortificazioni e le difficoltà del terreno paludoso e boscoso e frenarono l'avanzata sovietica infliggendo pesanti perdite. I carri armati del maresciallo Rokossovskij raggiunsero la costa baltica a Marienburg, ma non riuscirono a bloccare la ritirata di una parte delle forze tedesche che si asserragliarono in Pomerania sul fianco destro delle armate corazzate del maresciallo Žukov attestate sull'Oder. Stalin preferì quindi sospendere all'inizio di febbraio l'avanzata del 1º Fronte bielorusso verso Berlino e fermare le sue truppe sulla linea dell'Oder. Questa decisione, criticata da alcuni generali protagonisti diretti, è stata variamente interpretata dagli storici; per alcuni Stalin, temendo un fallimento della marcia immediata su Berlino e preoccupato per l'esito dei combattimenti in Prussia orientale, avrebbe deciso l'arresto per non indebolire, in caso di sconfitta, la sua posizione politica di fronte agli alleati anglo-americani con cui era impegnato in difficili negoziati; secondo altri invece il dittatore sovietico avrebbe sospeso la marcia sulla capitale tedesca proprio per non umiliare i suoi alleati, ancora bloccati a ovest del Reno, con una vittoria sovietica troppo schiacciante che avrebbe potuto allarmare le correnti anti-sovietiche sempre presenti nelle nazioni alleate occidentali.
Nei mesi di febbraio e marzo 1945 quindi l'Armata Rossa arrestò le sue armate sull'Oder e fu impegnata in una serie di sanguinose battaglie per eliminare i contingenti tedeschi ancora in combattimento nelle piazzeforti rimaste assediate nelle retrovie e sui fianchi del fronte principale. Il maresciallo Žukov trasferì una parte delle sue forze in Pomerania dove, in collaborazione con le unità del maresciallo Rokossovskij furono eliminati i reparti tedeschi che avevano minacciato sul fianco le posizioni sull'Oder, il maresciallo Konev rastrellò metodicamente la Slesia e raggiunse con le sue armate il fiume Neisse; il generale Cernjakovskij impegnò violenti combattimenti per schiacciare il forte raggruppamento tedesco rimasto in Prussia orientale. Nel frattempo il 13 febbraio finalmente le forze del maresciallo Malinovskij conclusero vittoriosamente la logorante battaglia di Budapest, ma Hitler era deciso a difendere fino all'ultimo questo settore del fronte e il 6 marzo 1945 le riserve corazzate tedesche ritirate dalle Ardenne contrattaccarono nella regione del lago Balaton contro il raggruppamento del maresciallo Tolbuchin che dovette combattere un'ultima battaglia difensiva per respingere entro il 16 marzo questo disperato contrattacco.

### L'incontro di Jalta

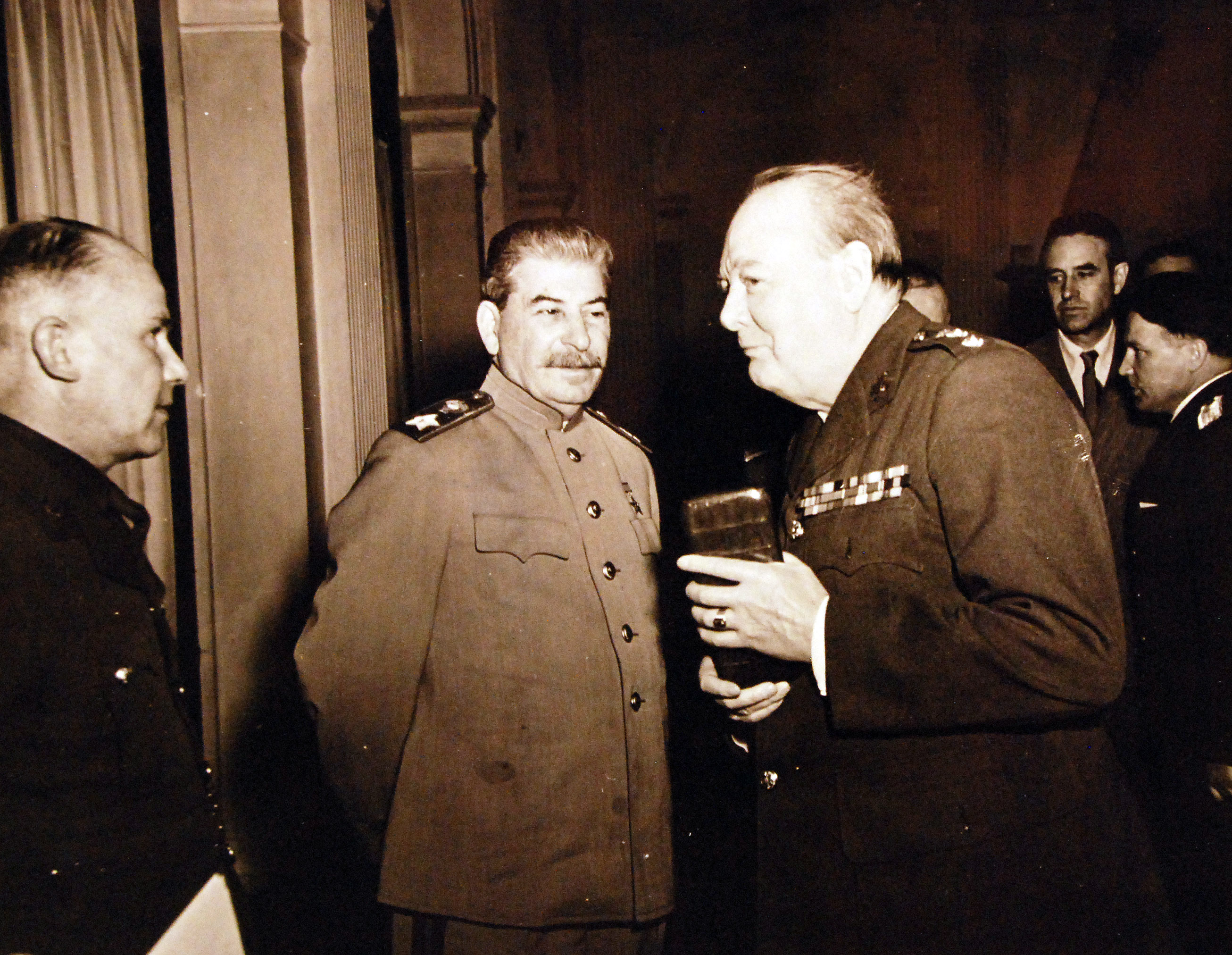
Stalin e Winston Churchill durante una pausa della conferenza di Jalta

La conferenza di Jalta in Crimea si aprì il 4 febbraio 1945 mentre la situazione politico-strategica complessiva nel teatro europeo era molto favorevole ai sovietici; le armate corazzate del maresciallo Žukov avevano raggiunto la linea dell'Oder e si trovavano a 70 chilometri da Berlino, mentre le forze alleate occidentali erano praticamente ferme al confine occidentale della Germania dopo aver respinto con difficoltà l'offensiva tedesca delle Ardenne; sul fronte italiano gli alleati era sempre bloccati a sud della Pianura Padana. La conferenza quindi si tenne soprattutto su sollecitazione dei capi anglo-americani nel timore di una rapida avanzata generale sovietica e di un'occupazione totale della Germania da parte dell'Armata Rossa. In queste condizioni l'obiettivo principale di Churchill e Roosevelt quindi non era quello di intralciare il predominio sovietico nei paesi dell'Europa centro-orientale già occupati dell'Armata Rossa, ma di codificare accuratamente il piano di occupazione congiunta della Germania evitando un completo predominio dello scomodo alleato. Stalin si mostrò collaborativo su questo argomento; egli accettò a Jalta la divisione della Germania in zone di occupazione secondo il piano britannico che assegnava la parte principale e più ricca della Germania agli anglo-americani e concordò anche sul piano di divisione di Berlino in zone separate.
Stalin era consapevole che sarebbe stato impossibile mettere in discussione l'influenza dominante anglo-americana sui paesi occidentali, in particolare Francia e Italia, liberati dagli eserciti alleati; egli quindi si mantenne riservato nel suo incontro con il generale de Gaulle del dicembre 1944 e diede consigli di moderazione ai comunisti francesi, italiani e greci, sollecitando accordi di collaborazione con i partiti borghesi antifascisti. I suoi obiettivi principali a Jalta quindi furono due: ottenere una parte preponderante delle riparazioni che avrebbe dovuto pagare la Germania al termine del conflitto ed evitare la ricostituzione di una cintura di stati anti-sovietici al confine occidentale. Stalin ritenne prioritaria la sicurezza dell'Unione Sovietica che stava uscendo vittoriosa ma esausta dalla lunga guerra; egli temeva una nuova crociata antibolscevica e anche un possibile rovesciamento delle alleanze; quindi il capo sovietico era disposto a tollerare l'intervento militare britannico in Grecia contro la resistenza comunista ma nel territorio raggiunto dalle sue armate, in Romania, Bulgaria, Ungheria, Polonia avrebbero dovuto avere ruolo preponderante le esigenze di sicurezza sovietiche. Stalin disse esplicitamente che ognuna delle tre grandi potenze avrebbe finito per trapiantare inevitabilmente il suo sistema sociale e politico sul territorio raggiunto dai rispettivi eserciti.

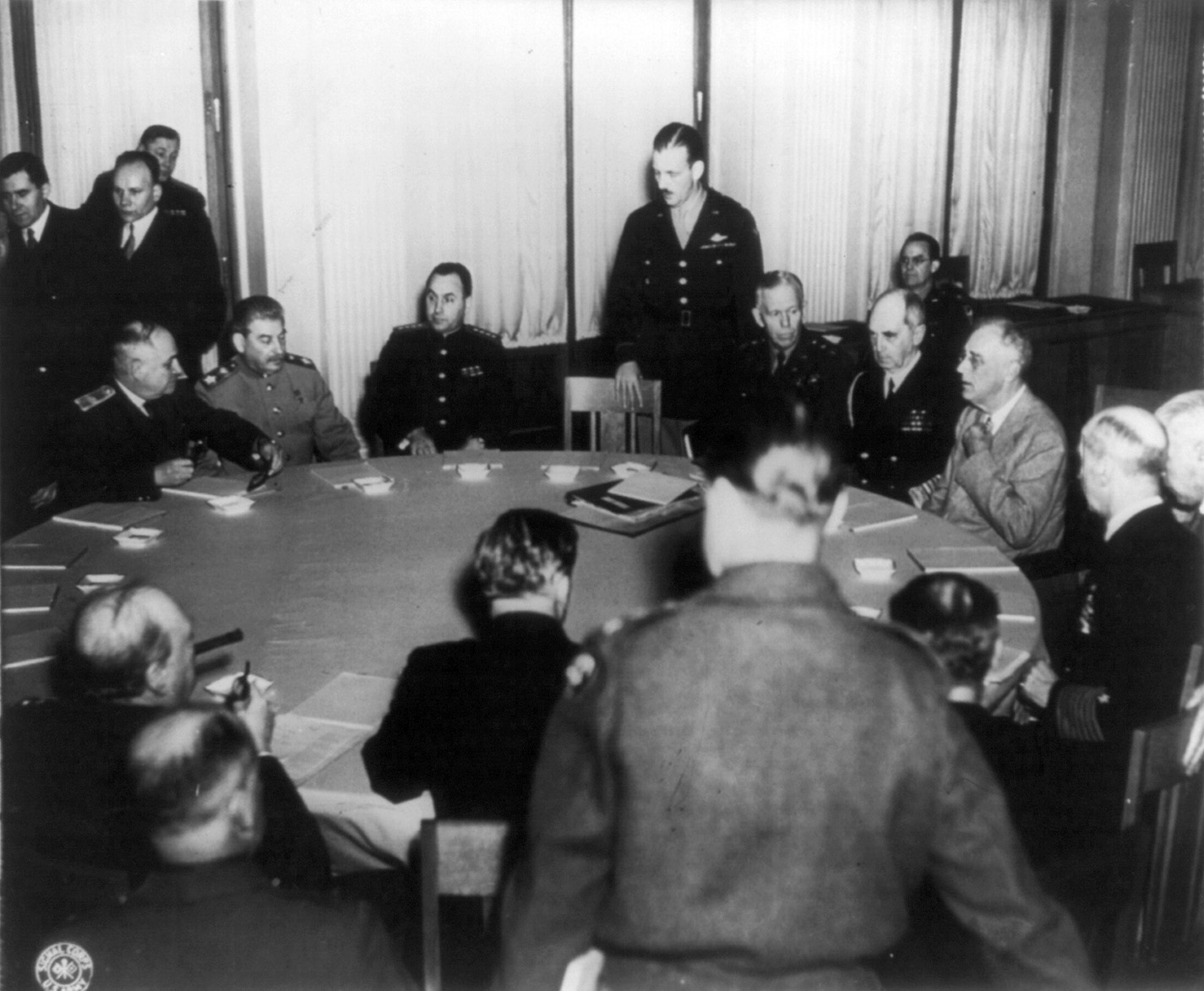
La conferenza di Jalta: seduto secondo da sinistra Stalin, a destra seduto in abiti civili il presidente Franklin Roosevelt, di spalle con il sigaro in bocca Winston Churchill

La conferenza di Jalta, continuata fino all'11 febbraio 1945, si svolse in un clima collaborativo e si concluse con soddisfazione di entrambe le parti. I dirigenti anglo-americani ottennero l'approvazione di Stalin al piano delle zone di occupazione in Germania, all'inserimento anche dei francesi nel consiglio di controllo, al sistema di voto nel nuovo organismo dell'ONU e al programma di allargamento del governo della Polonia con la partecipazione di esponenti del comitato in esilio a Londra; infine gli americani ottennero assicurazioni sulla partecipazione dell'Unione Sovietica alla guerra con il Giappone. Stalin si mostrò intransigente sulla composizione del nuovo governo polacco che egli riteneva essenziale fosse "amico" dei sovietici e sui nuovi confini della Polonia con approvazione della linea Curzon a est, con compensazioni con territori tedeschi a ovest. Sulle riparazioni, i sovietici presentarono un piano che prevedeva il pagamento da parte della Germania di 20 miliardi di dollari, di cui la metà sarebbe stata assegnata all'Unione Sovietica; la somma era ritenuta "molto modesta" in confronto ai danni di guerra provocati dai tedeschi calcolati in 128 miliardi di dollari, ma incontrò le resistenze americane e soprattutto britanniche; alla fine fu trovato un accordo di massima nel senso indicato dai sovietici. Sul futuro della Germania non furono prese decisioni conclusive; il famoso Piano Morgenthau di frantumazione dell'unità tedesca e trasformazione agricolo-pastorale della Germania, venne fortemente criticato da esponenti del mondo politico ed economico anglosassone e venne ritenuto problematico anche dai sovietici; senza una ripresa economica la Germania infatti non sarebbe stata in grado di pagare le riparazioni stabilite. Il piano venne quindi messo da parte senza essere sostituito da progetti alternativi. La conferenza si concluse con due dichiarazioni di intenti: un documento sul programma di distruzione inflessibile del nazismo in Germania, e uno sul passaggio alla democrazia e sullo svolgimento delle elezioni nei paesi dell'Europa liberata che si prestava peraltro a interpretazioni divergenti in relazioni al concetto di democrazia che era radicalmente diverso in Unione Sovietica rispetto ai due paesi occidentali.
Nonostante il clima di amicizia e soddisfazione di Jalta, le settimane dopo la conferenza registrarono l'inasprimento dei rapporti tra le grandi potenze che stavano per vincere la guerra; si riprese a discutere sul concetto di "allargamento" del governo polacco insediato dai sovietici e venne anche rimesso in discussione il piano delle riparazioni tedesche. Stalin decise di concludere unilateralmente trattati di amicizia e collaborazione con la Jugoslavia di Tito e con la Polonia del Comitato di Lublino. Il 12 aprile 1945 morì improvvisamente il presidente Roosevelt, ma già prima il clima dei rapporti tra i Tre Grandi era peggiorato e le correnti di opinione della dirigenza americana erano radicalmente cambiate in senso molto meno favorevole ai sovietici.

### Vittoria a Berlino

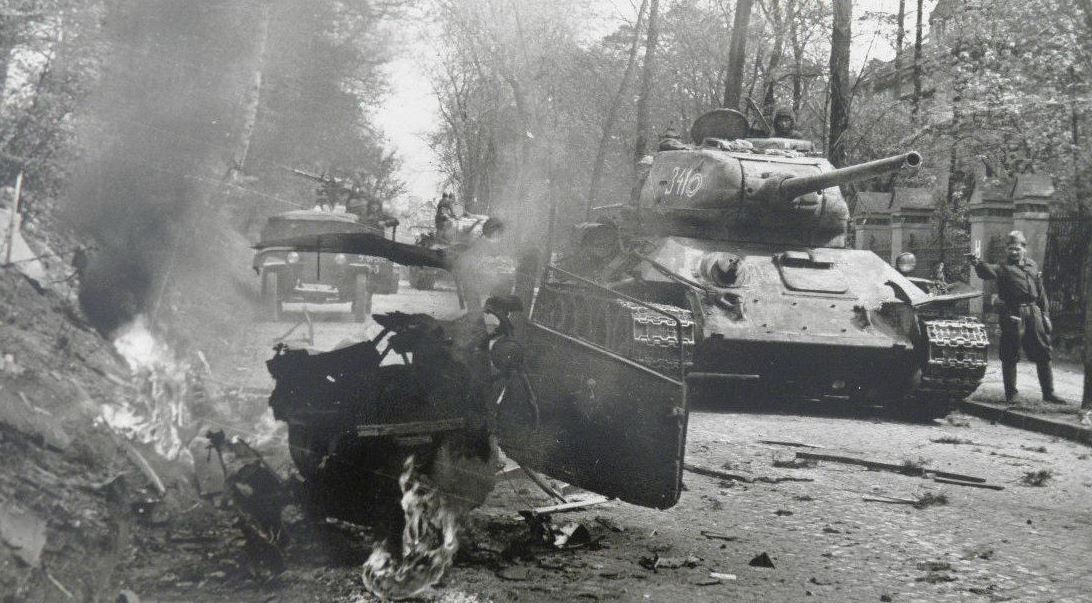
I carri T-34/85 aprono la strada per Berlino

Le ultime settimane della guerra in Europa furono particolarmente confuse e drammatiche; all'ovest dopo la caduta della linea del Reno, l'avanzata delle mobilissime armate anglo-americane divenne sempre più rapida di fronte alle deboli truppe tedesche del Fronte Occidentale ormai completamente demoralizzate e desiderose soprattutto di arrendersi nelle mani degli Alleati occidentali; le unità meccanizzate americane raggiunsero l'Elba nella seconda settimana di aprile 1945. Stalin, irritato dalla mancanza di resistenza tedesca all'ovest e dal trasferimento di gran parte delle forze residue nemiche sul fronte orientale contro l'Armata Rossa, divenne estremamente sospettoso; temette fino all'ultimo che i suoi alleati anglo-americani volessero privarlo dei frutti della costosa vittoria, anticipando le truppe sovietiche a Berlino, favorendo la fuga dei soldati tedeschi e organizzando anche oscure trame segrete con i capi nazisti. Pochi giorni prima della morte del presidente Roosevelt ebbe anche un aspro scontro epistolare con il capo della Casa Bianca, mettendo in dubbio la buona fede americana nelle trattative in corso in Svizzera con emissari nazisti. In precedenza il bombardamento di Dresda del 13 febbraio 1945 era parso un'impressionante dimostrazione della potenza anglo-americana e un minaccioso avvertimento ai sovietici.
Il 1º  aprile il dittatore convocò a Mosca i marescialli Žukov e Konev e decise di accelerare l'offensiva finale contro Berlino; egli inoltre cercò di ingannare gli Alleati informando il generale Eisenhower che Berlino non costituiva più un obiettivo importante del comando sovietico. Stalin in realtà stava rapidamente concentrando le sue armate migliori per l'attacco alla capitale del Terzo Reich, mentre nelle prime due settimane di aprile i sovietici, al comando del maresciallo Vasilevskij che aveva sostituito il generale Cernjakovskij mortalmente ferito in azione, completavano dopo sanguinosi combattimenti la conquista di Königsberg e della Prussia orientale e a sud le armate dei marescialli Malinovskij e Tolbuchin invadevano l'Austria e occupavano Vienna. L'attacco su Berlino ebbe finalmente inizio il 16 aprile 1945 dopo preparativi affrettati sotto la pressione di Stalin, deciso ad anticipare gli americani; il 1º Fronte bielorusso del maresciallo Žukov e il 1º Fronte ucraino del maresciallo Konev avevano ammassato oltre due milioni di soldati con 6 500 mezzi corazzati e 7 500 aerei per l'attacco alla capitale nemica ma i tedeschi, comprese unità di Waffen-SS straniere e giovani della Hitlerjugend, difesero tenacemente la linea dell'Oder e poi si batterono accanitamente all'interno dell'area urbana di Berlino.

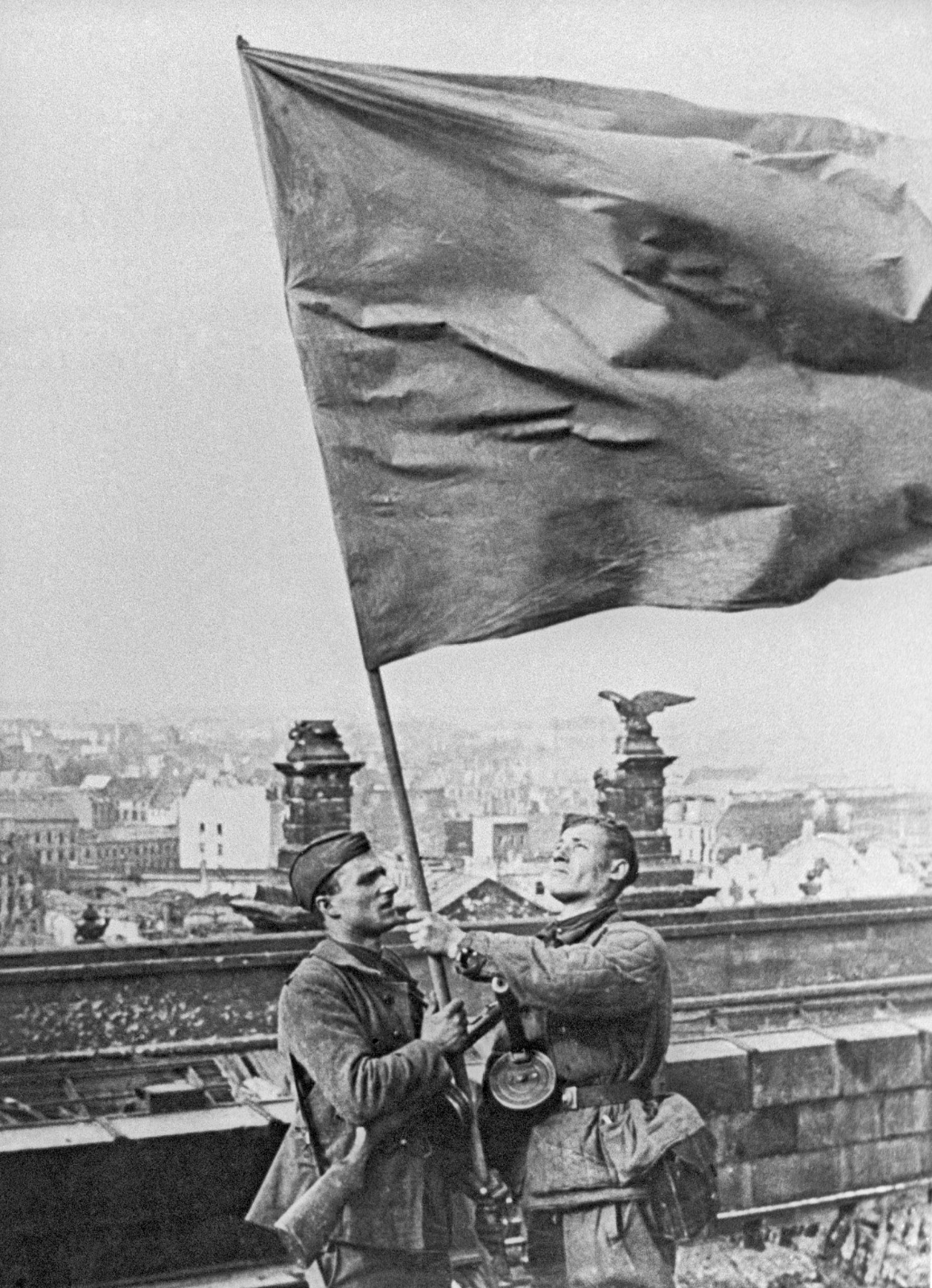
I sergenti Meliton Kantaria e Michail Egorov sventolano la bandiera rossa della vittoria sul tetto del palazzo del Reichstag

Il maresciallo Žukov compì una serie di errori per eccesso di precipitazione; avendo ammassato troppo le sue forze corazzate, subì pesanti perdite e non riuscì a effettuare uno sfondamento immediato; il maresciallo Konev invece poté far avanzare velocemente le sue armate corazzate che deviarono, su indicazione di Stalin, verso nord per attaccare Berlino da sud. Dopo alcuni giorni di aspri combattimenti anche le armate del maresciallo Žukov sfondarono le linee tedesche e iniziarono la marcia sulla capitale da est e da nord; la città venne completamente accerchiata e dal 26 aprile 1945 iniziò la battaglia strada per strada dentro l'area urbana, difesa fanaticamente dai residui reparti tedeschi. I sovietici avanzarono lentamente ma inesorabilmente e il 30 aprile Adolf Hitler si suicidò, mentre era in corso il famoso combattimento per il Palazzo del Reichstag dove i sergenti Meliton Kantaria e Michail Alekseevič Egorov innalzarono in tarda serata la bandiera della vittoria. Il 2 maggio i superstiti della guarnigione si arresero alle armate del maresciallo Žukov. Nel frattempo una parte delle forze del maresciallo Konev aveva proseguito verso l'Elba dove fin dal 25 aprile si erano congiunte amichevolmente con le truppe americane. Dentro Berlino i soldati e gli equipaggi dei carri festeggiarono la vittoria e l'imminente conclusione della guerra, mentre altre formazioni corazzate sovietiche completarono entro il 9 maggio 1945 l'ultima manovra d'accerchiamento convergendo da nord, da est e da sud su Praga e tagliando la via di ritirata del Gruppo d'armate Centro tedesco che non aveva ancora ceduto le armi. In questa occasione furono anche catturate in gran parte le formazioni collaborazioniste del generale Vlasov che avevano tentato al'ultimo momento di abbandonare i nazisti; Vlasov fu fatto prigioniero e portato a Mosca dove sarebbe stato processato e impiccato.

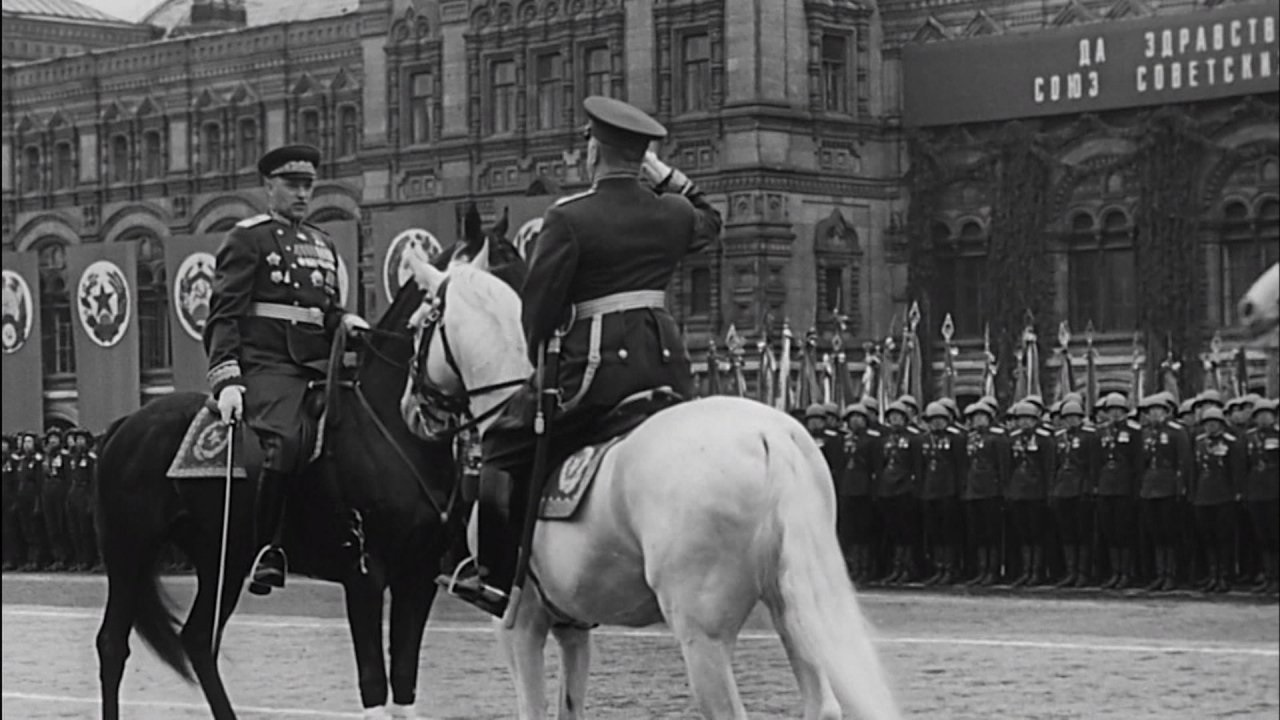
Il maresciallo Žukov, sul cavallo bianco, e il maresciallo Rokossovskij, sul cavallo nero, si scambiano il saluto durante la Parata della vittoria del 24 giugno 1945 sulla Piazza Rossa

Due giorni prima, il 7 maggio, dopo gli ultimi tentativi falliti dell'ammiraglio Karl Dönitz, successore designato di Hitler, di dividere la coalizione avversaria e arrendersi solo agli Alleati occidentali, il Terzo Reich aveva ufficialmente cessato la resistenza firmando un primo documento di resa a Reims di fronte al generale Eisenhower, con la partecipazione solo di un oscuro ufficiale sovietico. Un secondo documento di resa venne firmato quindi la notte del 8 maggio dal feldmaresciallo Wilhelm Keitel a Berlino, al quartier generale del 1° Fronte bielorusso, di fronte al maresciallo Žukov, come espressamente richiesto da Stalin che in questo modo volle evidenziare simbolicamente il ruolo decisivo svolto dall'Unione Sovietica nella seconda guerra mondiale in Europa.
La notizia della resa si diffuse nella notte a Mosca e in Unione Sovietica, e fu accolta con grandi manifestazioni di gioia e sollievo tra la popolazione, nella serata del 9 maggio 1945 Stalin parlò brevemente alla radio e furono sparate trenta salve di mille cannoni. Il 24 giugno 1945 si tenne sulla Piazza Rossa la grandiosa Parata della Vittoria; la sfilata guidata dal maresciallo Žukov su un cavallo bianco, si tenne alla presenza di Stalin e delle massime autorità dello stato. Sfilarono i generali comandanti più famosi e i soldati più valorosi dei Fronti combattenti che avevano vinto la guerra; e le bandiere tedesche catturate furono gettate ai piedi del mausoleo di Lenin. Stalin assistette a queste scene di trionfo senza dirigere personalmente la parata; ma il suo prestigio e potere avevano raggiunto il punto più alto della sua carriera politica; il 26 giugno un decreto speciale istituì la carica suprema di "generalissimo", appositamente studiata per lui «per meriti particolarmente eminenti di fronte alla patria nella direzione di tutte le forze armate dello stato in tempo di guerra». Egli espresse poco giorni dopo il suo pensiero sul nuovo ruolo dell'Unione Sovietica come potenza globale nella tradizione imperiale della Grande Russia, in un famoso brindisi «alla salute del popolo russo» che nella guerra «aveva meritato il generale riconoscimento» in quanto forza dirigente più importante tra tutti i popoli dell'Unione Sovietica.

### L'intervento contro il Giappone
Le divergenze e le incomprensioni tra gli alleati anglo-americani e i sovietici nell'ultima fase della guerra non erano fenomeni transitori destinati a esaurirsi con la pace vittoriosa; al contrario evidenziavano i contrasti di fondo tra le diverse concezioni politico-strategiche. Alla fine di maggio 1945 tuttavia, l'ultimo viaggio del malato Harry Hopkins a Mosca e i suoi franchi colloqui con Stalin sembrarono rasserenare la situazione; in questa occasione venne anche deciso di organizzare un nuovo convegno tra i Tre Grandi a Potsdam sul suolo della Germania sconfitta. La conferenza di Potsdam si prolungò dal 17 luglio e il 2 agosto tra il nuovo presidente Harry Truman, Stalin e Churchill che nel corso della conferenza venne sostituito dal nuovo primo ministro britannico Clement Attlee.

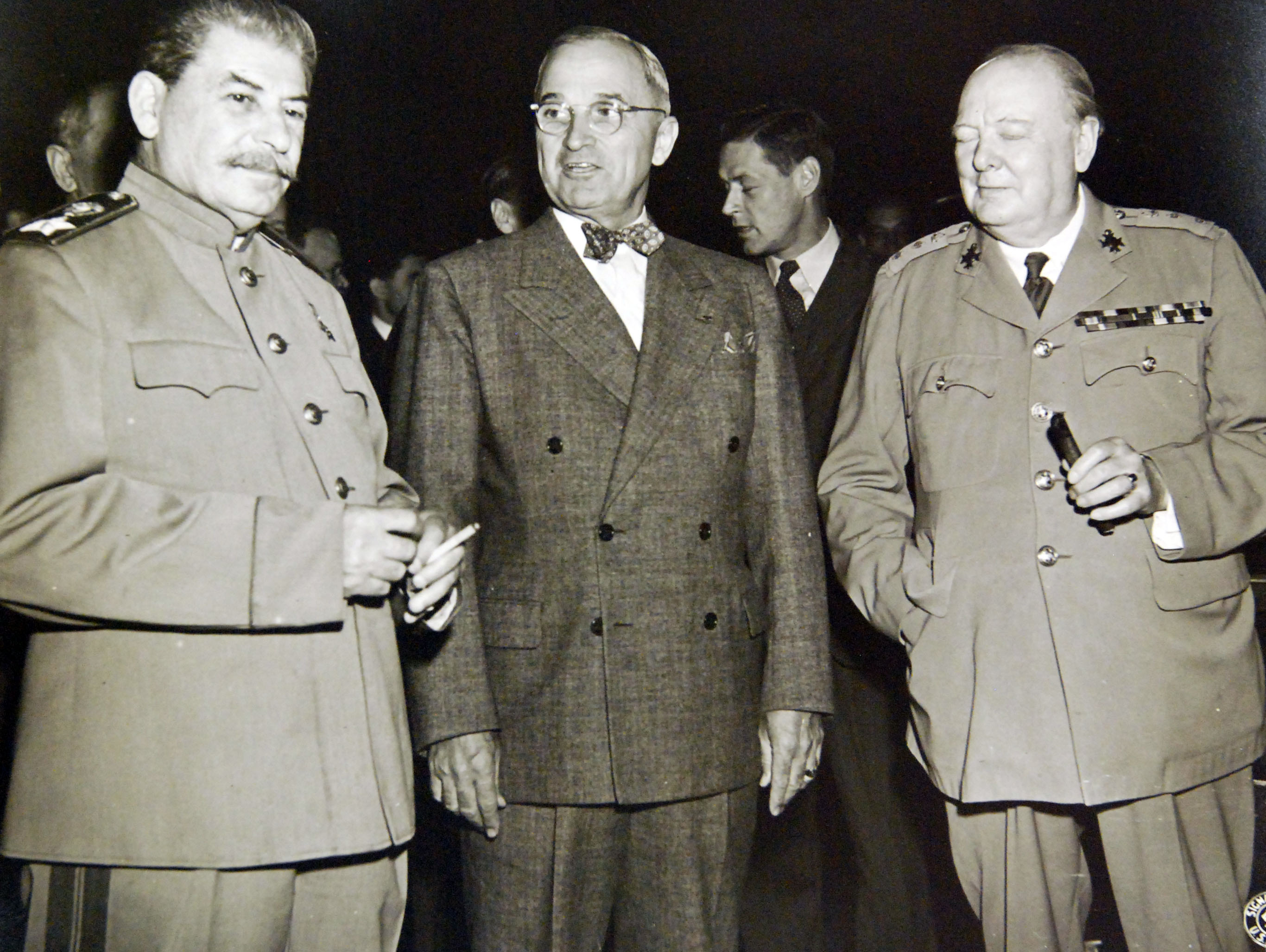
Stalin, il presidente Harry Truman e Churchill alla conferenza di Potsdam

L'atmosfera fu meno cordiale e si svilupparono lunghe discussioni sul futuro della Germania, sul livello di vita futuro dei tedeschi, che in teoria non avrebbe dovuto essere superiore a quello sovietico, sull'unitarietà dello stato tedesco, sulla persistenza delle zone di occupazione separate; si discusse a lungo sulle riparazioni. In questo caso gli anglo-americani rimisero in discussione l'accordo di Jalta e alla fine Stalin ottenne solo che le riparazioni sovietiche sarebbero state prese unicamente dal territorio tedesco occupato dalle sue truppe che però era l'area della Germania più piccola e meno sviluppata. Stalin tuttavia ottenne il consenso al nuovo confine occidentale della Polonia sulla linea Oder-Neisse. I capi occidentali non accettavano interferenze sovietiche sull'Europa occidentale liberata dai loro eserciti ma contrastavano apertamente la politica sovietica in Europa orientale, ritenuta oppressiva e non democratica; Churchill parlò con Truman di "cortina di ferro" discesa sull'Europa. Il dirigente britannico solo dopo molti ripensamenti aveva fatto disarmare le unità tedesche cadute prigioniere dell'esercito britannico che, secondo i progetti di guerra preventiva caldeggiati da alcuni alti ufficiali anglo-americani, avrebbero potuto essere utilizzati in una guerra immediata e offensiva contro l'Armata Rossa. Questo progetto impensabile (come venne chiamato dagli stessi ideatori) venne rapidamente accantonato, ma Stalin non ottenne alcun risultato quando cercò di affrontare il problema del governo fascista della Spagna di Francisco Franco o chiese una nuova regolamentazione del passaggio degli stretti del Mar Nero.

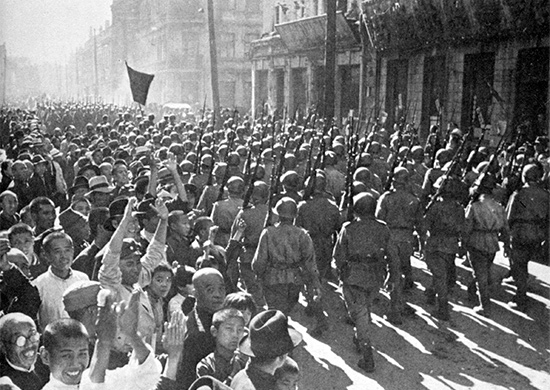
Le truppe sovietiche entrano a Harbin

Il 24 luglio il presidente Truman svelò a Stalin in modo abbastanza misterioso che gli Stati Uniti possedevano una nuova armata di terrificante potenza; il successo dell'esperimento della bomba atomica ad Alamogordo il 16 luglio diede grande sicurezza al presidente che ritenne di poter intimidire il capo sovietico e costringerlo a rivedere le sue posizioni. Stalin mostrò apparente noncuranza all'annuncio di Truman; egli in realtà era già informato e si affrettò a sollecitare i suoi collaboratori ad accelerare il programma per costruire una bomba atomica sovietica. Dopo il successo della bomba atomica i dirigenti americani ritennero possibile concludere la guerra con il Giappone senza il previsto intervento sovietico e senza fare le importanti concessioni accordate dal presidente Roosevelt a Jalta. La prima bomba atomica esplose a Hiroshima il 6 agosto 1945 ma Stalin non era disposto a fermarsi; egli già in precedenza aveva ordinato ai suoi generali di affrettare i preparativi per l'entrata in guerra dell'Unione Sovietica. La diplomazia sovietica respinse le velate aperture dei giapponesi che sembravano disposti a trattare la resa tramite una mediazione sovietica.

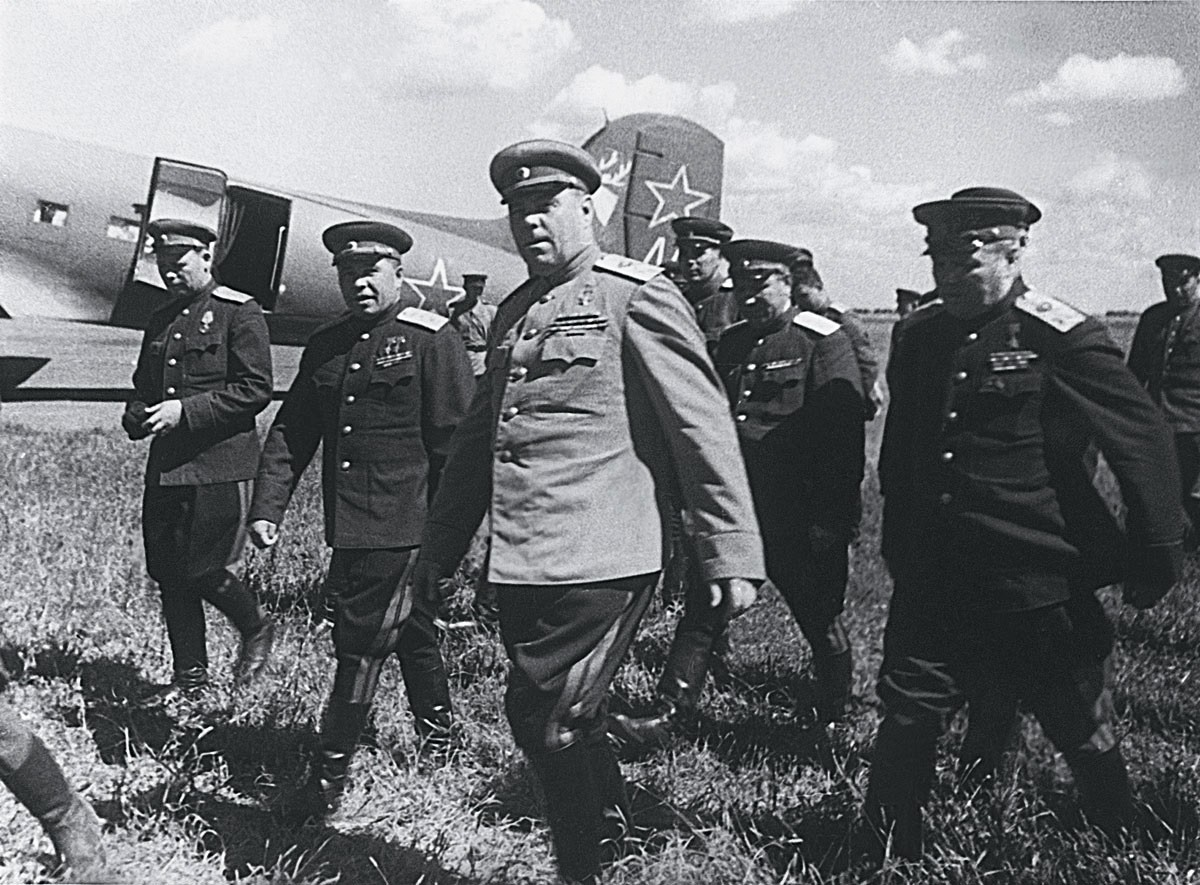
Il maresciallo Aleksandr Vasilevskij (al centro), comandante in capo in Estremo Oriente, durante l'invasione sovietica della Manciuria

L'ultima campagna dell'Armata Rossa nella seconda guerra mondiale ebbe inizio con la dichiarazione di guerra al Giappone del 8 agosto 1945; dopo complessi preparativi logistici e il raggruppamento di ingenti forze meccanizzate sull'aspro e inospitale territorio dell'Estremo Oriente sovietico, le truppe sotto il comando supremo del maresciallo Vasilevskij attaccarono a tenaglia da tre direzioni l'Esercito del Kwantung giapponese schierato in Manciuria. I giapponesi disponevano di un esercito numeroso e agguerrito ma la loro resistenza fu debole. Nonostante le notevoli difficoltà delle distanze e del terreno, i carri armati sovietici avanzarono con grande rapidità; il raggruppamento del maresciallo Malinovskij avanzava dalla Mongolia e puntava su Harbin dove convergevano dalla regione di Vladivostok anche le forze del generale Mereckov. Il 14 agosto 1945 il Giappone annunciò la sua decisione di capitolare, ma le armate sovietiche continuarono ad avanzare fino al 17 agosto; venne occupata la Manciuria, la parte settentrionale della Corea, le grandi città di Harbin, Dairen e Port Arthur.
Questi brillanti successi sovietici tuttavia furono eclissati dalla tremenda potenza dimostrata dalle bombe atomiche americane; Truman e i dirigenti americani non erano disposti a condividere la loro vittoria nel Pacifico; essi organizzarono e celebrarono il trionfo con la cerimonia di resa del 2 settembre 1945, e non accettarono la partecipazione sovietica all'occupazione del Giappone che sarebbe stato governato con poteri quasi dittatoriali dal generale Douglas MacArthur.
Stalin parlò alla radio la sera del 2 settembre 1945; rievocò l'umiliante sconfitta dell'Impero russo nella guerra con il Giappone del 1905, parlò di rivincita attesa per quarant'anni e concluse con un nuovo riconoscimento al nazionalismo specificatamente russo

## L'URSS dopo la guerra
Al termine della seconda guerra mondiale l'Unione Sovietica, massima protagonista della vittoria sul nazismo, raggiunse un prestigio mondiale senza precedenti; giunta nel cuore dell'Europa, l'Armata Rossa, con oltre 6,3 milioni di effettivi e 14 000 mezzi corazzati di prima linea, costituiva l'esercito più potente e il braccio armato della posizione di potere dell'URSS che si proponeva come successore imperiale delle aspirazioni espansionistiche della Russia degli zar. Secondo le concezioni patriottiche di Stalin, molto minore importanza avevano invece le istanze socialiste e rivoluzionarie che erano state per tanti anni gli elementi qualificanti del primo stato socialista al mondo.

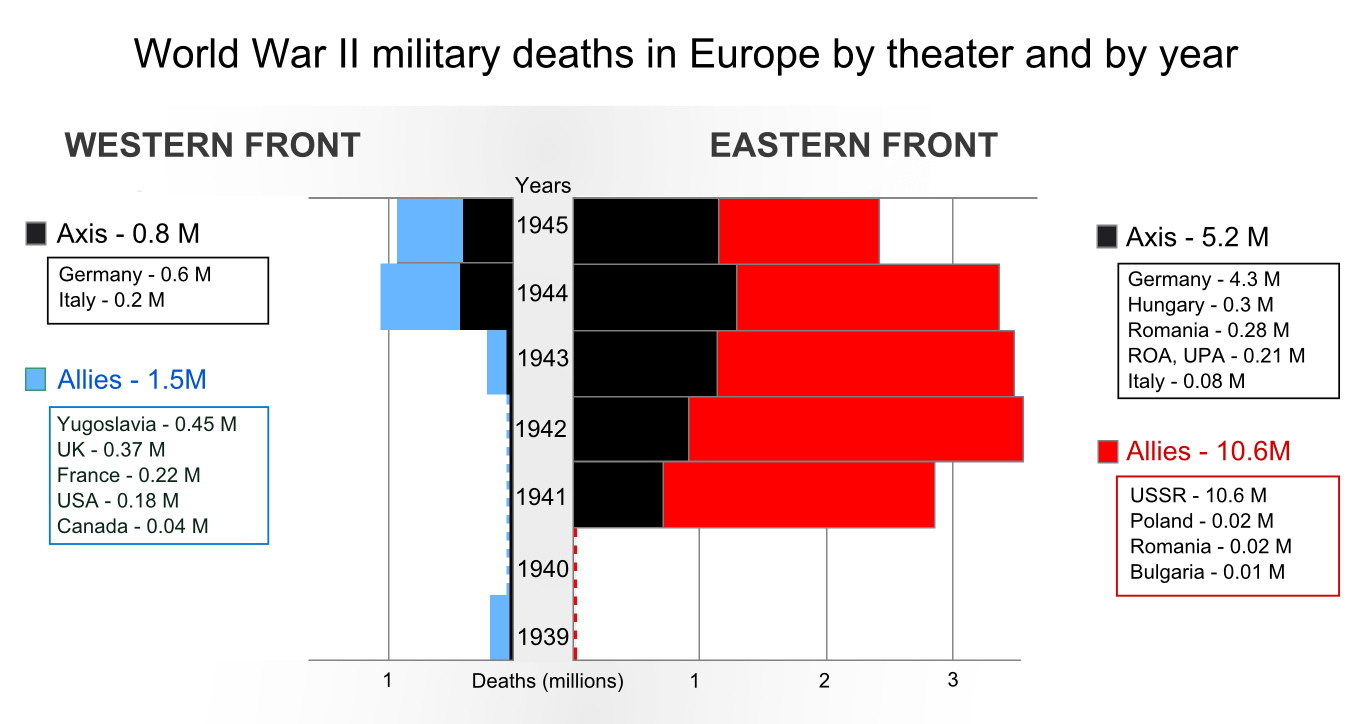
Le perdite subite dalle potenze dell'Asse e dagli Alleati nel teatro di operazioni europeo divisi per fronte e per anno di guerra

Le aspirazioni di potere sovietiche si scontravano però con la triste realtà delle condizioni di estremo logoramento in cui si trovava l'URSS al termine della guerra. Le perdite umane erano quasi incalcolabili; le statistiche ufficiali sulle perdite militari riportano il dato di 11 285 000 soldati morti per tutte le cause, di cui 6,2 milioni di caduti in combattimento e 4,4 milioni dispersi. Le morti tra i civili non sono mai state calcolate con esattezza ma superano verosimilmente i 10 milioni. La cosiddetta Grande guerra patriottica costò sicuramente oltre 20-25 milioni di morti ai popoli sovietici, in maggioranza maschi adulti in età da lavoro. Le distruzioni materiali furono ingentissime nei territori occupati: andarono distrutti 1 710 città o cittadine e oltre 70 000 villaggi; 25 milioni di persone persero la propria abitazione; molte grandi città erano in rovina. In confronto con la ricchezza e la potenza degli Stati Uniti, sottolineata dal possesso dell'arma atomica, l'URSS si trovava al termine della guerra in una situazione di grande inferiorità.
Inoltre, mentre l'esercito veniva rapidamente smobilitato direttamente in Germania e i soldati ritornavano in patria sulle carrette tirate dai cavalli, i combattimenti non erano ancora finiti sul territorio sovietico; le truppe del NKVD furono impegnate per anni a reprimere la guerriglia nazionalista ancora forte negli stati baltici, in Ucraina occidentale e in Polonia. La resistenza dei combattenti nazionalisti venne finalmente schiacciata in Lituania nel 1947 mentre gli ultimi nuclei in Ucraina occidentale furono eliminati solo nel 1951.
Dopo tante sofferenze e privazioni per ottenere la vittoria, nel paese c'era attesa di un allentamento della pressione del regime, di un miglioramento delle condizioni di vita, di una maggiore liberalità interna. Stalin era ben lontano da queste idee. Egli ritenne che la vittoria sanzionasse in via definitiva la correttezza della sua politica e la solidità dello stato sovietico; definì la guerra "un esame", che era stato superato, per il governo e il partito dell'URSS. Egli era pronto a sfidare l'Occidente per salvaguardare la posizione di potere raggiunta in Europa e nel mondo. Non ci sarebbe stata alcuna pausa di respiro per l'URSS, sotto Stalin il paese avrebbe intrapreso la difficile ricostruzione mentre in Europa aveva inizio la guerra fredda.